# Histoire des Juifs en Tunisie
Vous lisez un « article de qualité » labellisé en 2010.
Voir aussi
L'histoire des Juifs en Tunisie s'étend sur près de deux mille ans. Attestée au IIe siècle mais sans doute plus ancienne, la communauté juive en Tunisie croît à la suite de vagues d'immigration successives et d'un prosélytisme important créant des communautés de Berbères juifs. Toutefois, son développement est freiné par des mesures anti-juives à partir de l'édit de Milan en 313 et à l'époque de l'exarchat de Carthage dans l'Empire byzantin.
Après la conquête musulmane de la Tunisie, le judaïsme tunisien passe de périodes de relative liberté, voire d'apogée culturel, à des temps de discrimination plus marquée. L'arrivée sur son sol de Juifs expulsés de la péninsule Ibérique, les Séfarades, souvent par l'intermédiaire de Livourne, modifie considérablement son visage. Sa situation économique, sociale et culturelle s'améliore fortement à l'avènement du protectorat français avant d'être compromise durant la Seconde Guerre mondiale, d'une part en raison des lois anti-juives du régime de Vichy et d'autre part à la suite de l'occupation du pays par l'Axe. En 1948, la création d'Israël suscite une réaction antisioniste généralisée du monde arabe, sur laquelle se greffent l'agitation nationaliste, la nationalisation d'entreprises, l'arabisation de l'enseignement et d'une partie de l'administration. Les Juifs quittent la Tunisie en masse à partir des années 1950, en raison des problèmes évoqués et du climat hostile engendré par la crise de Bizerte, en 1961, et la guerre des Six Jours, en 1967. La population juive de Tunisie, estimée à environ 105 000 personnes en 1948, n'est plus que de 1 500 personnes en 2003, soit moins de 0,1 % de la population totale. En 2018, la communauté la plus importante est celle de Djerba, bien devant celle de Tunis.
La diaspora juive tunisienne est répartie principalement entre Israël et la France, où elle a préservé son identité communautaire, au travers de ses traditions, majoritairement tributaires du judaïsme séfarade, mais conservant ses spécificités propres. Le judaïsme djerbien en particulier, considéré comme plus fidèle à la tradition, car resté hors de la sphère d'influence des courants modernistes, joue un rôle dominant.

## Historiographie
L'histoire des Juifs de Tunisie (jusqu'à l'établissement du protectorat français) est étudiée pour la première fois par David Cazès en 1888 dans son Essai sur l'histoire des Israélites de Tunisie ; André Chouraqui (1952) et Haïm Zeev Hirschberg (1965) en font autant, dans le contexte plus général du judaïsme nord-africain. La recherche sur le sujet a été enrichie ensuite par Robert Attal et Yitzhak Avrahami. En outre, diverses institutions, parmi lesquelles le musée d'ethnologie et de folklore de Haïfa, l'université hébraïque de Jérusalem, l'Institut israélien de musique liturgique et l'Institut Ben-Zvi collectent les témoignages matériels (vêtements traditionnels, broderies, dentelles, bijoux, etc.), traditions (contes populaires, chants liturgiques, etc.) et manuscrits ainsi que les livres et journaux judéo-arabes.
Paul Sebag est le premier à fournir dans son Histoire des Juifs de Tunisie : des origines à nos jours (1991) un premier développement entièrement consacré à l'histoire de cette communauté,. En Tunisie, à la suite de la thèse d'Abdelkrim Allagui, spécialiste du judaïsme maghrébin, un groupe sous la direction de Habib Kazdaghli et Abdelhamid Larguèche fait entrer la thématique dans le champ des recherches universitaires nationales. Fondée à Paris le 3 juin 1997, la Société d'histoire des Juifs de Tunisie et d'Afrique du Nord contribue à la recherche sur les Juifs de Tunisie et transmet leur histoire par le biais de conférences, colloques et expositions.
Selon l'orientaliste Michel Abitbol, l'étude du judaïsme tunisien a connu son grand essor lors de la dissolution progressive de la communauté juive dans le contexte de la décolonisation et de l'évolution du conflit israélo-arabe alors que Habib Kazdaghli estime que le départ de la communauté est la cause du faible nombre d'études liées au sujet. Kazdaghli fait cependant remarquer que leur production augmente dès les années 1990, du fait d'auteurs rattachés à cette communauté, et que les associations de Juifs originaires de telle ou telle communauté (Ariana, Bizerte, Sousse, etc.) ou de Tunisie se multiplient. Quant au sort de la communauté juive durant la période de l'occupation allemande de la Tunisie (1942-1943), il reste relativement peu évoqué et le colloque sur la communauté juive de Tunisie tenu à l'université de La Manouba en février 1998 (le premier du genre sur ce thème de recherche) ne l'évoque pas. Cependant, le travail de mémoire de la communauté existe, avec les témoignages de Robert Borgel et Paul Ghez, les romans La Statue de sel d'Albert Memmi et Villa Jasmin de Serge Moati ainsi que les travaux de quelques historiens.

## Antiquité

### Origines

#### Hypothèses
Comme nombre de populations juives, de Tripolitaine ou d'Espagne notamment, les Juifs tunisiens revendiquent une implantation très ancienne sur leur territoire. Aucun document ne permet cependant d'attester formellement leur présence avant le IIe siècle. Parmi les hypothèses :

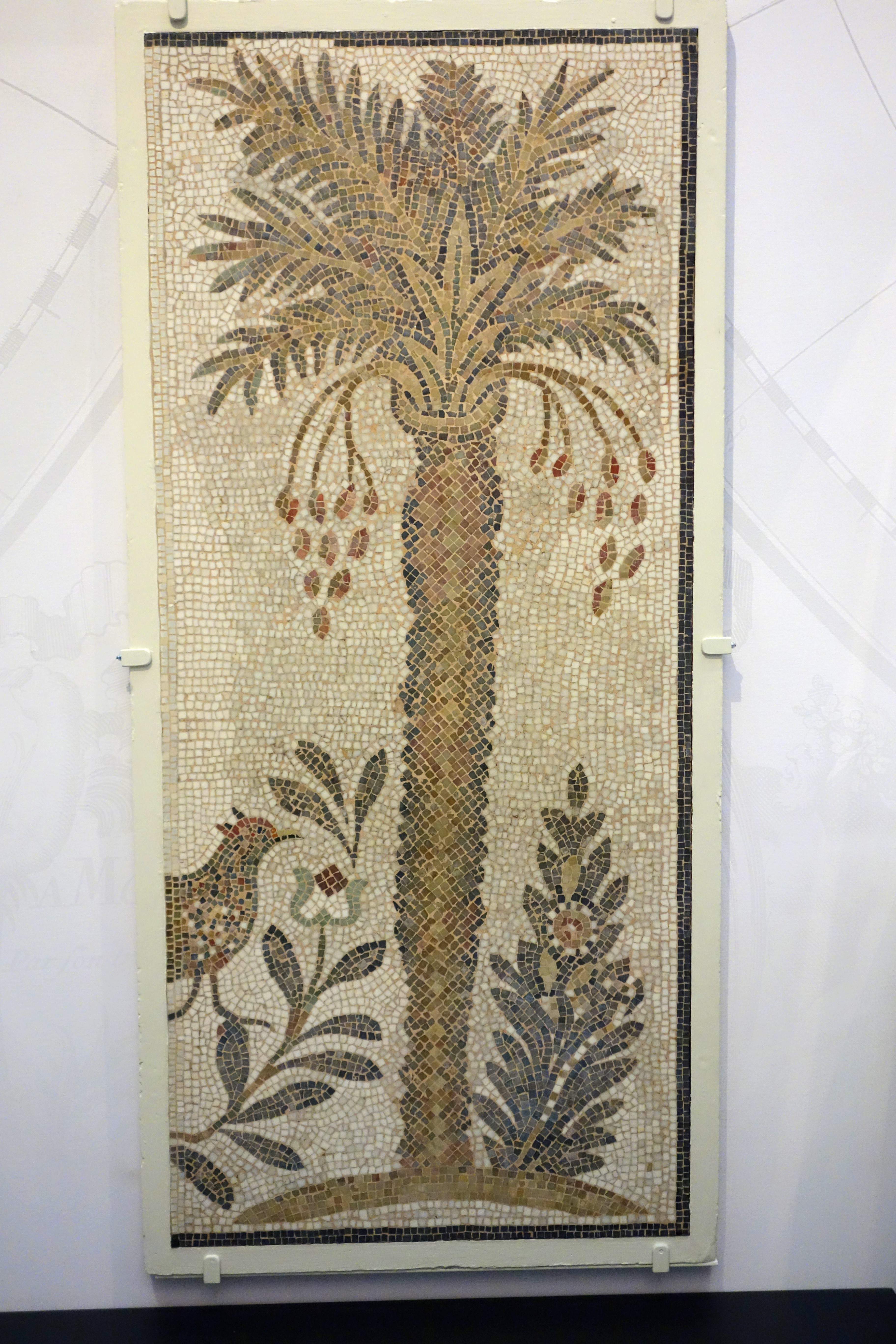
Palmier dattier, mosaïque byzantine de la synagogue romaine de Naro à Hammam Lif, VIe siècle, Brooklyn Museum (New York).

- certains historiens, comme David Cazès, Nahum Slouschz ou Alfred Louis Delattre, suggèrent, sur la base de la description biblique des relations étroites fondées sur le commerce maritime entre Hiram (souverain de la cité phénicienne de Tyr) et Salomon (roi d'Israël), que des Israélites auraient pu faire partie des fondateurs de comptoirs phéniciens, dont celui de Carthage en 814 av. J.-C.[14].
- Flavius Josèphe avance que l'arrivée des premiers Juifs au Maghreb remonte au IVe siècle av. J.-C., à l'époque des rois lagides d'Égypte qui, afin de renforcer les garnisons grecques de Chypre et de Cyrénaïque, ont appelé des mercenaires juifs d'Alexandrie, constituant ainsi les premières communautés nord-africaines, renforcées plus tard par l'arrivée des exilés de Judée, au lendemain de la destruction du second temple en 70[15] ;
- l'une des légendes fondatrices de la communauté juive de Djerba, retranscrite pour la première fois en 1849[16], raconte que des Cohanim (membres de la classe sacerdotale israélite) se seraient installés dans l'actuelle Tunisie après la destruction du Temple de Salomon par l'empereur Nabuchodonosor II en 586 av. J.-C.[17] ; ils auraient emporté un vestige du Temple détruit, conservé dans la Ghriba de Djerba[18], et en auraient fait un lieu de pèlerinage et de vénération jusqu'à nos jours.

Cependant, si ces hypothèses étaient vérifiées, il est possible que ces Israélites se soient assimilés à la population punique et aient sacrifié à ses divinités, comme Baal et Tanit. Par la suite, il est également possible que des Juifs hellénistiques ou orthodoxes d'Alexandrie ou de Cyrène se soient implantés à Carthage à la suite de l'hellénisation de la partie orientale du bassin méditerranéen. Le contexte culturel a pu permettre aux seconds de pratiquer un judaïsme plus conforme aux traditions ancestrales. Des embryons de communautés existent aux derniers temps de la domination punique sur l'Afrique du Nord, sans que l'on puisse affirmer s'ils se sont développés ou ont disparu ultérieurement.
Quoi qu'il en soit, des Juifs se sont implantés dans la nouvelle province romaine d'Afrique, jouissant des faveurs de Jules César. Celui-ci aurait, en remerciement de l'appui du roi Antipater dans sa lutte contre Pompée, reconnu au judaïsme et à lui seul le statut de religio licita mais cela est aujourd'hui mis en doute même si, selon Flavius Josèphe, César aurait accordé aux Juifs un statut privilégié, confirmé par la Magna charta pro Judaeis sous l'empire,. Ces Juifs sont rejoints par des Juifs pérégrins, expulsés de Rome pour y avoir pratiqué le prosélytisme. Plus tard, nombre de vaincus de la première guerre judéo-romaine sont déportés et revendus comme esclaves en Afrique du Nord,. Des Juifs fuyant la répression de révoltes en Cyrénaïque et en Judée sous les règnes des empereurs Domitien, Trajan et Hadrien ont vraisemblablement fondé, eux aussi, des communautés sur le territoire de l'actuelle Tunisie.

#### Études génétiques
L'analyse de l'ADN mitochondrial des populations juives d'Afrique du Nord a fait l'objet d'une étude détaillée en 2008 par Doron Behar et ses collègues. Elle montre que les Juifs de certaines régions d'Afrique du Nord (Maroc, Tunisie, Libye) ne partagent pas les haplogroupes de l'ADN mitochondrial typiquement nord-africains (M1 et U6) des populations berbères et arabes. De même, alors que la fréquence d'haplogroupes L sub-sahariens avoisine, en moyenne, 20-25 % chez les populations berbères étudiées, elle n'est que de 1,3 %, 2,7 % et 3,6 % respectivement chez les juifs du Maroc, de Tunisie et de Libye. Cette étude de Behar montre également que les Juifs d'Afrique du Nord ne partagent pas non plus leurs lignées maternelles principales avec les Juifs du Proche-Orient. L'étude révèle également qu'environ 43 % des Juifs de Tunisie descendraient de 4 femmes. La lignée maternelle partagée par les Juifs de Libye et de Tunisie a une origine qui se situe dans une région allant du Proche et Moyen-Orient jusqu'au Caucase.
Deux études ont tenté de vérifier l'hypothèse selon laquelle la communauté juive de l'île de Djerba remonterait à l'époque de la destruction du premier Temple : la première de Gérard Lucotte et ses collègues date de 1993, la seconde de l'anthropologue Franz Manni et ses collègues date de 2005. Elles concluent également que le patrimoine génétique paternel des Juifs de Djerba est différent de celui des Arabes et des Berbères de cette île. Pour la première étude, 77,5 % des échantillons testés sont de l'haplotype VIII (probablement similaire à l'haplogroupe J selon Lucotte), la seconde montre que 100 % des échantillons sont de l'haplogroupe J*. La seconde étude suggère qu'il est peu vraisemblable que la majorité de cette communauté provienne d'une colonisation ancienne de l'île alors que pour Lucotte, il est difficile de déterminer si cette fréquence élevée représente réellement une relation ancestrale.
Ainsi, les études génétiques montrent des origines « maternelles » diverses chez les Juifs du Maroc,, de Tunisie et de Libye mais tendent à réfuter la thèse d'une origine majoritairement berbère, bien que présente.
Selon une étude autosomale de Naama Kopelman et ses collègues (décembre 2009), les Juifs ashkénazes, turcs, marocains et tunisiens partageraient une origine commune proche-orientale et seraient assez proches des Palestiniens. Toutefois, dans cette étude, les Juifs tunisiens sont distincts des trois autres populations juives, ce qui pourrait laisser suggérer, selon les auteurs, une isolation génétique plus importante et/ou une contribution significative des populations locales berbères comme dans le cas des Juifs libyens.
En 2012, Christopher Campbell et ses collègues ont montré que les juifs d'Afrique du Nord (Maroc, Algérie, Tunisie, Djerba et Libye) forment un groupe proche des autres populations juives dont l'origine se trouve au Moyen-Orient avec des apports variables d'Europe (35-40 %) et d'Afrique du Nord (20 %). Deux sous-groupes principaux ont été identifiés marocain/algérien d'une part et djerbien/libyen d'autre part (les juifs de Tunisie étant partagés entre les deux sous-groupes). Les auteurs ajoutent que cette étude est compatible avec l'histoire des Juifs d'Afrique du Nord à savoir une fondation durant l'antiquité avec un prosélytisme des populations locales suivi d'une isolation génétique durant la période chretienne et islamique et enfin, un mélange avec les populations juives séfarades émigrés durant et après l'Inquisition.

### Développement des communautés sous l'Empire romain

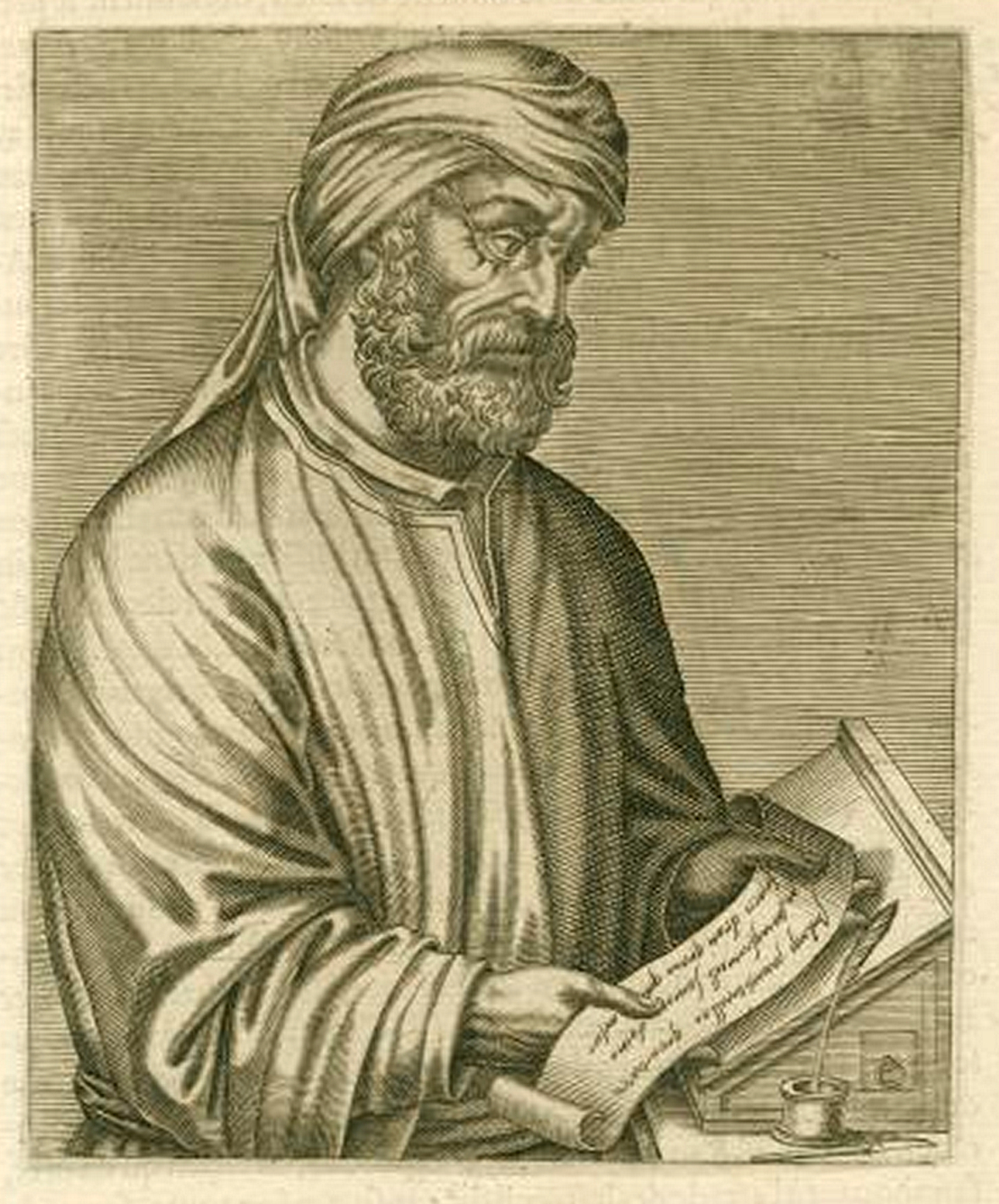
Tertullien, théologien chrétien du qui lutta contre l'expansion du judaïsme (gravure de 1584).

Les premiers documents attestant de la présence de Juifs en Tunisie datent du IIe siècle, à travers des traces archéologiques, épigraphiques, historiques et littéraires de la communauté, sous la domination romaine. L'apologiste chrétien Tertullien mentionne les communautés juives aux côtés desquelles vivent des païens judaïsants d'origine punique, romaine et berbère et, dans un premier temps, des chrétiens ; il les décrit dans son Apologétique,, comme des « dispersés vagabonds, bannis de leur sol et de leur climat [à qui il n'est] pas permis de saluer et de fouler le sol de leur patrie [la Palestine], même à titre d'étrangers ».
La communauté juive de Carthage est très pieuse, respectant les traditions, mangeant casher, du pain azyme à la Pâque ; elle fête le Jour du Grand Pardon, en attendant en plein air le moment de la fin du jeûne ; elle célèbre avec éclat le Shabbat (repas festif préparé le vendredi soir, allumage d'une lampe, lecture publique de la Torah à la synagogue) ; elle se livre également à des ablutions répétées. Le signe caractéristique des Juives de Carthage est d'aller la tête couverte. Pour les Romains, le culte juif est une religio, avec sa réalité légale, où souvent les chrétiens s'abritent. Un impôt rappelle que le Romain est le maître de la contrée. Il semble qu'une certaine autonomie pour les affaires courantes ait été laissée à la communauté : à côté de l'archisynagogue (en), le chef spirituel, se trouve l'Archon, sorte de conseil des anciens. Pour des raisons sans doute à la fois politiques — les Juifs sont Romains — et prosélytiques (auprès des populations locales), le latin est la langue la plus répandue dans les inscriptions, quand l'hébreu n'est employé que dans quelques formules de salut (Shalom).
« Le judaïsme exerce, à Carthage comme ailleurs, une grande influence sur les populations locales : la foule se presse au sermon du samedi, païens et chrétiens parfois observent le Shabbat et les autres fêtes » et les conversions sont légion. Malgré quelques controverses, rivalités ou moqueries entre juifs et chrétiens, il semble que des chrétiens (ou judéo-chrétiens) sont accueillis dans le cimetière juif de Gammarth, nécropole mise à jour à la fin du XIXe siècle,. Partant, la décoration des nécropoles et les tablettes magiques où se mêlent abjurations païennes et formules sacrées juives manifestent du syncrétisme religieux de l'époque. Le succès rencontré par le prosélytisme juif pousse ainsi les autorités romaines païennes à prendre des mesures légales.

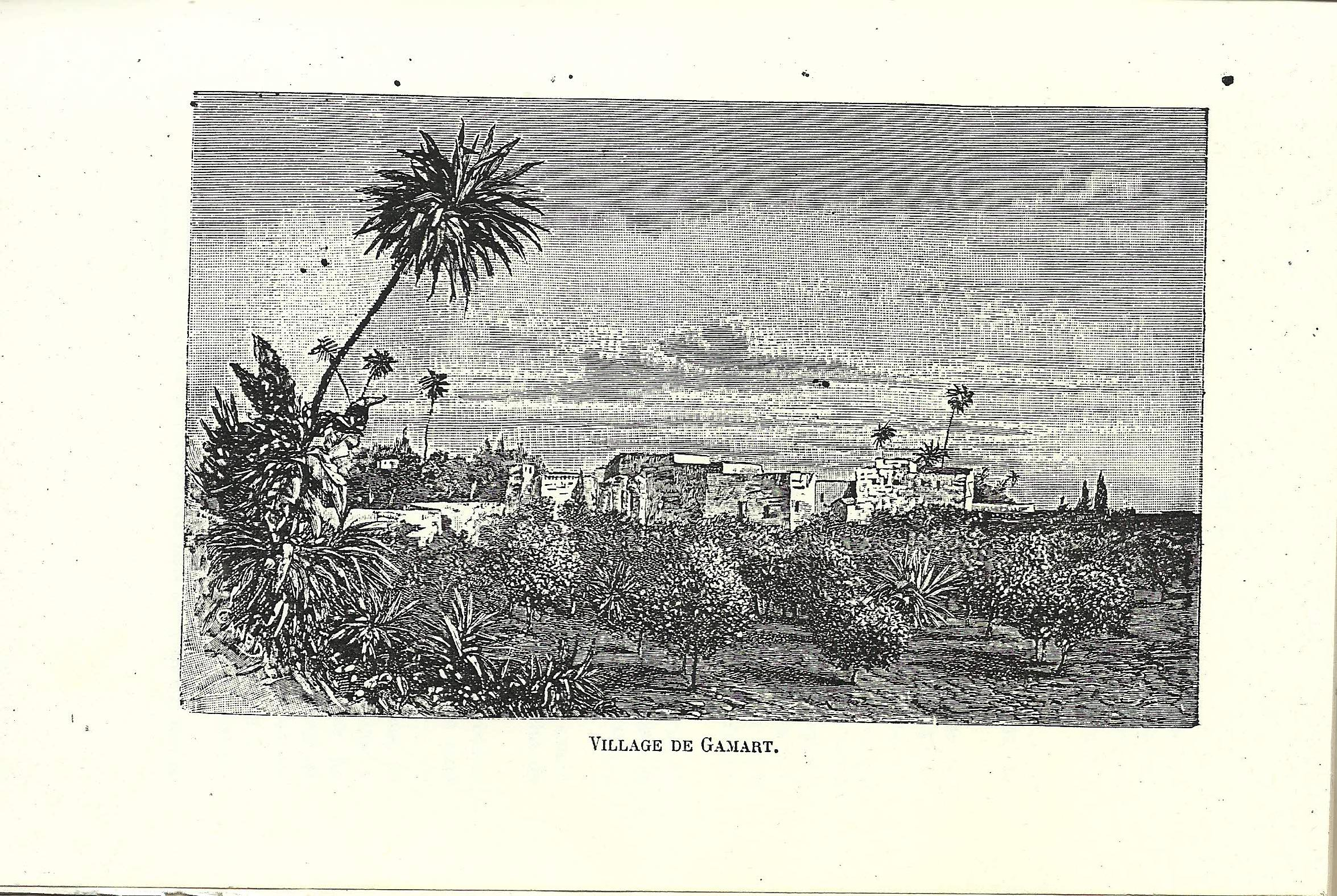
« Village de Gamart » et la nécropole juive de Carthage (1895).

Tout en proclamant que les Juifs et les chrétiens partagent le même Dieu et les mêmes Écritures, Tertullien affirme que les Juifs, pour avoir ignoré la parole de Dieu et refusé de reconnaître Jésus-Christ, ont été déchus de leur royaume, chassés de leur terre et que Dieu a choisi désormais le christianisme, religion à laquelle l'ancien païen Tertullien s'est converti. Cependant, Tertullien, à la différence de l'hérétique Marcion qu'il critique sévèrement, ne condamne ni les principes ni la morale du judaïsme.
Les Talmuds mentionnent l'existence de plusieurs rabbins carthaginois. Alfred Louis Delattre démontre vers la fin du XIXe siècle que la nécropole de Gammarth, formée de 200 chambres creusées dans la roche, chacune abritant jusqu'à 17 complexes de tombes (kokhim), contient des symboles juifs comme la palme (loulav), le cédrat (etrog), la corne de bélier (chophar) et la menorah, et des inscriptions funéraires en hébreu, latin et grec. Delattre estime que le nombre de défunts sur ce site dépasse les 4 000 ; ils ont tous en commun la disposition avec laquelle ils sont enterrés, les corps se trouvant en position latérale avec les bras ramenés sur la poitrine.

« Sinagoga Naro », mosaïque de la synagogue romaine de Naro à Hammam Lif (Naro), musée national du Bardo (Tunis).

Une synagogue du IIIe ou IVe siècle, est découverte à Naro (actuelle Hammam Lif) en 1883 par des archéologues français. La mosaïque couvrant le sol de la salle principale, qui comporte une inscription latine mentionnant sancta synagoga naronitana (« sainte synagogue de Naro ») et des motifs pratiqués dans toute l'Afrique romaine, atteste de l'aisance de ses membres israélites et de la qualité de leurs échanges avec les autres populations. Une autre synagogue datant du Ve siècle est découverte à Clipea (actuelle Kélibia).
D'autres communautés juives sont attestées par des références épigraphiques ou littéraires à Utique, Chemtou, Hadrumète ou Thusuros (actuelle Tozeur). Comme les autres Juifs de l'empire, ceux de l'Afrique romaine sont romanisés de plus ou moins longue date, portent des noms latins ou latinisés, arborent la toge et parlent le latin, même s'ils conservent la connaissance du grec, langue de la diaspora juive à l'époque.
Selon Augustin d'Hippone, seules leurs mœurs, modelées par les préceptes religieux juifs (circoncision, cacherout, observance du Shabbat, pudeur vestimentaire,), les distinguent du reste de la population. Sur le plan intellectuel, ils s'adonnent à la traduction pour des clients chrétiens et à l'étude de la Loi, de nombreux rabbins étant originaires de Carthage. Sur le plan économique, ils exercent divers métiers dans l'agriculture, l'élevage du bétail et le commerce.

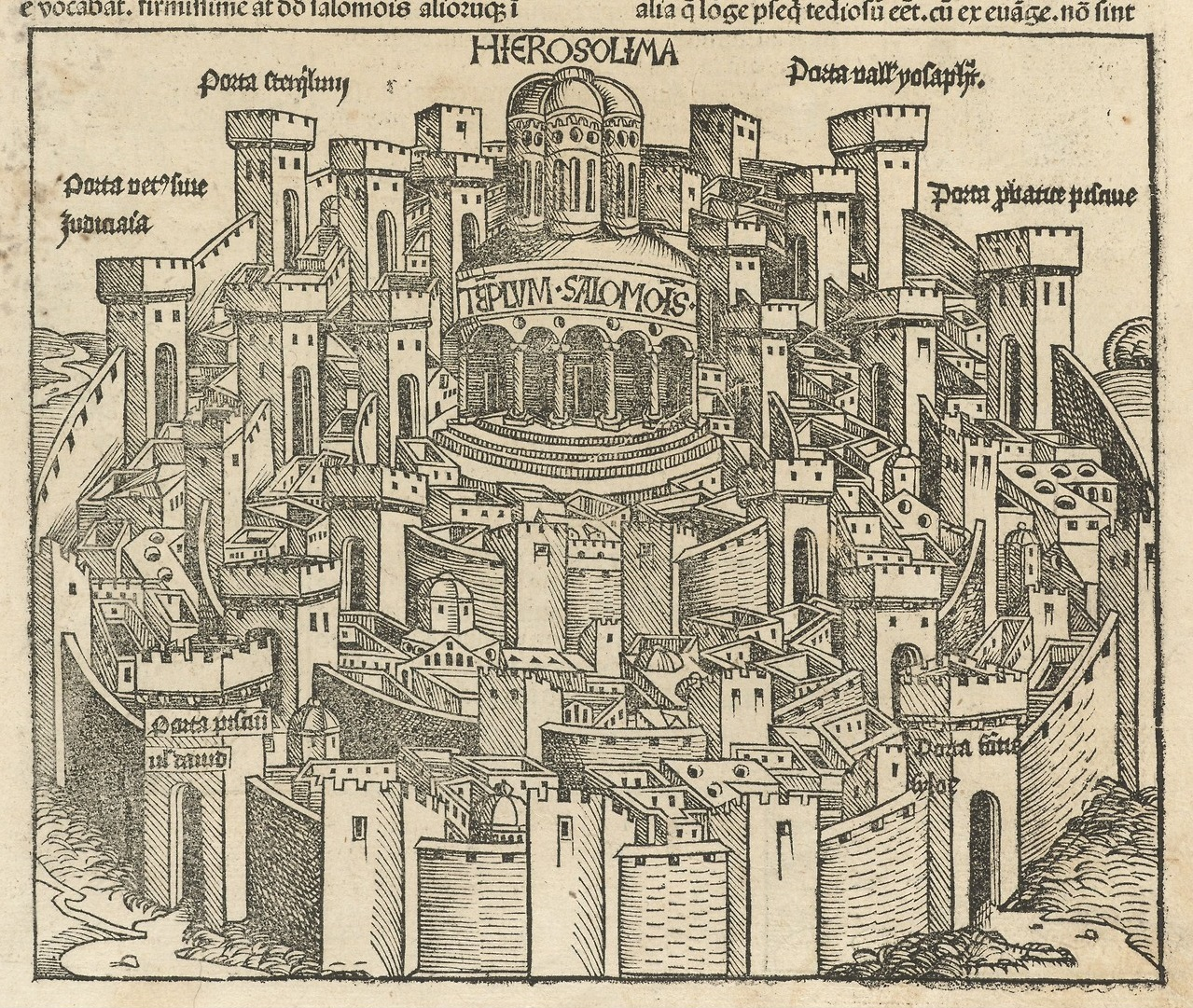
Vue de Jérusalem et du Temple de Salomon par Hartmann Schedel.

Leur situation se modifie à partir de l'édit de Milan (313) qui légalise le christianisme. Les Juifs sont alors progressivement exclus de la plupart des fonctions publiques et le prosélytisme est sévèrement puni. La construction de nouvelles synagogues est interdite vers la fin du IVe siècle ainsi que leur entretien, sans l'accord des autorités, en vertu d'une loi de 423. L'accès aux fonctions publiques est aussi limité et il est aussi interdit de déshériter les enfants juifs convertis au christianisme, de les circoncire voire de posséder des esclaves chrétiens.
Toutefois, les recommandations de divers conciles tenus par l'Église de Carthage, recommandant aux chrétiens de ne pas suivre certaines pratiques de leurs voisins juifs, témoignent du maintien de leur influence et de la volonté d'opposition des autorités.

### De la paix vandale à la répression romaine d'Orient
L'arrivée des Vandales au début du Ve siècle ouvre une période de répit pour les Juifs car l'arianisme des nouveaux maîtres de l'Afrique romaine est plus proche du monothéisme juif que ne l'est le catholicisme des Pères de l'Église. Des tribus berbères sont converties au judaïsme. Les Juifs prospèrent sans doute sur le plan économique, appuyant en retour les rois vandales contre les armées de l'empereur Justinien parti à la conquête de l'Afrique du Nord.

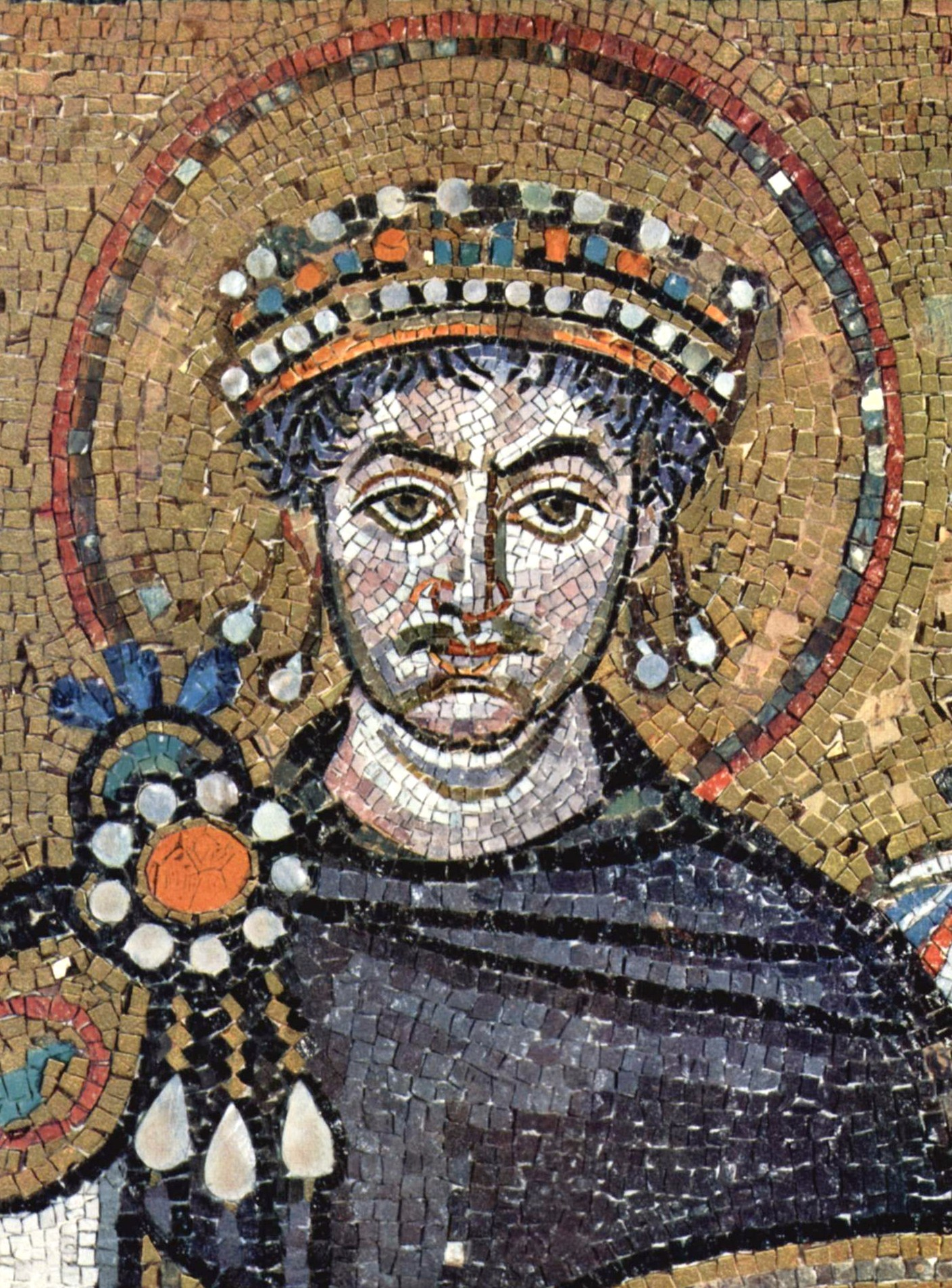
Justinien, empereur chrétien nicéen de l'Empire byzantin, qui lance une sévère répression des Juifs au VIe siècle.

La victoire de Justinien en 535 ouvre la période de l'exarchat de Carthage qui favorise le christianisme nicéen et persécute les Juifs, les ariens, les donatistes et les païens. Stigmatisés derechef, ils sont exclus de toute charge publique. Les synagogues juives et les temples païens sont transformés en églises, leurs cultes sont proscrits et leurs réunions interdites. L'administration applique strictement le code de Théodose à leur encontre, ce qui aboutit à des conversions forcées. Si l'empereur Maurice tente d'abroger ces mesures, ses successeurs y reviennent et un édit impérial impose le baptême.
Certains Juifs auraient alors fui les villes contrôlées par les Romains d'Orient pour s'établir dans les montagnes ou dans les oasis aux confins du désert où, avec l'appui des tribus berbères, ils auraient lutté contre la domination romaine, gagnant par leur prosélytisme de nombreux Berbères à la foi juive. Néanmoins, il est possible que la judaïsation des Berbères ait eu lieu quatre siècles auparavant, lors de l'arrivée de Juifs fuyant la répression de la révolte de Cyrénaïque ; la transition se serait faite progressivement par le biais d'un syncrétisme judéo-païen avec le culte de Tanit, toujours pratiqué après la chute de Carthage. D'ailleurs, ceci ne fait qu'accréditer la légende de la reine judéo-berbère des Aurès, la Kahina, qui a résisté à l'islamisation du Maghreb. Quelle que soit l'hypothèse retenue, l'historien du XIVe siècle Ibn Khaldoun confirme leur existence à la veille de la conquête musulmane du Maghreb en s'appuyant sur des chroniques arabes du XIe siècle. Toutefois, cette version est passablement remise en cause : Haïm Zeev Hirschberg rappelle qu'Ibn Khaldoun a écrit son ouvrage plusieurs siècles après les faits, et Mohamed Talbi que la traduction française n'est pas totalement exacte puisqu'elle ne rend pas l'idée d'éventualité exprimée par Ibn Khaldoun. Quant à Gabriel Camps, il affirme que les Djerawas et les Nefzaouas qu'il cite étaient, avant l'arrivée de l'islam, de confession chrétienne et alliés des Romains d'Orient.
De toute façon, même si l'hypothèse de la conversion massive de tribus berbères entières paraît fragile, celle de conversions individuelles semble plus probable.

## Moyen Âge

### Nouveau statut des Juifs sous l'islam
Avec la conquête arabe et l'arrivée de l'islam en Tunisie au VIIIe siècle, les conquérants, conformément à la loi islamique, laissent aux « gens du Livre » (terme incluant les juifs et les chrétiens) le choix entre la conversion à l'islam (ce que feront notamment certains Berbères judaïsés) et la soumission à la dhimma : un « pacte de protection » leur permettant de pratiquer leur culte, de s'administrer selon leurs lois et de voir leurs biens et leurs vies sauvegardés en contrepartie du paiement de la jizya et du kharâj (capitations prélevées sur les hommes libres et majeurs), du port de vêtements distinctifs et du renoncement à construire de nouveaux lieux de culte. Par ailleurs, les dhimmis ont interdiction de pratiquer du prosélytisme et ne peuvent pas épouser de musulmanes, tandis que l'inverse est possible si l'épouse juive ou chrétienne se convertit. Enfin, les dhimmis doivent traiter les musulmans et l'islam avec respect et humilité. Toute violation de ce pacte entraîne l'expulsion, voire la mort,.
Les Juifs s'insèrent économiquement, culturellement et linguistiquement dans la société, tout en conservant leurs particularités culturelles et religieuses. Si elle est lente, l'arabisation est plus rapide en milieu urbain, à la suite de l'arrivée de Juifs d'Orient dans le sillage des Arabes, et dans les classes aisées. On les appelle « peuple de Dieu » pour les uns ou « fils de la mort » (oulad el mout) pour les autres.

### Apogée culturel des Juifs tunisiens
Les conditions de vie des Juifs sont relativement favorables sous le règne des dynasties aghlabides puis fatimides. Ainsi qu'en témoignent les archives de la Guéniza du Caire, composées entre 800 et 1150, la dhimma se limite pratiquement à la jizya. Des Juifs travaillent au service de la dynastie, en tant que trésoriers, médecins ou collecteurs d'impôts mais leur situation reste précaire.
Kairouan, devenue la capitale des Aghlabides, est le siège de la communauté sans doute la plus importante du territoire, attirant des migrants de l'Espagne omeyyade, de l'Italie ou de l'empire abbasside. Cette communauté devient l'un des pôles majeurs du judaïsme entre les IXe et XIe siècles, tant sur les plans économique, culturel et intellectuel,, assurant, par le biais de la correspondance fournie avec les académies talmudiques en Babylonie, la transmission de leurs enseignements à l'Espagne. Les Juifs de Kairouan étaient arabophones et habitaient non seulement dans le quartier des juifs (Harat al-Yahud en arabe) située au sud de la ville, mais aussi dans les quartiers musulmans. Ils avaient droit à exercer pratiquement tous les métiers et pouvaient posséder des esclaves musulmans. Cependant, sous le règne de Ziyadat Allah Ier et de l'imam Sahnoun, ils subissent beaucoup de marginalisation.

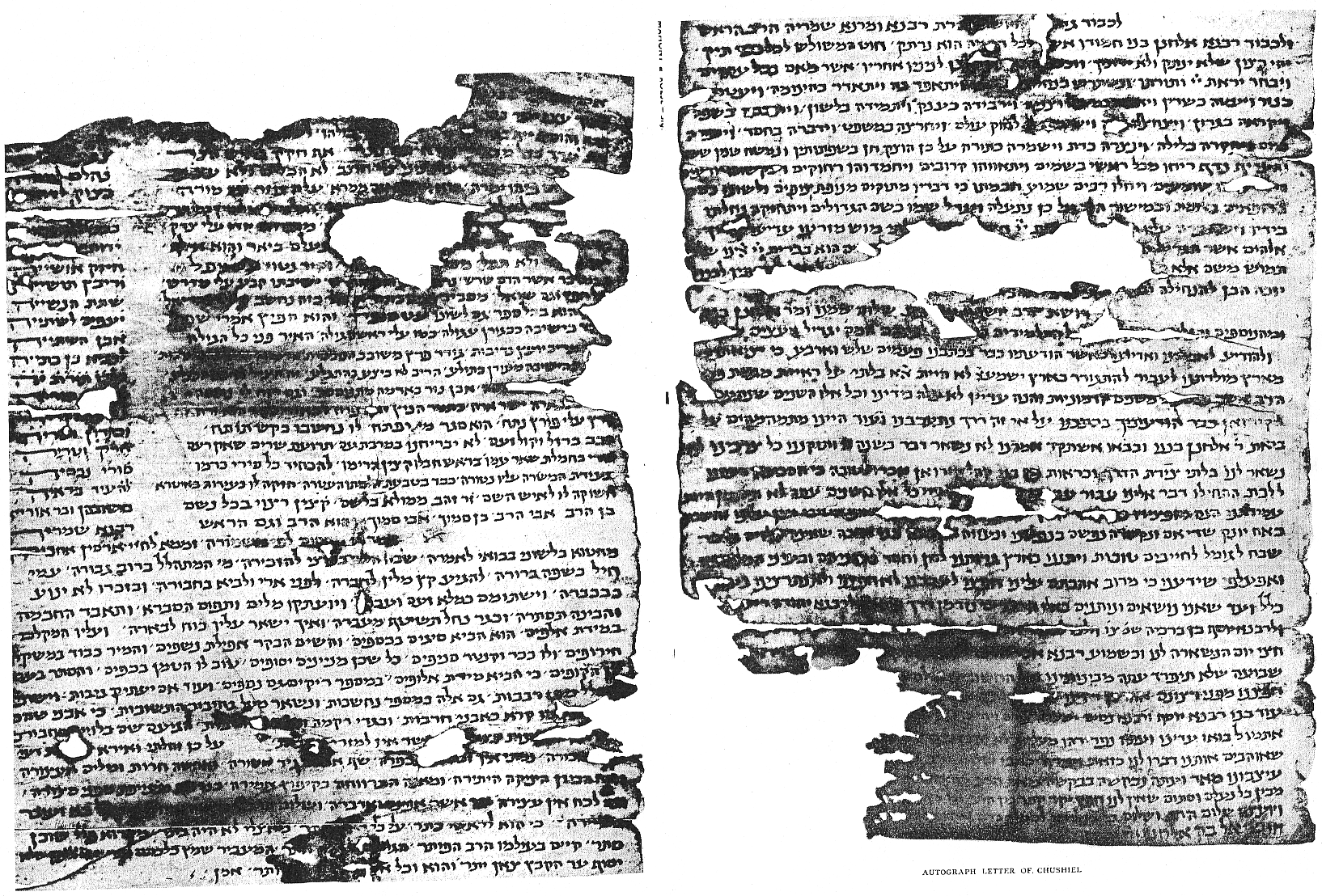
Lettre de Houshiel ben Elhanan reproduite dans la Jewish Quarterly Review (1899).

Nombre de figures majeures du judaïsme sont associées à la cité. Parmi celles-ci, Isaac Israeli ben Salomon, médecin privé de l'Aghlabide Ziadet Allah III puis des Fatimides Ubayd Allah al-Mahdi et Al-Qaim bi-Amr Allah et auteur de divers traités de médecine en arabe qui enrichiront, via leur traduction par Constantin l'Africain, la médecine médiévale, adapte les enseignements de l'école néoplatonicienne d'Alexandrie au dogme juif. Son disciple, Dounash ibn Tamim, est l'auteur (ou le rédacteur final) d'un commentaire philosophique sur le Sefer Yetsirah, où il développe des conceptions proches de la pensée de son maître. Un autre disciple, Ishaq ibn Imran est considéré comme le fondateur de l'école philosophique et médicale de l'Ifriqiya.
Jacob ben Nissim ibn Shahin, recteur du centre d'études à la fin du Xe siècle, est le représentant officiel des académies talmudiques de Babylonie, exerçant les fonctions d'intermédiaire entre celles-ci et sa propre communauté. Son successeur Houshiel ben Elhanan, originaire de Bari, développe l'étude simultanée du Talmud de Babylone pratiqué par les Romaniotes, et du Talmud de Jérusalem pratiqué par la majorité du monde juif. Son fils et disciple Hananel ben Houshiel est l'un des commentateurs majeurs du Talmud au Moyen Âge. À sa mort, il est remplacé par un autre disciple de son père qu'Ignaz Goldziher qualifie de mutazilite juif : Nissim ben Jacob, seul parmi les sages de Kairouan à porter le titre de gaon, a également rédigé un important commentaire du Talmud et le Hibbour yafe mehayeshoua, qui est peut-être le premier recueil de contes de la littérature juive. Toutes ces personnalités ont fait de la communauté juive de Kairouan un trait d'union entre les yechivas de Babylone et celles d'Andalousie.
Sur le plan politique, la communauté s'émancipe de l'exilarque de Bagdad au début du XIe siècle et se dote de son premier chef séculier. Chaque communauté est désormais placée sous l'autorité d'un conseil de notables dirigé par un chef (naggid) qui dispose par le biais des fidèles des ressources nécessaires à la bonne marche des diverses institutions : culte, écoles, tribunal dirigé par le rabbin-juge (dayan), etc. Le naggid de Kairouan a sans doute l'ascendant sur ceux des communautés de plus petite taille.
Les Juifs participent grandement aux échanges avec Al-Andalus, l'Égypte et le Proche-Orient. Regroupés dans des quartiers distincts (bien que de nombreux Juifs s'installent dans les quartiers musulmans de Kairouan à l'époque fatimide), ils disposent d'une maison de prière, d'écoles et d'un tribunal. Les villes portuaires de Mahdia, Sousse, Sfax et Gabès voient arriver un flux régulier d'immigrés juifs du Levant jusqu'à la fin du XIe siècle et leurs communautés participent à ces échanges économiques et intellectuels. Exerçant un monopole sur les métiers d'orfèvre et de joaillier, elles travaillent aussi dans l'industrie textile, aux postes de tailleur, tanneur ou cordonnier, alors que les plus petites communautés rurales pratiquent l'agriculture (safran, henné, vigne, etc.) ou l'élevage pour celles qui sont nomades.

### Alternance de répressions et de tolérance relative
Le départ des Fatimides pour l'Égypte en 972 entraîne la prise du pouvoir par leurs vassaux zirides qui finissent par rompre leurs liens de soumission politiques et religieux au milieu du XIe siècle. Les Hilaliens et les Banu Sulaym, envoyés en représailles sur la Tunisie par les Fatimides, prennent Kairouan en 1057 et la pillent, ce qui la vide de toute sa population puis la plonge dans le marasme. Combiné au triomphe du sunnisme et à la fin du gaonat de Babylone, ces événements marquent la fin de la communauté kairouanaise et renversent le flux migratoire des populations juives en direction du Levant, les élites ayant déjà accompagné la cour fatimide au Caire. Les Juifs migrent vers les villes côtières de Gabès, Sfax, Mahdia, Sousse et Tunis, mais aussi vers Bougie, Tlemcen et la Kalâa des Béni Hammad. Selon la tradition orale, ils ne seront admis à passer la nuit à l'intérieur des remparts de Tunis qu'après la campagne juridique de Sidi Mahrez qui leur aurait obtenu le droit de s'installer dans un quartier spécifique, la Hara, où ils demeureront jusqu'au XIXe siècle. Il est toutefois difficile de comprendre pourquoi Tunis aurait été la seule ville du territoire à être interdite aux Juifs, même si cela a pu être le cas durant la période suivante qui voit les Juifs exclus de Kairouan et des villes avoisinantes.

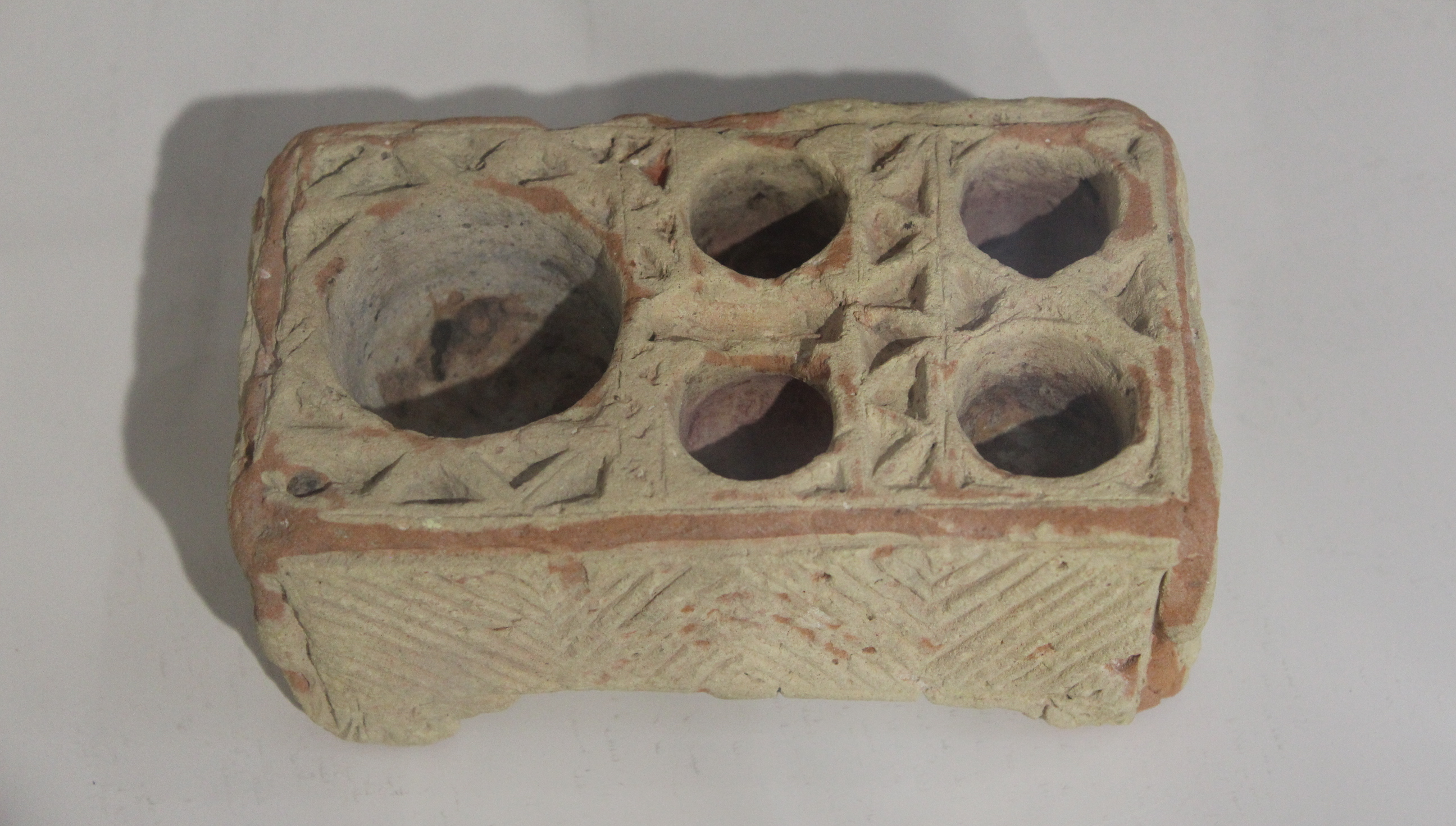
Ancien encrier « juif » (musée national du Bardo, Tunisie).

L'arrivée au pouvoir de la dynastie almohade ébranle tant les communautés juives de Tunisie que les musulmans attachés au culte des saints qualifiés par les nouveaux souverains d'hérétiques. Les Juifs sont contraints par le calife Abd al-Mumin à l'apostasie, la fuite ou la mort. Certains choisissent de mourir en martyrs. D'autres fuient : selon Le Livre de la Kabbale du rabbin Abraham Ibn Daoud Halevi (XIIe siècle), « il y avait un Juif de Tunisie à Siloos (Portugal) ». L'étude de la Guéniza du Caire montre des complaintes déplorant la destruction des communautés juives dans diverses villes de la Tunisie sous le califat almohade et jusqu'à la dynastie hafside (1229-1574) : de nombreux massacres ont lieu, malgré les nombreuses conversions formelles par la prononciation de la chahada. En effet, beaucoup de Juifs, tout en professant extérieurement l'islam, restent fidèles à leur religion qu'ils observent en secret, comme le préconise alors Moïse Maïmonide. Les pratiques juives disparaissent du Maghreb de 1165 à 1230 ; encore sont-elles affadies par l'adhésion sincère de certains à l'islam, les craintes de persécutions et la relativisation de toute appartenance religieuse. Cette islamisation des mœurs et doctrines des Juifs de Tunisie, demeurés seuls dhimmis après la disparition du christianisme au Maghreb vers 1150 et isolés de leurs autres coreligionnaires, est fortement critiquée par Maïmonide. Pendant cette période, non seulement les Juifs sont obligés de porter un vêtement spécial, la shikla, mais aussi ceux qui se sont convertis à l'islam, afin de les distinguer. D'ailleurs, le calife Abu Yusuf Yaqub al-Mansur dit à leur propos : « Si j'étais sûr qu'ils sont de vrais musulmans, je leur permettrais de se confondre avec les musulmans par les mariages et sous tous les autres rapports ; si au contraire, j'étais sûr que ce sont des infidèles, je ferais tuer les hommes, je réduirais leurs enfants en servitude et je confisquerais leurs biens au profit des musulmans. Mais j'hésite à leur égard ».
Sous la dynastie des Hafsides, qui s'émancipe des Almohades et de leur doctrine religieuse en 1236, les Juifs reconstituent les communautés qui existaient avant la période almohade. La dhimma est stricte, notamment au niveau vestimentaire, mais les persécutions systématiques, l'exclusion sociale et l'entrave au culte disparaissent. De nouveaux métiers apparaissent : menuisier, forgeron, ciseleur ou savonnier ; certains travaillent au service du pouvoir, frappant la monnaie, percevant les droits de douane ou réalisant des traductions.
Mais la difficulté du contexte économique entraîne une poussée du rigorisme, le triomphe du sunnisme malikite peu tolérant à l'égard des « gens du livre » et une misère matérielle et spirituelle. L'installation massive de savants judéo-espagnols fuyant la Castille en 1391 puis en 1492, se fait principalement en Algérie et au Maroc et les Juifs tunisiens, délaissés par ce phénomène, sont conduits à consulter des savants algérois comme Shimon ben Tsemah Duran.
Au XVe siècle, chaque communauté est autonome — reconnue par le pouvoir à partir du moment où elle compte au moins dix hommes majeurs — et dispose de ses institutions particulières ; leurs affaires sont réglées par un chef (zaken ha-yehûdim) nommé par le pouvoir et assisté par un conseil de notables (gdolei ha-qahal) formé des chefs de famille les plus instruits et les plus fortunés. Le chef a notamment pour fonction d'administrer la justice et de collecter les taxes imputées aux Juifs, dont la jizya,.

## Entrée dans la modernité

Position des communautés juives dans l'espace ottoman entre 1683 et 1914.

Lors de la conquête de Tunis par les Espagnols en 1535, il y a approximativement 4 800 à 6 400 Juifs à Tripoli et 2 500 à Tunis, dont nombreux sont faits prisonniers et vendus comme esclaves dans plusieurs pays chrétiens. Après la victoire des Ottomans sur les Espagnols en 1574, la Tunisie devient une province de l'Empire ottoman dirigée par des deys, à partir de 1591, puis par des beys, à partir de 1640. Dans ce contexte, les Juifs arrivés en provenance d'Italie joueront peu à peu un rôle important dans la vie du pays et dans l'histoire du judaïsme tunisien.

### Twansa et Granas
Dès le début du XVIIe siècle, des familles marranes rejudaïsées après leur établissement à Livourne à la fin du XVe siècle, quittent la Toscane pour s'installer en Tunisie, dans le cadre de l'établissement de relations commerciales. Ces nouveaux arrivants, appelés Granas en arabe et Gorneyim (גורנים) en hébreu, sont plus riches et moins nombreux que leurs coreligionnaires indigènes, dénommés Twansa,. Ils parlent et écrivent le toscan, parfois encore l'espagnol, et constituent une élite économique et culturelle très influente dans le reste de la communauté italienne,. Leurs patronymes rappellent leur origine espagnole ou portugaise.

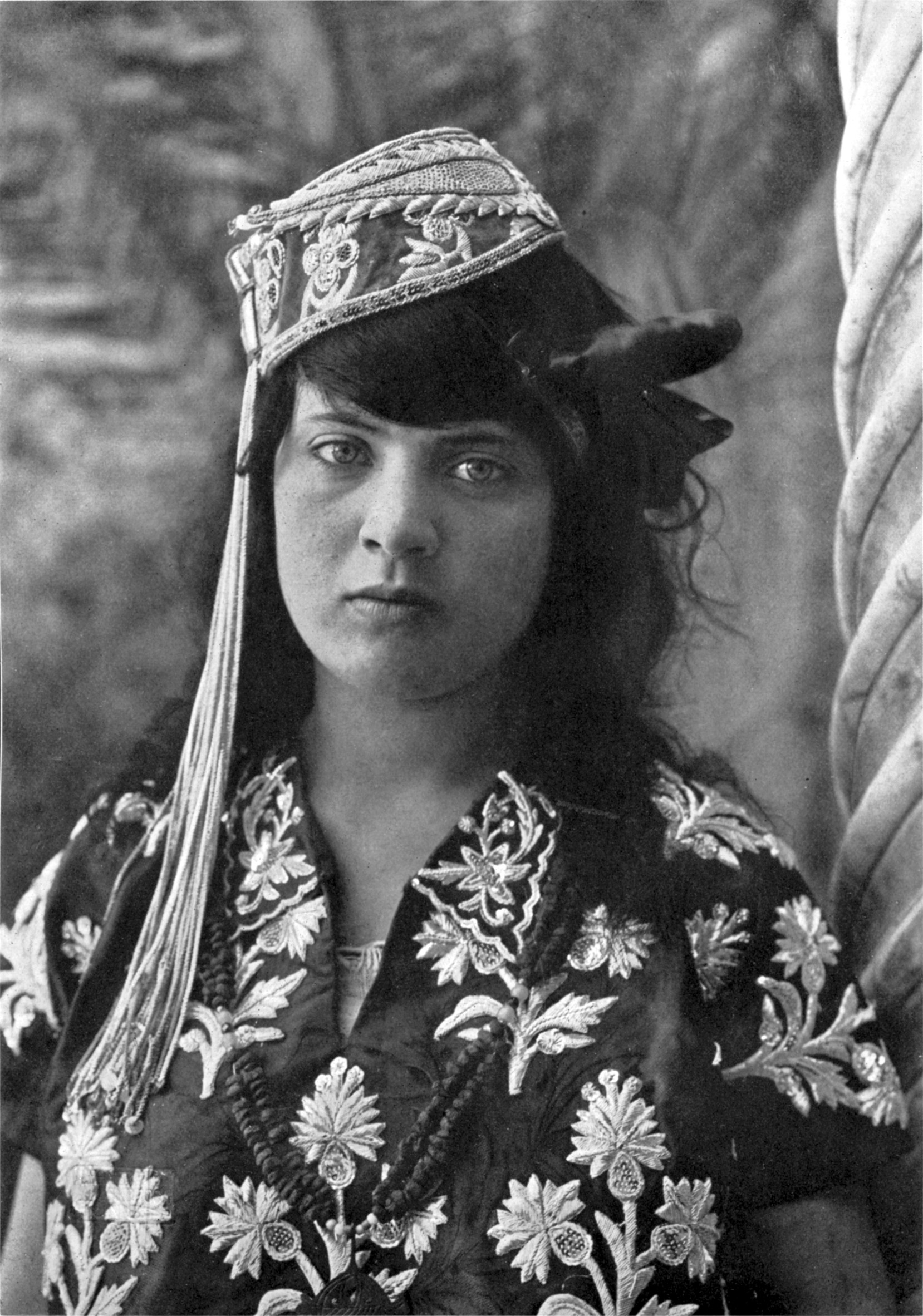
Juive tunisienne en tenue d'apparat (1908).

Rapidement introduits auprès de la cour beylicale, ils exercent des fonctions exécutives de cour — collecteurs de taxes, trésoriers et intermédiaires sans autorité sur des musulmans — et des professions nobles dans la médecine, la finance ou la diplomatie. Même s'ils s'installent dans les mêmes quartiers, ils n'ont quasiment aucune relation avec les Twansa, auxquels des Juifs du reste du bassin méditerranéen se sont assimilés. Les Twansa parlent le dialecte judéo-tunisien, et occupent une position sociale modeste. C'est pourquoi, contrairement à ce qui se passe ailleurs dans le Maghreb, ces nouvelles populations ne sont guère acceptées, ce qui conduit peu à peu à la division de la communauté juive en deux groupes.
Dans ce contexte, les Juifs jouent un grand rôle dans la vie économique du pays, dans le commerce et l'artisanat mais aussi dans le négoce et la banque. Malgré les droits de douane supérieurs à ceux payés par les commerçants musulmans ou chrétiens (10 % contre 3 %), les Granas parviennent à contrôler et faire prospérer le commerce avec Livourne. Leurs maisons de commerce pratiquent en outre des activités bancaires de crédit et participent au rachat des esclaves chrétiens capturés par des corsaires et revendus à profit. Les Twansa se voient quant à eux concéder le monopole du commerce du cuir par les beys mouradites puis husseinites. Juifs livournais comme tunisiens travaillent dans le commerce de détail au sein des souks de Tunis, écoulant ainsi les produits importés d'Europe sous la houlette d'un amine musulman, ou dans le quartier juif.
En 1710, un siècle de frictions entre les deux groupes conduit à un coup de force de la communauté livournaise, avec un accord tacite des autorités. En créant ses propres institutions communautaires, elle provoque un schisme avec la population autochtone. Chacune possède désormais son conseil de notables, son grand-rabbin, son tribunal rabbinique, ses synagogues, ses écoles, sa boucherie et son cimetière distincts. Cet état de fait est entériné par une taqqana (décret rabbinique) signée en juillet 1741 entre les grands-rabbins Abraham Taïeb et Isaac Lumbroso. Cet accord est renouvelé en 1784 avant d'être annulé en 1899. Cette taqqana fixe, parmi d'autres règles, le fait que tout Israélite originaire d'un pays musulman est rattaché aux Twansa tandis que tout Israélite originaire d'un pays chrétien l'est aux Granas. De plus, les Granas — communauté plus riche bien que ne constituant que 8 % de la population globale — assurent désormais un tiers du paiement de la jizya contre deux tiers pour les Twansa,. Ce dernier point indique que la communauté livournaise, auparavant protégée par les consuls européens, s'est suffisamment intégrée en Tunisie pour que ses membres soient considérés comme dhimmis et taxés comme les Twansa.

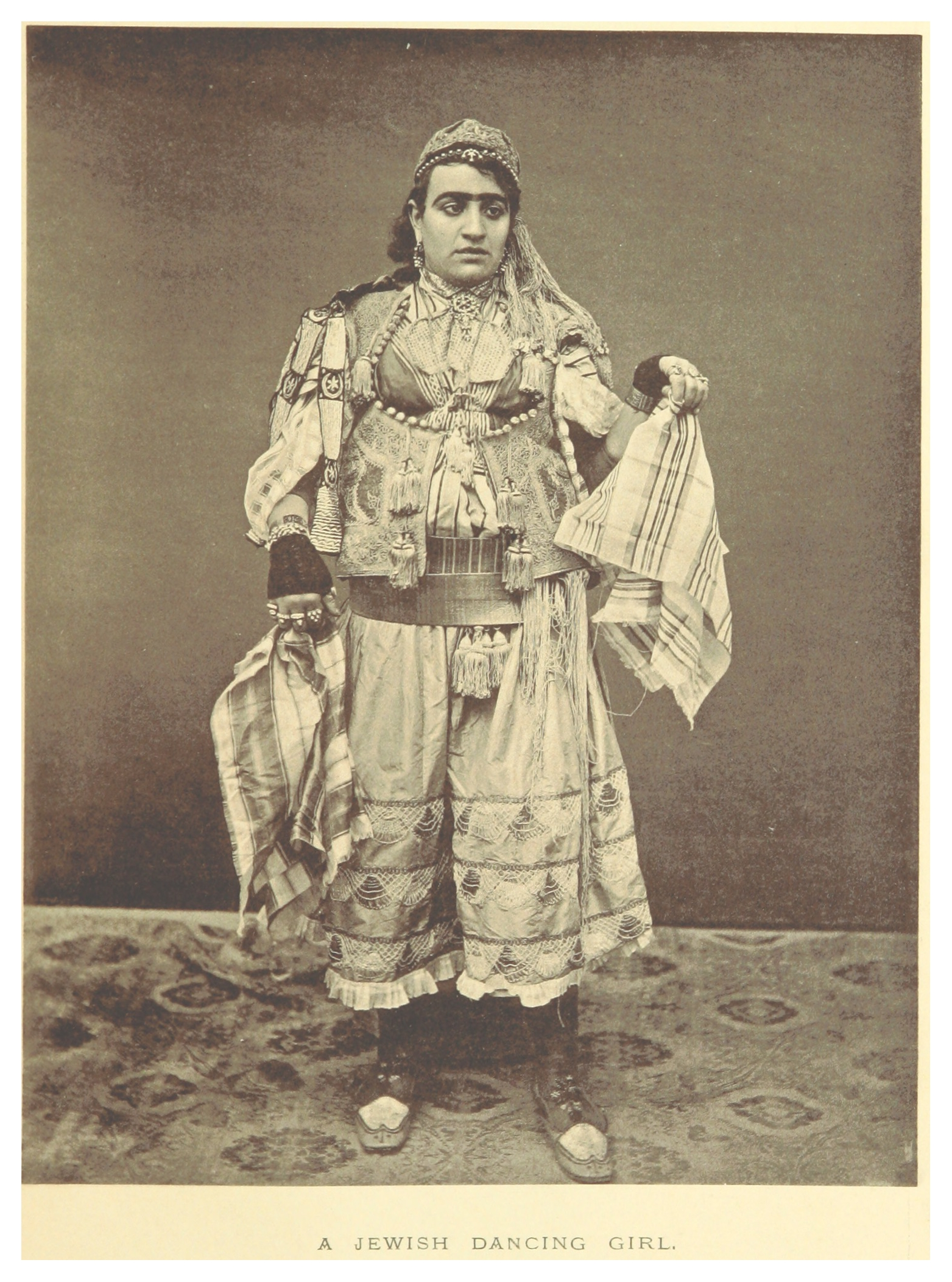
Danseuse juive tunisienne (1887).

Les différences socioculturelles et économiques entre ces deux communautés ne font que se renforcer au XIXe siècle. Les Granas, en raison de leurs origines européennes et de leur niveau de vie plus élevé mais aussi de leurs liens économiques, familiaux et culturels conservés avec Livourne, supportent difficilement de côtoyer leurs coreligionnaires autochtones, considérés comme moins « civilisés », et de payer des contributions importantes alors qu'ils ne représentent qu'une minorité des Juifs de Tunisie. De l'autre côté, les élites autochtones ne souhaitent pas abandonner leur pouvoir aux nouveaux venus, contrairement à ce que firent leurs voisins maghrébins, sans doute en raison de l'arrivée plus tardive des Granas en Tunisie. Les Granas se démarquent aussi géographiquement des Twansa, en s'installant dans le quartier européen de Tunis, évitant ainsi la Hara, et se rapprochent culturellement plus des Européens que de leurs coreligionnaires. Pourtant, les deux groupes gardent les mêmes rites et les mêmes usages à quelques variantes près et, hors de Tunis, les mêmes institutions communautaires continuent à servir l'ensemble des fidèles. De plus, l'ensemble des Juifs reste placé sous l'autorité d'un seul caïd choisi parmi les Twansa, sans doute pour éviter les interférences avec l'étranger.

### Brimades et discriminations
Au cours des XVIIe et XVIIIe siècles, les Juifs font toujours l'objet de brimades et de mesures discriminatoires, notamment de la part du système judiciaire qui se montre arbitraire à leur égard, à l'exception toutefois des tribunaux hanéfites plus tolérants. Les Juifs sont toujours astreints au paiement collectif de la jizya — dont le montant annuel varie selon les années, de 10 332 piastres en 1756 à 4 572 piastres en 1806 — et doivent s'acquitter d'impositions supplémentaires (ghrâma) chaque fois que le trésor du souverain est en difficulté, comme le font parfois aussi les musulmans. De plus, ils sont périodiquement astreints à des travaux d'utilité publique et se voient imposer des corvées qui touchent principalement les plus pauvres des communautés,,. Sur le plan vestimentaire, la chéchia qui leur sert de coiffe doit être de couleur noire et enveloppée d'un turban sombre, à la différence des musulmans qui portent une chéchia rouge entourée d'un turban blanc. Les Granas, qui s'habillent à l'européenne, portent pour leur part des perruques et des chapeaux ronds comme les marchands chrétiens.

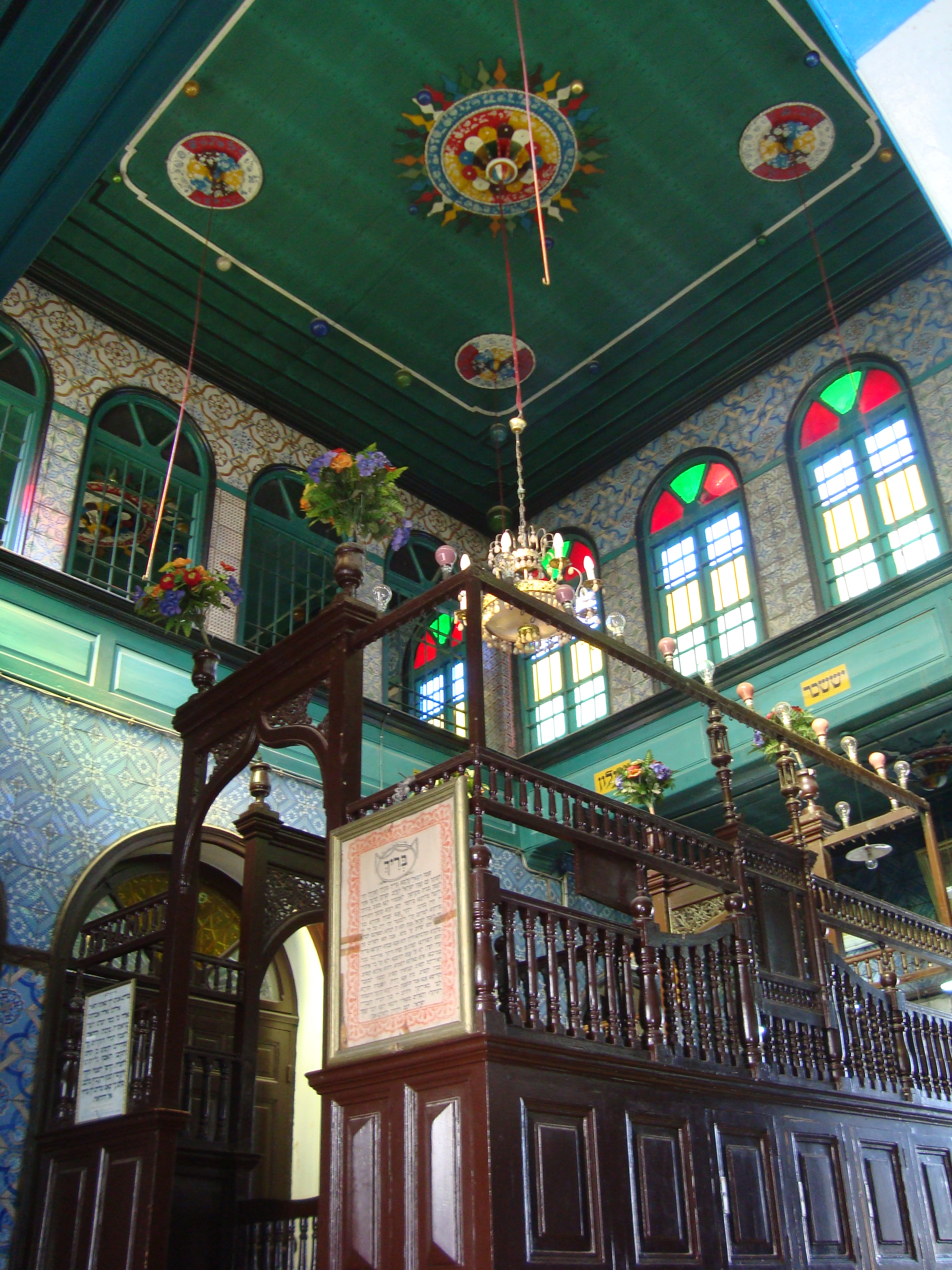
Synagogue de la Ghriba à Djerba.

Au début du XVIIIe siècle, le statut politique des Juifs s'améliore quelque peu grâce à l'influence croissante des agents politiques des puissances européennes qui, cherchant à améliorer les conditions de vie des résidents chrétiens, plaident également la cause des Juifs que la législation musulmane classe ensemble. Mais, si les Juifs aisés — qui exercent des charges dans l'administration ou dans le négoce — parviennent à se faire respecter, notamment via la protection de personnalités musulmanes influentes, les Juifs démunis sont souvent victimes de brimades voire assassinés sans que les autorités ne semblent intervenir. Un observateur déclare qu'on les reconnaît « non seulement à leur costume noir mais encore à l'empreinte de malédiction qu'ils portent sur leur front ».
Toutefois, au-delà de ce climat difficile, les Juifs ne font pas l'objet d'explosions de fanatisme religieux ou de racisme conduisant à des massacres. Même si des pillages accompagnés de violences sont parfois signalés, ils se déroulent toujours dans un contexte de troubles touchant aussi le reste de la population comme en juin 1752 et septembre 1756 à Tunis. De plus, on n'assiste à aucune expulsion massive et les Juifs disposent d'une liberté de culte presque totale — associant souvent leurs voisins musulmans à leurs fêtes, — contrairement à ce qui se pratique alors en Europe.
À la fin du XVIIIe siècle, Hammouda Pacha refuse aux Juifs le droit d'acquérir et de posséder des propriétés immobilières alors que l'apprentissage de l'arabe littéral et l'usage de l'alphabet arabe leur auraient aussi été interdits durant cette période. Enfin, quant au comportement de la population musulmane à l'égard des communautés, il varie de la volonté d'application rigoureuse de la dhimma pour les oulémas à l'absence d'hostilité de la population rurale, en passant par les violences de certaines franges urbaines marginalisées mais assurées de l'impunité.

### Ruptures et évolutions internes

#### Dirigeants
Les communautés se structurent sous l'autorité d'un chef de la « nation juive » portant le titre de hasar ve ha-tafsar, poste prestigieux et puissant regroupant à la fois la charge de caïd des Juifs (qâyd el yihûd) et celle de receveur général des finances placé sous l'autorité du trésorier du royaume (khaznadar). Intermédiaire entre le bey et sa communauté et bénéficiant donc d'entrées à la cour, il dispose d'un pouvoir bureaucratique très important sur ces coreligionnaires au sein desquels il répartit le paiement de la jizya — dont ils sont collectivement redevables — en fonction des ressources de chaque foyer. Il désigne aussi ceux qui se chargent des corvées imposées par les autorités.

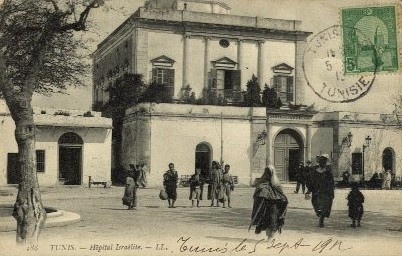
Hôpital israélite de Tunis (1912).

Fermier d'État, entouré des notables parmi les plus fortunés et les plus instruits, il collecte aussi des taxes comme la dîme aumônière, la taxe sur la viande kasher et les offrandes des fidèles. Celles-ci lui permettent de payer ses services, ceux de ses adjoints et des rabbins-juges et financent les synagogues, les écoles liées à celles-ci, l'abattoir rituel, le cimetière, la caisse de secours aux indigents et aux malades et le tribunal rabbinique qui ne siège que dans les grandes villes sous la présidence du grand-rabbin. Administrateur des affaires de la communauté, il désigne les chefs laïcs ou religieux locaux — avec l'approbation écrite des autorités tunisiennes — et leur donnent des grandes orientations. À partir du règne d'Ali Ier Pacha (1735-1756), il occupe également la fonction de trésorier du bey et une grande partie des postes clés de l'administration des finances — perception des impôts et droits de douane, ordonnancement des dépenses, maniement des espèces, tenu des livres de comptes ou paiement de la solde des janissaires — étaient occupés par des agents juifs.

#### Autorité des religieux

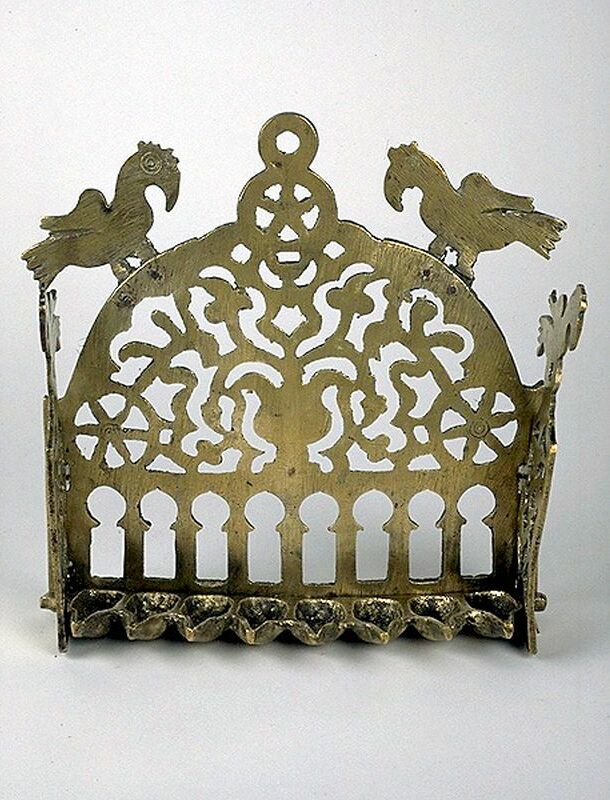
Lampe de Hanoucca (XXe siècle).

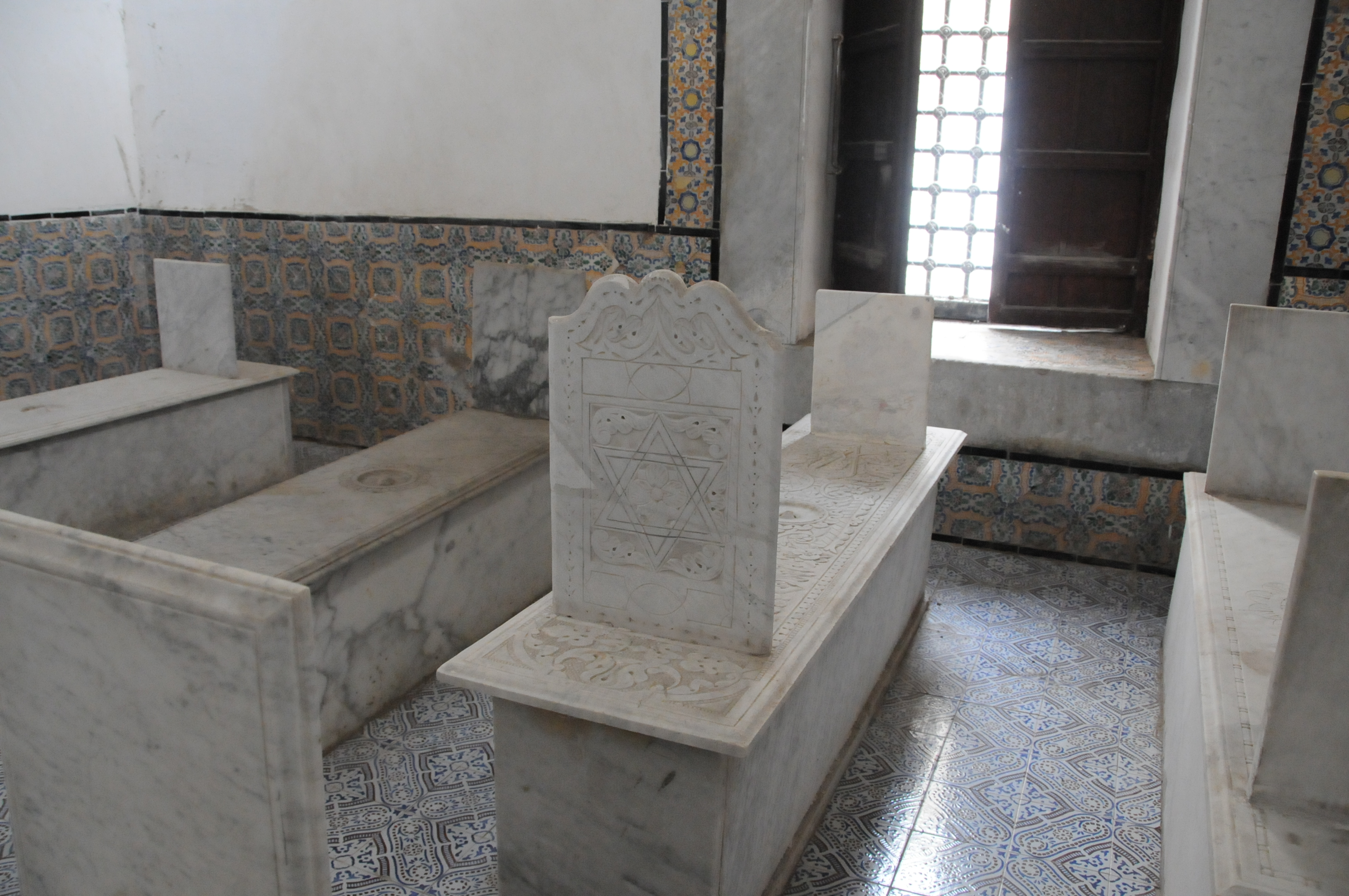
Tombe d'un dignitaire juif dans le mausolée royal du Tourbet El Bey.

Désormais dédoublée pour chaque groupe, la figure du grand-rabbin jouit d'une autorité considérable auprès de ses fidèles. De par sa fonction de président du tribunal rabbinique, il veille au respect de la loi juive, s'appuyant sur le Choulhan Aroukh, le code législatif standard, et le Talmud. Les juridictions rabbiniques traitent des affaires de statut personnel mais aussi civiles et commerciales lorsque seuls des Juifs sont concernés, que les fautes soient religieuses ou profanes. Dans les petites villes, c'est un dayan qui est chargé de rendre la justice, le tribunal rabbinique servant alors de chambre d'appel. L'une des peines les plus rigoureuses que ce dernier puisse prononcer est le herem, version juive de l'excommunication, rendue publique dans la synagogue.
Toutefois, certains remettent alors en cause l'autorité des chefs religieux : un courtier juif, travaillant pour une maison de commerce française et condamné à la bastonnade en mai 1827 pour avoir invoqué le nom de Dieu, fait appel de la décision devant le consul de France. À la suite de la protestation de ce dernier auprès du bey, il est décidé que le tribunal rabbinique ne prononcerait plus de peine pour délit religieux à un Juif placé sous la protection française.

### Renouveau des idées

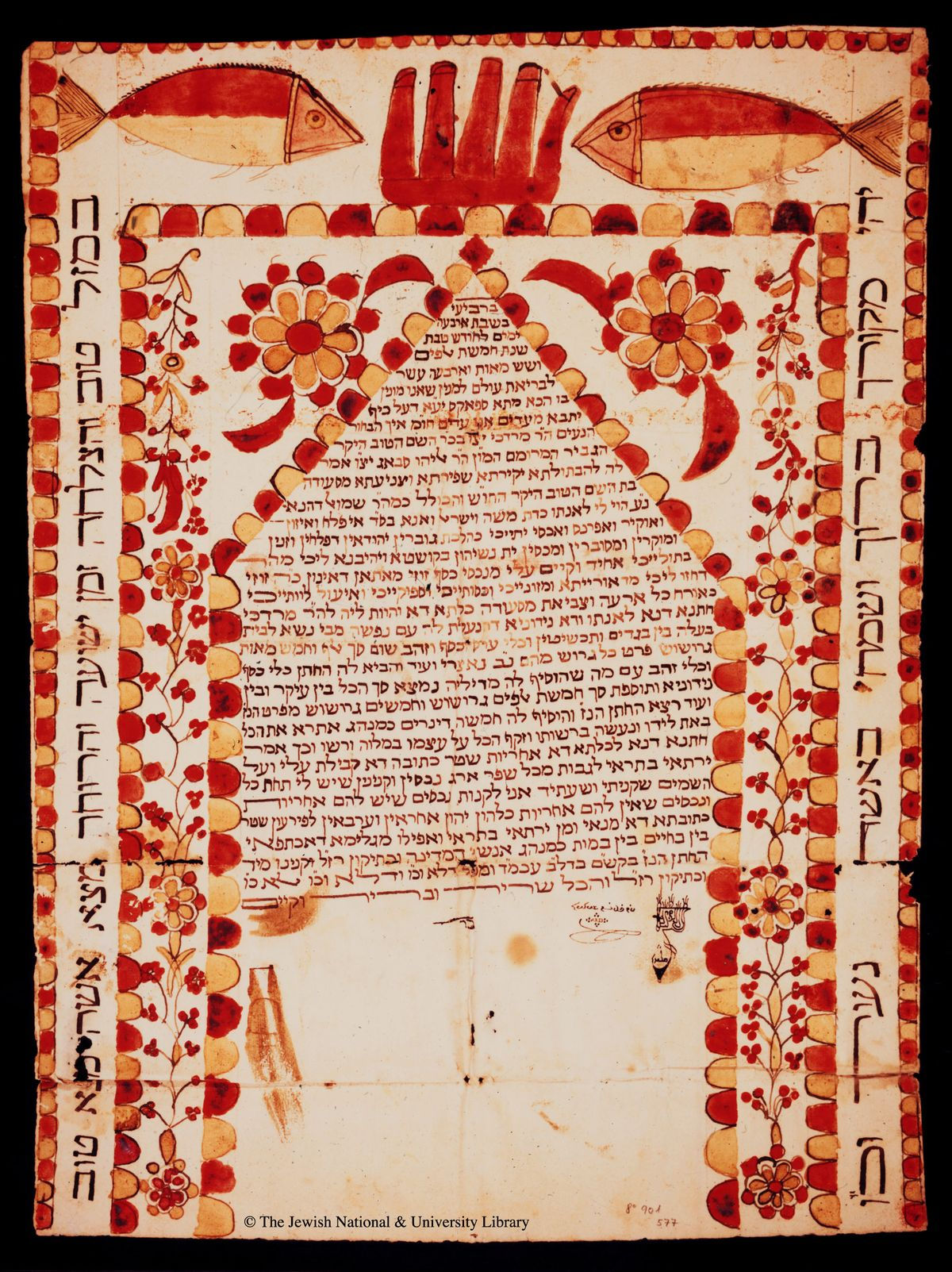
Ketouba de Tunisie (1854).

Sur le plan intellectuel, les échanges croissants entre Juifs de Tunisie et de Livourne facilitent la circulation d'ouvrages imprimés en Toscane et leur large diffusion en Tunisie et dans le reste du Maghreb. Ceci entraîne un important renouveau des études hébraïques tunisiennes, au début du XVIIIe siècle, incarné notamment par les rabbins Semah Sarfati, Abraham Ha-Cohen, Abraham Benmoussa, Abraham Taïeb et Joseph Cohen-Tanugi. Parmi les ouvrages — commentaires du Pentateuque, du Talmud ou de la Kabbale — qui ont fait date, on peut citer :
- Toafot Re'em (1761-1762) et Meira Dakhiya (1792) de Mordecai Baruch Carvalho, commentaire de l'ouvrage d'Eliyahou Mizrahi et recueil de gloses sur divers traités talmudiques ;
- Zera Itshak (1768) d'Isaac Lumbroso, important commentaire talmudique ;
- Hoq Nathan (1776) de Nathan Borgel, important commentaire talmudique ;
- Migdanot Nathan (1778-1785) d'Élie Borgel, série de commentaires sur des traités talmudiques ;
- Yeter ha-Baz (1787) de Nehoraï Jarmon, nouvelle sur le Talmud et le Mishné Torah de Moïse Maïmonide[131],[132] ;
- Erekh ha-Shoulhan (1791-1891) d'Isaac Taïeb, ouvrage traitant des lois et commentant le Choulhan Aroukh[133] ;
- Mishha di-Ributa (1805) de Messaoud-Raphaël El-Fassi, important commentaire du Choulhan Aroukh accompagné de travaux de ses fils Haym et Salomon ;
- Mishkenot ha-roim (1860) et Hayyim va-Hessed (1873) d'Ouziel El-Haïk, recueil de 1 499 responsa données sur les sujets les plus divers et un recueil d'homélies et éloges funèbres prononcés de 1767 à 1810.

À l'exception du Zera Itshak d'Isaac Lumbroso, l'ensemble des ouvrages a été imprimé à Livourne, Tunis ne possédant pas d'imprimerie de renom, la seule tentative d'en faire une en 1768 est considérée comme un échec en raison de l'absence de savoir-faire. Le rabbin Haïm Joseph David Azoulay, en visite à Tunis en 1773-1774, note que la ville compte alors quelque 300 jeunes talmudistes et juge que les rabbins qu'il rencontre « avaient des connaissances très étendues ».
Des textes judéo-arabes célèbrent par ailleurs des figures légendaires comme le poète Rabbi Fraji Chaouat, célèbre pour son large diwan hébraïque, et Rabbi Yossef El Maarabi. Un long poème relate aussi l'épidémie de peste ayant touché le pays au XVIIe siècle.

## Réformes avortées duXIXesiècle

### État des lieux
Au milieu du siècle, les Juifs de Tunisie ne comptent guère de lettrés en arabe et ils sont peu nombreux à lire et écrire l'hébreu. De plus, ils vivent généralement repliés sur leurs préceptes, en raison de leur instruction uniquement religieuse, et ils n'ont que peu de connaissances des lettres arabo-musulmanes, contrairement aux Juifs d'autres pays musulmans. Néanmoins, les va-et-vient entre Tunis et l'Europe contribuent à une certaine volonté d'émancipation et à une liberté dans le port des vêtements qui leur sont assignés ; Mahmoud Bey décide alors d'obliger en janvier 1823 tous les Juifs vivant en Tunisie à porter une calotte.
Un Juif originaire de Gibraltar, qui refuse la mesure, est victime d'une bastonnade ; sa protestation auprès de son consul entraîne une vive réaction du Royaume-Uni. Cette situation profite aux Granas qui obtiennent contre paiement le remplacement du port de la chéchia par celui d'une calotte blanche (kbîbes) et le port d'un sefseri spécifique pour leurs femmes, une façon de se distinguer encore des Twansa qui continuent à devoir porter la calotte noire,. Toutefois, cette concession est en contradiction avec un relatif durcissement des autorités durant les premières décennies du siècle, rapporté par le docteur du bey, Louis Franck, ou le consul des États-Unis Mordecaï Manuel Noah.

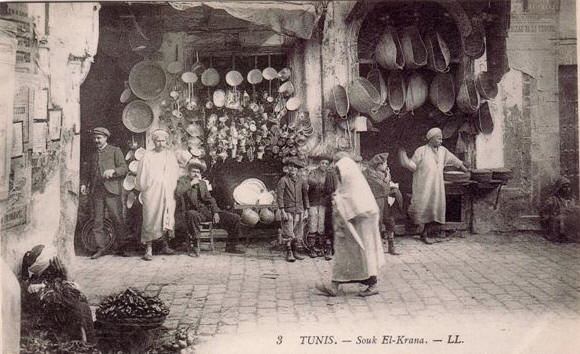
Entrée du souk El Grana (El-Krana) où quelques hommes sont vêtus à l'européenne, dans la médina de Tunis (début du).

Sur le plan socio-économique, la population juive est très hétérogène. Au sein des ports du pays, les négociants juifs d'origine européenne contrôlent, avec les chrétiens, les échanges de marchandises avec l'étranger et dominent plus de la moitié des maisons de commerce exerçant dans le pays. À côté de cette classe aisée de négociants et de banquiers, principalement livournais, se trouve une classe moyenne constituée de commerçants et d'artisans. Ces Juifs jouent un grand rôle dans le commerce de détail, notamment dans la capitale où ils sont fortement implantés dans deux souks de la médina : celui spécialisé dans les denrées coloniales, la quincaillerie et les articles en provenance de Paris et celui spécialisé dans les draperies et les soieries anglaises et françaises. Nombreux sont aussi ceux qui exercent une activité artisanale, comme le travail de l'or et de l'argent, dont ils exercent le monopole, et la confection de vêtements et de chaussures. Ils servent également de prêteurs pour les paysans et les artisans. Dans les régions rurales de Nabeul, Gabès et Djerba, des Juifs travaillent la vigne, le palmier-dattier ou les arbres fruitiers et pratiquent l'élevage.
Il existe également une classe pauvre de Juifs vivant de petits métiers et ne pouvant survivre sans la charité organisée par leur communauté.

### Influences européennes
L'inclusion des Juifs dans la Déclaration française des droits de l'homme et du citoyen, le 27 septembre 1791, et les décrets napoléoniens de 1808 suscitent une certaine sympathie pour la France parmi les Juifs de Tunisie qui sont tous sujets du bey. Ainsi, le chargé d'affaires espagnol rapporte en 1809 que « les Juifs sont les plus acharnés partisans de Napoléon ». On rapporte même que certains Juifs, y compris des Granas à l'image de leurs coreligionnaires en Italie, portaient à cette époque une cocarde tricolore, acte sévèrement réprimé par Hammouda Pacha, qui refuse toute tentative de la France de prendre sous sa protection ses sujets juifs originaires de la Toscane nouvellement conquise par Napoléon, lequel avait libéré les ghettos italiens et, dans le même mouvement, aboli les discriminations contre les Juifs en Italie, souvent similaires à celles de Tunisie. C'est dans ce contexte que l'article 2 du traité du 10 juillet 1822, signé avec le Grand-duché de Toscane, fixe la durée du séjour des Granas en Tunisie à deux ans ; au-delà, ils passent sous la souveraineté du bey et sont considérés sur le même plan que les Twansa.

#### Réformes
Dans le même temps, alors que la Tunisie s'ouvre progressivement aux influences mais subit aussi les pressions européennes, le souverain Ahmed Ier Bey inaugure une politique de réformes. En vertu d'un acte corrigeant le traité tuniso-toscan de 1822, signé le 2 novembre 1846, les Granas établis en Tunisie après le traité ou ceux qui viendront s'y installer obtiennent le droit de conserver leur qualité de Toscans sans limitation de temps, ce qui n'est pas le cas des Granas arrivés avant 1822. Cette disposition encourage nombre de Granas d'origine italienne à émigrer en Tunisie où ils constituent une minorité étrangère — 90 personnes en 1848 renforcés par quelques Juifs français et britanniques — placée sous la protection du consul de Toscane et installée dans le quartier franc de Tunis, contrairement aux anciens Granas installés dans la Hara ; ceux arrivés après l'unification de l'Italie bénéficient à leur tour de l'application de cette disposition,.
Dès lors, l'action politique est vue comme un moyen pouvant mettre fin au statut d'exception frappant les Juifs, constituant « une véritable rupture dans l'univers mental des communautés juives, rupture qui brise le vieux monde de la soumission à l'ordre des choses ». En 1853, le caïd de la communauté tunisienne, Nessim Samama, obtient l'abolition des corvées auxquelles ses coreligionnaires étaient jusqu'alors contraints.

#### Reliquat discriminatoire
Malgré tout, les Juifs restent soumis au paiement de la jizya et de taxes exceptionnelles réclamées par le bey selon les besoins et font aussi l'objet de discriminations
Sur le plan vestimentaire, ils sont contraints de porter une chéchia noire et non rouge, un turban noir ou bleu foncé et non blanc et des chaussures noires et non de couleur vive. Ils ne peuvent vivre hors des quartiers qui leur sont attribués et ne peuvent accéder à la propriété immobilière. Enfin, lorsqu'ils sont les victimes de vexations ou de violences, ils ne reçoivent pas toujours de réparation pour le tort subi.

### Affaire Sfez
Pourtant, la relation entre Juifs et musulmans transforme radicalement à partir du milieu du siècle, du fait de l'irruption en Tunisie de puissances coloniales européennes, et en particulier la France. En effet, celles-ci s'appuient sur la présence de Juifs pour promouvoir leurs intérêts économiques et commerciaux : la situation de ceux-ci, souvent traités de manière inéquitable par les tribunaux tunisiens, sert de prétexte à des pressions sur le bey. L'affaire Sfez en 1857 est une illustration de ce nouveau contexte et l'occasion pour la France et le Royaume-Uni d'intervenir au nom de la défense des droits de l'homme et du combat contre l'absolutisme et le fanatisme afin de favoriser leurs entreprises.
Batou Sfez est un cocher juif au service du caïd de sa communauté, Nessim Samama. À la suite d'un incident de circulation et à une altercation avec un musulman, il est accusé par ce dernier d'avoir injurié l'islam ; des témoins confirment par la suite devant notaire avoir assisté à la scène. Inculpé et jugé coupable, selon le droit malikite et malgré ses protestations, il est condamné par le tribunal du Charaâ à la peine de mort pour blasphème et décapité à coup de sabre le 24 juin. Le souverain Mohammed Bey cherche par ce geste à apaiser les rancœurs nées de l'exécution d'un musulman accusé d'avoir tué un Juif et à prouver que sa justice traite ses sujets équitablement. Néanmoins, la rigueur de la peine soulève une vive émotion dans la communauté juive et chez les consuls de France et du Royaume-Uni, Léon Roches et Richard Wood. Ceux-ci en profitent alors pour exercer une pression sur le souverain afin qu'il s'engage dans la voie de réformes libérales similaires à celles promulguées dans l'Empire ottoman en 1839. D'ailleurs, l'historien Ibn Abi Dhiaf évoque les Juifs tunisiens comme des « frères dans la patrie » (Ikhwanoun fil watan), même s'il reproche à certains d'entre eux de rechercher la protection des consuls étrangers avec exagération.

### Échec du Pacte fondamental

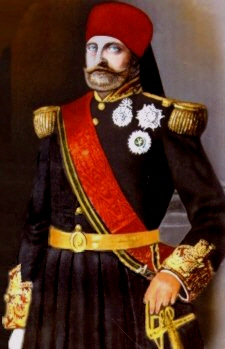
Portrait de Mohammed Bey.

L'arrivée d'une escadre française en rade de Tunis oblige le bey à proclamer le Pacte fondamental le 10 septembre 1857,, avec l'appui d'Ibn Abi Dhiaf, semblant représenter l'attitude la plus favorable à l'égard des Juifs parmi les réformateurs, alors que d'autres sont plus sceptiques. Le texte change radicalement la condition des non musulmans : les Juifs tunisiens, considérés jusque-là comme des sujets de second rang, échappent au statut séculaire de la dhimma,.
L'article 1 assure à tous une « complète sécurité » pour les personnes et leurs biens ; l'article 4 indique que les « sujets israélites ne subiront aucune contrainte pour changer de religion, et ne seront pas empêchés dans l'exercice de leur culte » ; l'article 6 précise que « lorsque le tribunal criminel aura à se prononcer sur la pénalité encourue par un sujet israélite, il est adjoint au dit tribunal des assesseurs également israélites » et l'article 8 indique que tous les Tunisiens, sans distinction de foi, jouissent désormais des mêmes droits et des mêmes devoirs. Le libre accès à la propriété et à la fonction publique est également garanti à tous. Le décret beylical du 15 septembre 1858 autorise les Juifs à porter une chéchia rouge comme celle des musulmans et leur accorde expressément le droit d'acquérir un bien immobilier hors des quartiers réservés. Il semble en outre que la jizya cesse d'être payée avec l'instauration de la mejba, à laquelle les sujets du bey sont soumis, et que les droits de douane soient payés en fonction du lieu d'origine ou de destination des marchandises et non plus en fonction de la religion du marchand.

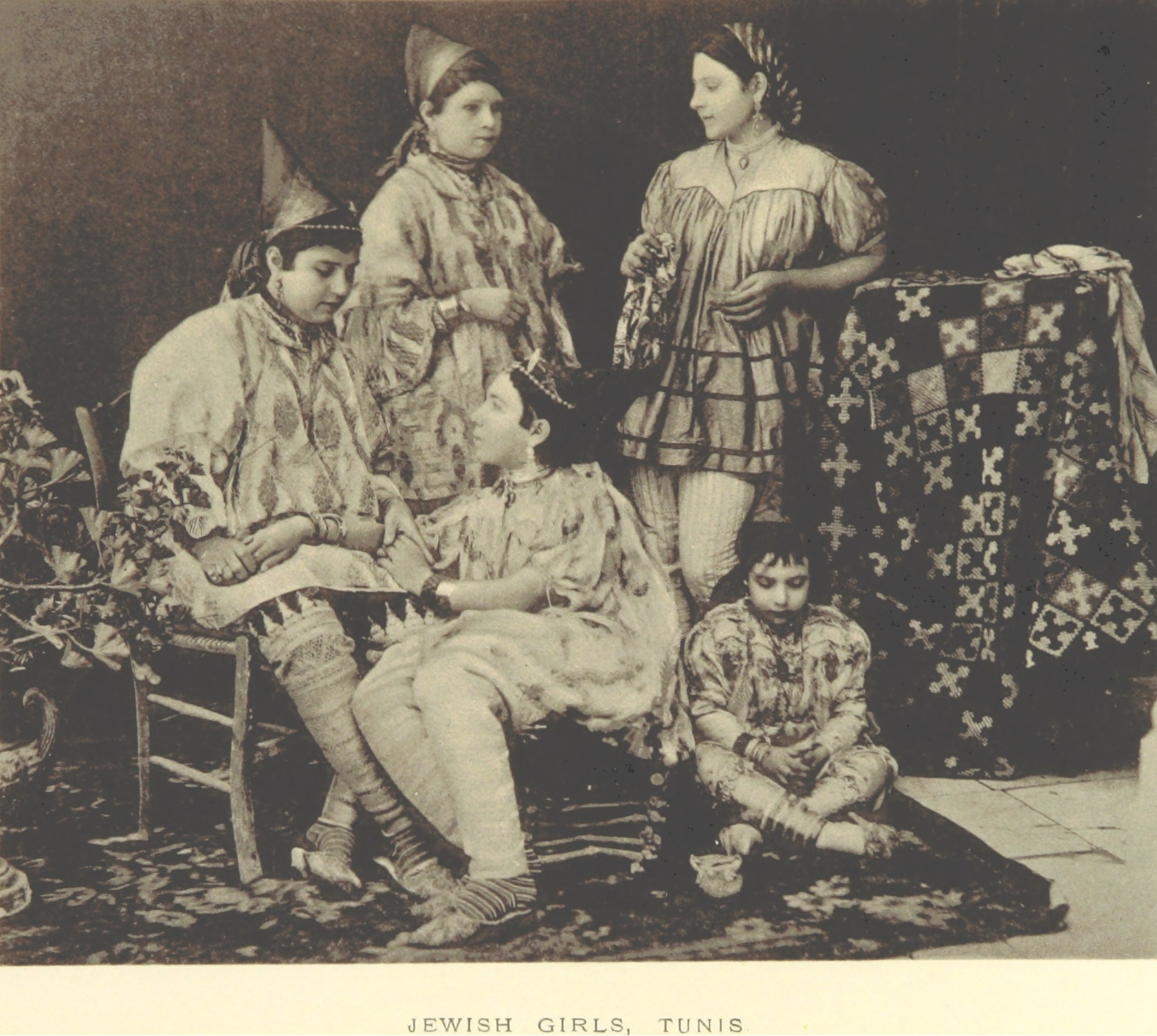
Filles juives coiffées d'une qufiya, à Tunis (1887).

Sadok Bey, successeur de Mohammed Bey, remplace le texte par une loi organique, équivalent à une véritable Constitution, le 21 avril 1861, et le complète le 25 février 1862 par un Code civil et criminel. Toutefois, la hausse des dépenses publiques engendrées par les nouvelles institutions et de nombreux travaux publics conduit à une hausse de la mejba et à une révolte en avril 1864, la crise étant aggravée par des détournements de fonds et la dégradation des conditions économiques. Des attaques ont alors lieu physiquement contre les Juifs — accusés de profiter de ces réformes — ou leurs biens ou contre des synagogues à Sousse, Gabès, Nabeul, Sfax et Djerba. Ces événements durent plusieurs années et de nouvelles scènes de violences éclatent à Tunis en 1869 où 17 Juifs sont tués sans que leurs meurtriers soient traduits en justice.

Bennot Smadja, « guide juif » de Tunis (mai 1889.)

Même si la Constitution est suspendue dès les premiers jours de la révolte, finalement réprimée, les réformes précédentes restent en vigueur et les Juifs lésés sont indemnisés par le pouvoir. Néanmoins, les juridictions tunisiennes continuent de faire preuve d'une particulière sévérité à l'égard des Juifs dont les notables se tournent vers les consuls et des Juifs sont toujours l'objet de crimes restés impunis.
Le pays devient le théâtre des luttes d'influence entre les nations européennes qui confèrent à certains notables des patentes de protection qui leur permettent, tout en conservant la nationalité tunisienne de se placer sous la protection des juridictions consulaires ; les principales puissances européennes qui y sont les plus favorables peuvent ainsi justifier leurs interventions dans les affaires intérieures du pays.

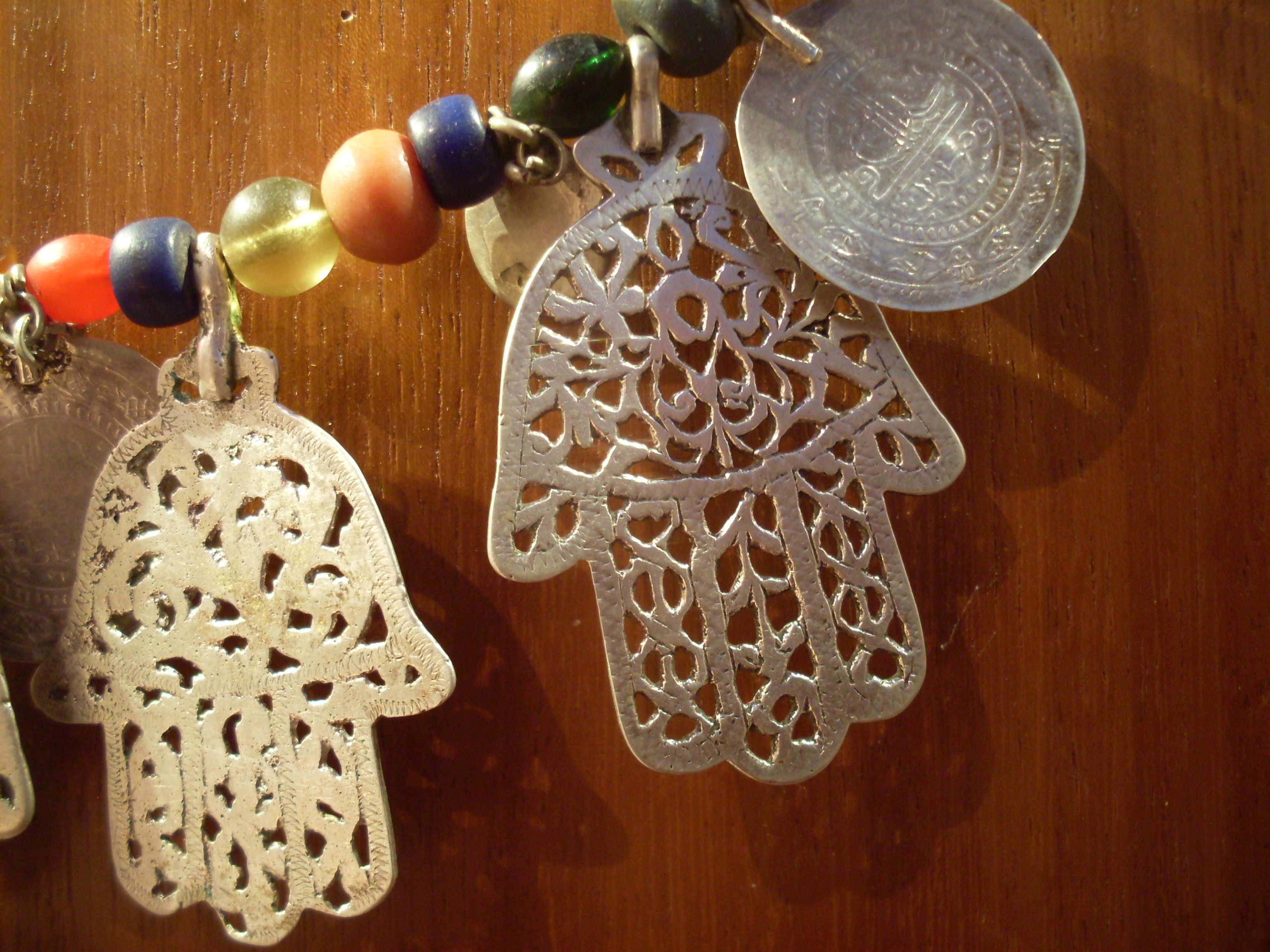
Khamsa exposées à Djerba.

À la fin du XIXe siècle, Granas comme Twansa parlent désormais le judéo-tunisien, un judéo-arabe dialectal transcrit en alphabet hébreu mais similaire à celui parlé par les musulmans, à l'exception de quelques variations de prononciation, de l'atténuation de la valeur emphatique de certaines consonnes et de rares emprunts à l'hébreu dans le strict cadre de la pratique religieuse. Dans le même temps, même si le système d'enseignement traditionnel fait l'objet de critiques croissantes, les études talmudiques produisent encore des figures telles que les rabbins Juda Lévi, Joseph Borgel, Josué Bessis, Abraham Cohen ou Abraham Hagège.
Sur le plan vestimentaire, les deux groupes ont adopté le costume musulman à quelques variantes près (turban à la couleur foncée imposée aux hommes, coiffe pointue appelée qufiyya pour les femmes, etc.) ; même les Granas les plus récemment arrivés et des Twansa fortunés portent le costume à l'européenne. Les activités religieuses restent toujours aussi suivies : le samedi est un jour chômé, les fêtes religieuses sont célébrées tout au long de l'année avec plus ou moins d'éclat et des pèlerinages sont effectués vers Jérusalem, ce qui n'empêche pas la persistance de superstitions — comme la protection assurée par la khamsa contre le mauvais œil ou la peur des djinns — partagées avec les musulmans.

### Scolarisation moderne

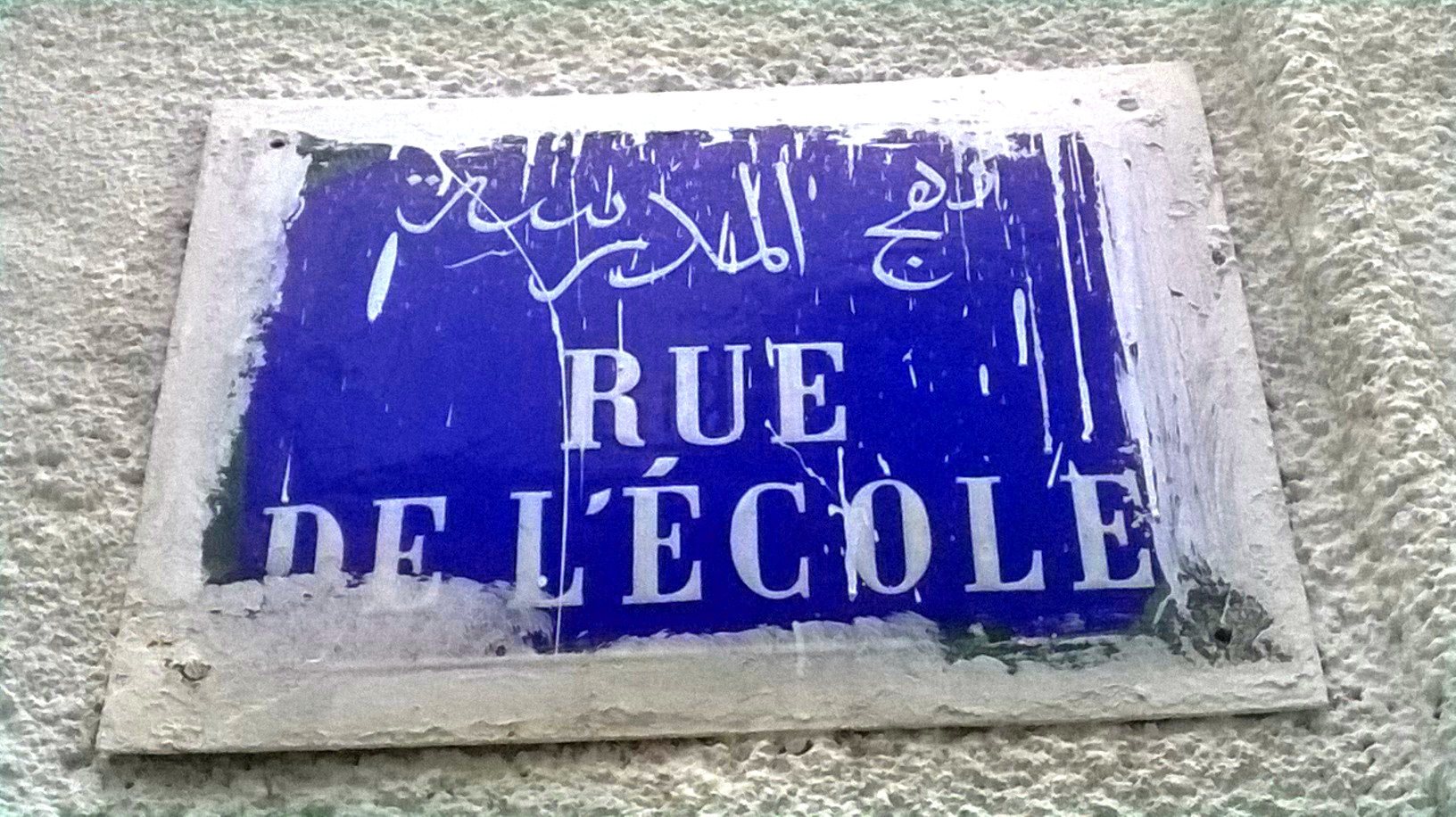
Rue de l'École à Bab Jedid dans la médina de Tunis.

Face aux carences de l'enseignement traditionnel, les écoles modernes commencent à voir le jour dans les grandes villes. Pompeo et Esther Sulema, tous deux issus de la communauté des Granas, ouvrent la première d'entre elles à Tunis en 1831, suivie en 1845 par celle de l'abbé François Bourgade et en 1855 par celle d'une mission protestante, la London Society for Promoting Christianity Among the Jews. D'autres établissements pour filles ou garçons voient le jour par la suite sous l'impulsion des sœurs de Saint-Joseph-de-l'Apparition et des Frères de la Doctrine chrétienne. Ce phénomène encourage la scolarisation d'une élite de jeunes Juifs et leur apprentissage du français ou de l'italien.
Parmi les organisations juives qui s'installent en Tunisie figure l'Alliance israélite universelle (AIU) dont un comité régional est ouvert à Tunis en 1864 à l'instigation d'un groupe de notables français, livournais et tunisiens (Grand-rabbin Abraham Hadggiadj, Jacques Castelnuovo, etc.). Sa direction est exclusivement composée de Juifs français et italiens et veut apporter « un appui efficace à ceux qui souffrent de leur qualité d'israélite ». Au constat, les instituteurs soulignent la grande misère du pays et son état sanitaire effroyable qui se traduisent en 1867 par une épidémie de choléra puis une famine l'année suivante. Son action essaie d'imposer santé, hygiène et éducation comme voies de relèvement matériel et physique de cette partie de la communauté juive jugée arriérée et superstitieuse. Toutefois, l'AIU est entravée par des querelles internes, qui sont l'expression des intérêts nationaux divergents en son sein, et doit faire face à l'hostilité de la part du souverain qui interdit longtemps à ses sujets d'y adhérer,. De plus, l'idée de l'ouverture d'une école occidentale par l'AIU qui en appelle à l'aide à la France, est vue « comme une initiative juive européenne visant à soustraire les juifs à l'emprise du gouvernement ». Le grand vizir Kheireddine Pacha, tout en reconnaissant « la valeur de l'éducation européenne et sa contribution au bien-être public », voit en effet l'action de l'AIU comme une ingérence étrangère. Ibn Abi Dhiaf pense quant à lui que l'école pourrait améliorer la condition des couches populaires juives défavorisées.

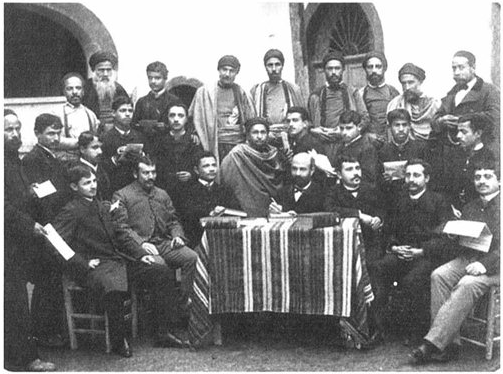
David Cazès (derrière le bureau), historien et éducateur avec un groupe d'enseignants et de rabbins à Tunis (1887).

Les pressions de la France, qui trouve auprès de l'élite juive autochtone un médiateur réceptif, mais aussi de l'Italie et du Royaume-Uni, conduisent finalement à ce que le bey donne son accord pour l'ouverture d'une école de garçons à Tunis, effective le 7 juillet 1878, dirigée par le Français David Cazès. L'ensemble du programme public français y est enseigné, dont le français, ainsi que l'hébreu et l'histoire juive, répondant ainsi aux attentes des familles souhaitant concilier enseignement moderne et culture traditionnelle. La prise en charge des enfants pour les repas, les vêtements, etc. contribue à accroître les effectifs, même si les écoles publiques continuent à accueillir le plus grand nombre d'élèves.
Quant à la suppression rapide de l'italien, elle se fait au détriment de la communauté livournaise qui tente alors de promouvoir les intérêts politiques italiens et qui joue le rôle de modèle que les Twansa s'efforcent d'imiter en empruntant la voie de la culture française. Un système d'apprentissage de quatre ans est aussi mis en place pour former des jeunes à divers métiers — menuisier, tapissier, forgeron, carrossier, horloger, électricien ou peintre — afin qu'ils occupent un emploi salarié ou s'établissent à leur compte.

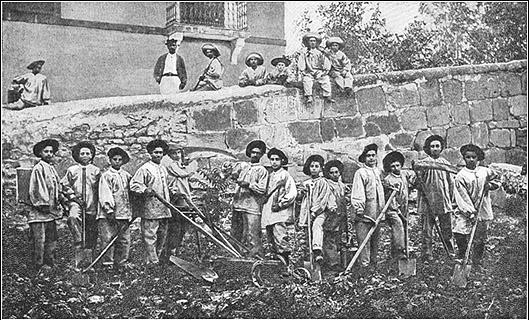
Garçons à l'école agricole de l'AIU inaugurée à Djedeida en 1901.

Cette concurrence produit une émulation entre les élites respectives et peut expliquer le dynamisme de la scolarisation des jeunes Juifs. Après cette école de garçons, une autre voit le jour à La Goulette en 1881, puis une école de filles (1882) à Tunis, comptant 340 élèves en 1886 et 847 en 1891, une école maternelle de filles (1891) et une école mixte (1910) ouvrent aussi à Tunis ; d'autres écoles ouvrent en 1883 à Sousse et Mahdia et en 1905 à Sfax. Une école agricole (ORT-Alliance) de garçons est également fondée en 1895 à Djedeida à l'Ouest de Tunis mais, n'attirant pas suffisamment de locaux, les élèves proviennent de Tripolitaine, d'Algérie et du Maroc. Pour la première fois, les filles sont donc scolarisées ce qui rompt avec la société juive traditionnelle.

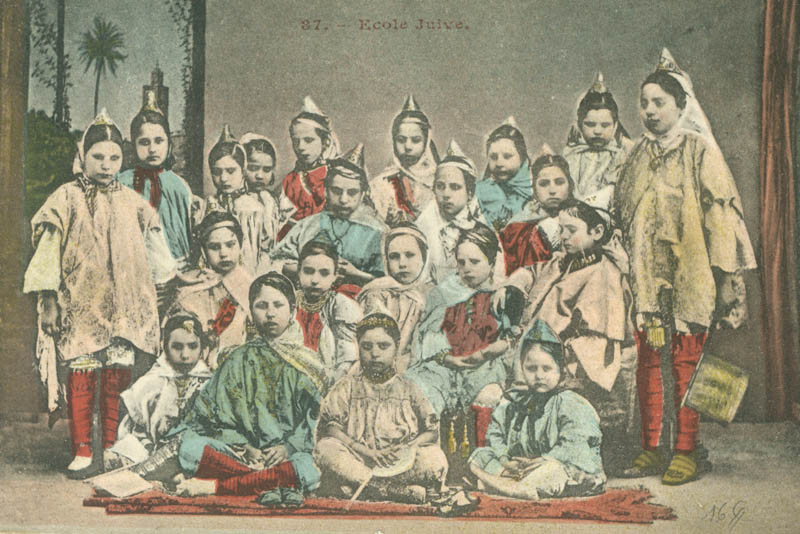
École juive de filles (début du XXe siècle).

Dans ces écoles de l'AIU accueillant près de 3 500 élèves des deux sexes à la veille de la Première Guerre mondiale, outre l'apprentissage fondamental du français, c'est surtout un nouveau système de valeurs qui est transmis aux élèves, en opposition aux tenants de la tradition au sein de la communauté. Par ailleurs, les écoles chrétiennes, catholiques ou protestantes, ouvertes à Tunis dans la seconde moitié du XIXe siècle attirent de plus en plus d'enfants des familles juives les plus éclairées, comme le lycée Carnot de Tunis. Ce processus s'étale dans le temps, de la classe la plus aisée jusqu'à certains des plus modestes éléments de la communauté. Aussi, les élèves sortant des écoles et centres d'apprentissage tels que l'ORT (Œuvre, Reconstruction, Travail) grossissent le nombre d'employés parlant l'arabe qui, ayant acquis la connaissance du français, deviennent des intermédiaires entre les patrons français et leurs clients indigènes. À la génération suivante, les enfants sont poussés à aller au-delà du certificat d'études, les parents juifs ayant acquis la conscience que la promotion sociale était accessible par un plus haut niveau d'études. Ainsi, après une longue période de stagnation, la communauté juive est prise dans un mouvement accéléré d'ascension socio-culturelle qui s'accompagne de changements notables du mode de vie.

Fillettes juives de Tunis (vers 1889).

Cependant, toutes les communautés locales n'évoluent pas au même rythme, et certaines ne sont que très faiblement concernées. Des difficultés sont rencontrées, comme à Bizerte, Béja et Mahdia, où les communautés ne peuvent fournir la contribution financière demandée. Quant aux Juifs de Djerba, ils refusent l'ouverture d'une école de l'AIU, comme ils boycottent déjà l'enseignement séculier instauré par les autorités françaises, malgré les pressions des notables juifs de la capitale et du caïd local et l'usage de la force ; cette décision est un exemple rare et peut-être unique dans l'histoire de l'AIU. En effet, les rabbins frappent d'excommunication tout membre de la communauté qui coopérerait avec elle car, prenant l'exemple de Tunis où ils perçoivent un déclin du savoir et de la pratique religieuse, ils considèrent la proposition comme une atteinte à l'intégrité de leur communauté, lui préférant le système traditionnel d'enseignement rabbinique obligatoire pour les seuls garçons. En retour, les autorités du protectorat et les notables juifs de la capitale désignent longtemps les Djerbiens comme des « communautés arriérées, maintenues dans l'abjection et l'ignorance par des rabbins réfractaires à tout progrès ».

## Protectorat français

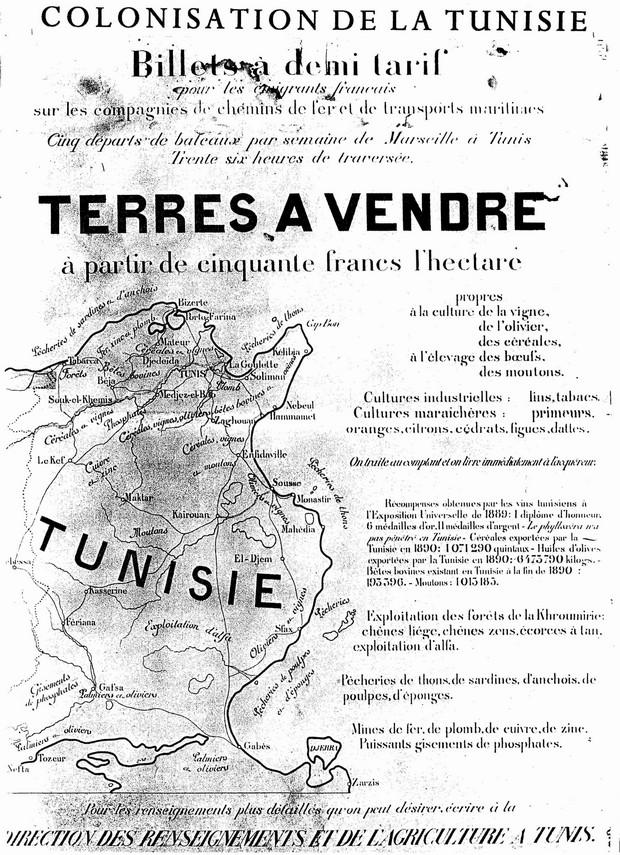
Affiche incitant les Français à immigrer en Tunisie (vers 1890).

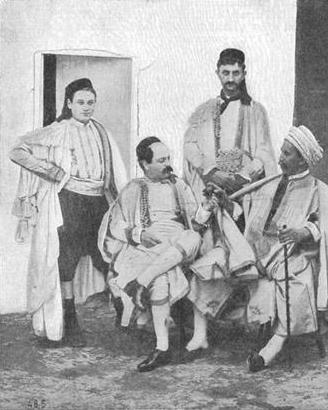
Groupe de Juifs tunisiens (vers 1900).

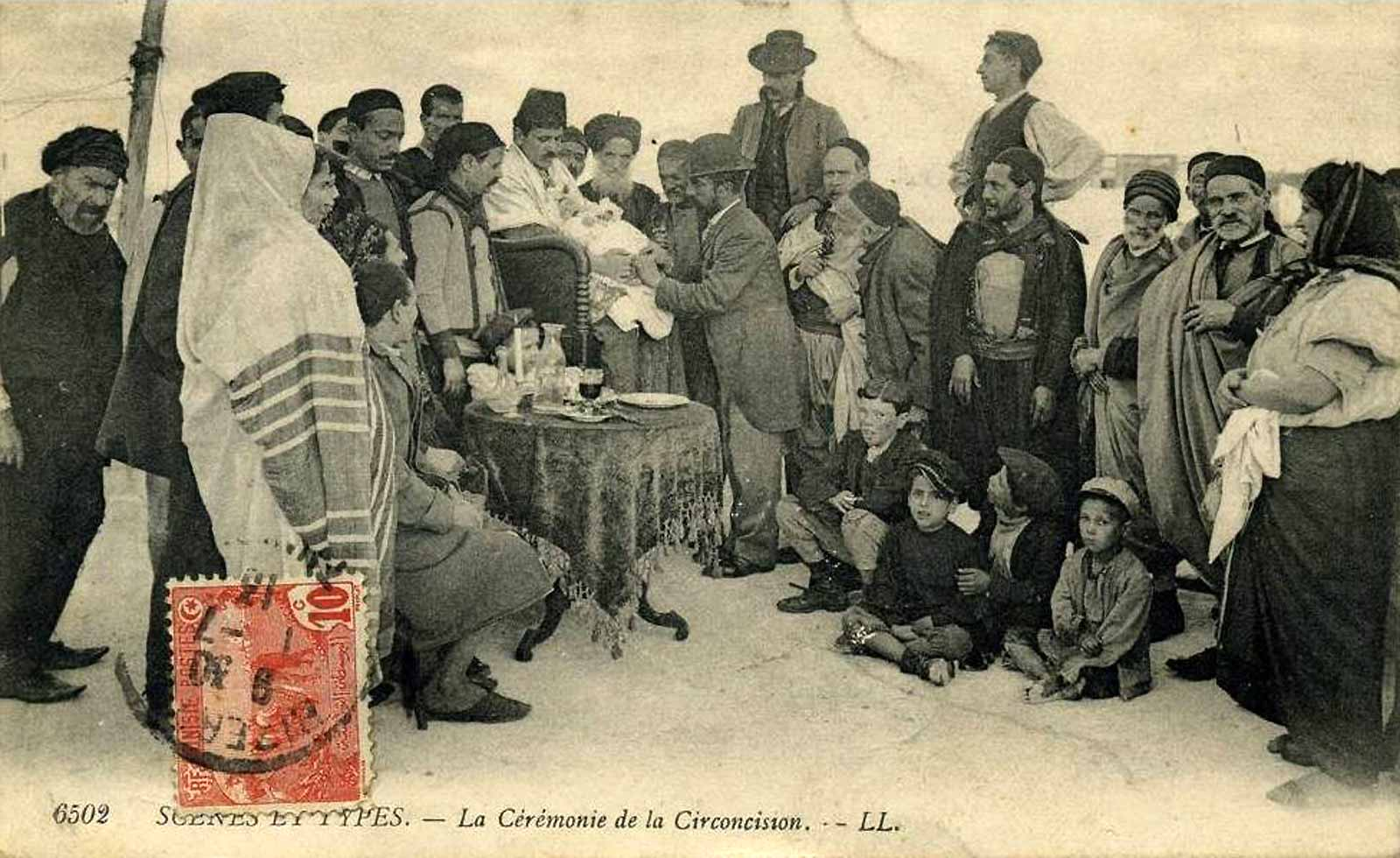
Cérémonie de circoncision à Tunis (vers 1913).

Avec l'établissement du protectorat français en Tunisie en 1881, une ère nouvelle s'ouvre pour les Juifs qui se trouvent face au pouvoir affaibli du bey et à celui dominant de la France coloniale. Une grande partie d'entre eux ont alors espoir de se soustraire à la domination auxquels ils sont assujettis depuis la conquête musulmane du Maghreb. Néanmoins, les Juifs seront quelque peu déçus par le nouveau pouvoir qui ne répondra pas toujours favorablement à leurs attentes.

### Espoirs politiques déçus
Dans un premier temps, les Juifs ne souffrent pas d'antisémitisme de la part des nouveaux arrivants. Pourtant, le journal La Tunisie française se livre à de régulières attaques. De plus, du 26 au 29 mars 1898, une rixe entre Juifs et Arabes dégénère en émeutes durant lesquelles les Juifs sont molestés, leurs maisons pillées et leurs magasins mis à sac sans que la police n'intervienne (soit un « pogrom »). Malgré les condamnations prononcées, la responsabilité des troubles n'a jamais été clairement établie. Le contexte troublé de l'affaire Dreyfus ajoute encore à la crainte d'une explosion de violence ; sa résolution contribue toutefois à renforcer l'attachement des Juifs à la France et les encourage à présenter des revendications.
Si la présence française entraîne une francisation continue de la communauté juive, le rapprochement souhaité par ses élites ne se fait pas sans difficultés. L'extension de la juridiction française aux Juifs tunisiens accompagnée par la suppression du tribunal rabbinique et la possibilité de naturalisations individuelles deviennent des revendications prioritaires de l'intelligentsia moderniste ayant accédé aux universités françaises. Elles sont exposées pour la première fois par Mardochée Smaja en 1905, puis défendues dans l'hebdomadaire La Justice fondé en 1907. Si les représentants des Français de Tunisie soutiennent ces idées, l'administration du protectorat, le gouvernement français de la Troisième République et les instances rabbiniques conservatrices appuyées par les fractions les plus populaires de la communauté les combattent. Les musulmans modernistes critiquent eux une atteinte à la souveraineté et la création d'une inégalité entre ressortissants d'un même État.
Quant au projet de réforme relatif aux conditions requises pour l'obtention de la naturalisation, il fait face à l'hostilité des autorités qui cherchent à encourager et à protéger l'installation des Français et craignent d'envenimer leurs relations avec le pouvoir beylical et la population musulmane. La transformation des institutions communautaires est aussi rejetée par les autorités de crainte qu'il ne soit contrôlé par les Granas favorables à l'Italie. Car, si le pouvoir colonial cherche des appuis dans la communauté pour mieux asseoir son autorité, cette élite laïque et libérale est rapidement exclue de ses postes influents.
Face aux ambitions italiennes sur la Tunisie et au souhait d'accroître le nombre de Français établis dans le pays, un assouplissement des conditions de naturalisation en faveur des sujets tunisiens est finalement décidé le 3 octobre 1910. Si la procédure reste sélective et individuelle, elle ouvre la possibilité aux Juifs de devenir des citoyens français. Parmi les sujets tunisiens âgés de 21 ans révolus et justifiant une maîtrise de la langue française sont admissibles à la naturalisation ceux qui remplissent l'une des conditions suivantes : avoir accompli un engagement volontaire dans l'armée française, avoir obtenu un diplôme, un prix ou une médaille de l'enseignement supérieur, avoir conclu un mariage avec une Française dont sont issus des enfants, avoir rendu pendant plus de dix ans des « services importants » aux intérêts de la France en Tunisie ou avoir rendu des « services exceptionnels » à la France. Ces conditions difficiles maintiennent un faible nombre de cas (93 naturalisations entre 1911 et 1914) afin de tenir compte de l'opinion des populations française et musulmane de Tunisie ; la réglementation ne répond cependant pas à l'attente de la population juive. Des réformes de l'organisation communautaire sont également mises en place : la charge de caïd est supprimée et la Caisse de secours et de bienfaisance de Tunis confiée à un comité d'administration nommé par arrêté ministériel ; toutes les villes accueillant des communautés importantes sont dotées des mêmes structures.
Après une période intermédiaire, l'administration du protectorat ne reconnaît plus qu'un seul grand-rabbin issu de la communauté des Twansa et dont l'autorité est étendue à tout le pays. Il donne ainsi un début d'unité aux institutions communautaires du pays.

### Intégration socio-économique

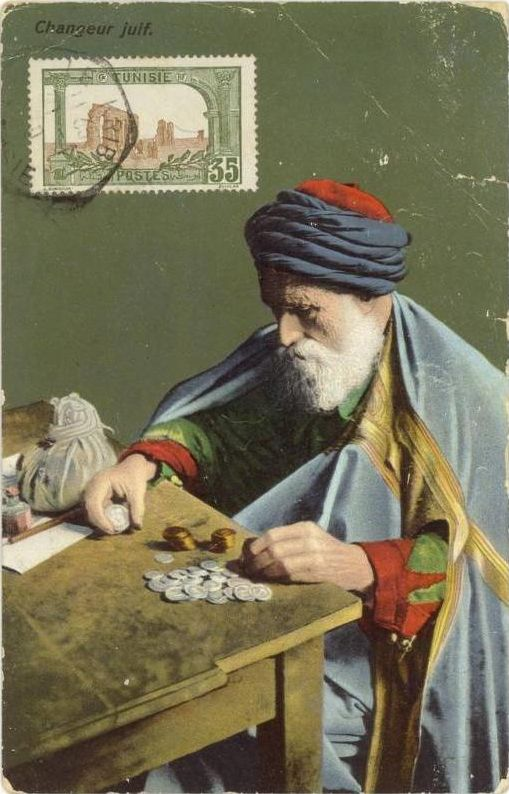
Changeur juif en Tunisie (avant 1910).

En raison de sa position socioculturelle intermédiaire, l'élite juive autochtone francisée s'identifie aux valeurs républicaine et laïque pour refuser l'ordre arabe et musulman existant. Cette position permet à la fois de viser la promotion sociale et culturelle de la communauté et le maintien d'une identité forte grâce à un partenariat avec d'autres communautés et à la garantie offerte par la France. L'idéologie de l'école républicaine suscite aussi un grand enthousiasme au sein de la communauté. En effet, la culture universaliste transmise permet d'éluder la question nationale tout en offrant une échappatoire à la domination via la promotion socioprofessionnelle, après des siècles de relative stagnation, et l'acquisition d'un statut social plus valorisé.

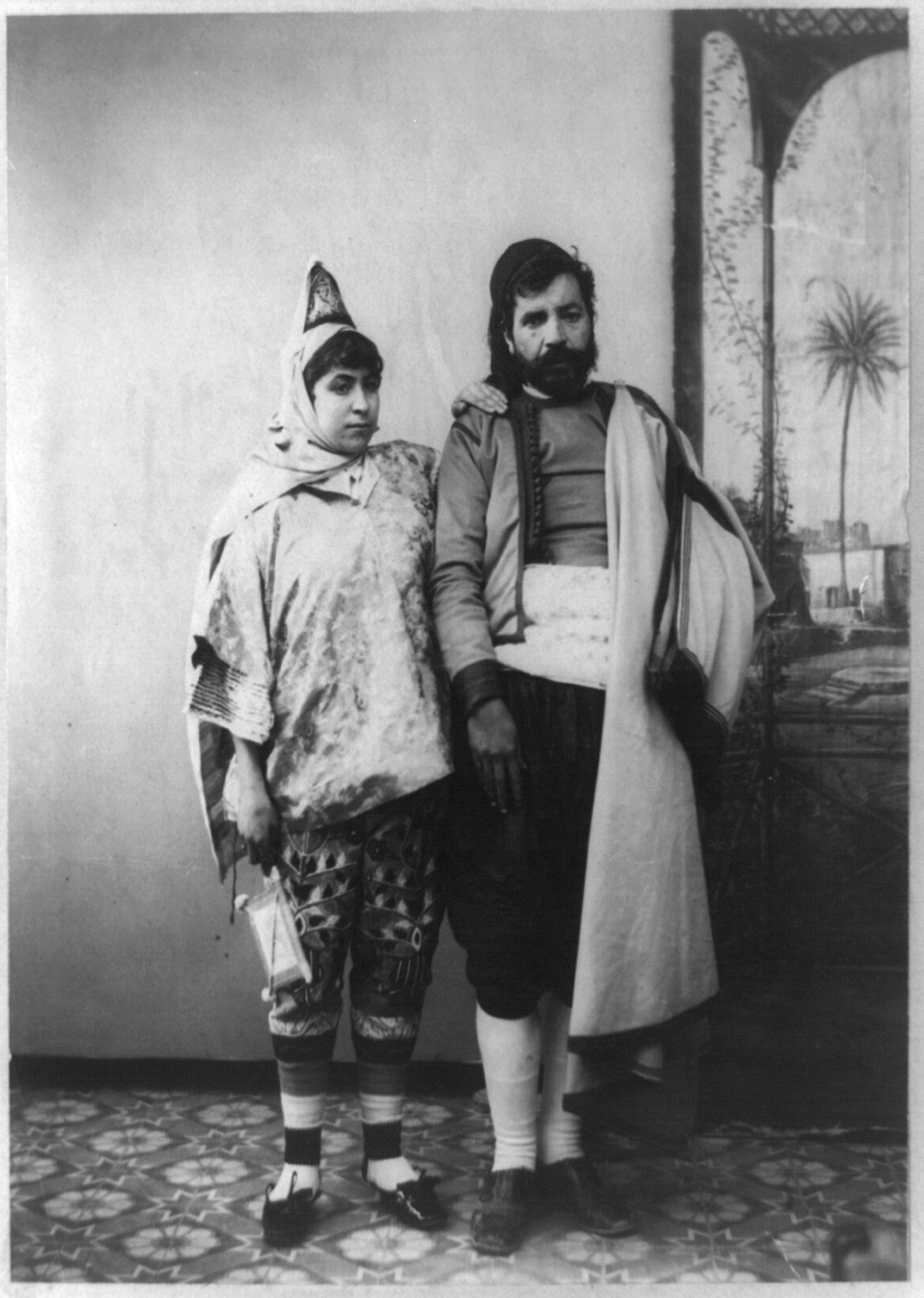
Couple de Juifs tunisiens (début du XXe siècle).

Le décloisonnement relatif de la société, avec l'apparition de lieux de sociabilité indépendants comme l'école, les cafés, le théâtre ou les clubs sportifs, participent de l'affranchissement des individus par rapport à leur groupe et leur religion et du délaissement des formes traditionnelles de la culture judéo-arabe qui perdurent toutefois dans les communautés de l'arrière-pays. Si de nouvelles synagogues sont construites dans toutes les villes, un net recul de la pratique religieuse est constaté, même si cela reste encore le fait d'une minorité parmi les plus aisés et les instruits. Ce phénomène est associé à une diminution de la connaissance de l'hébreu liée à l'absence de son enseignement dans l'école publique, où se rend une large majorité des enfants des deux sexes, même si le Talmud Torah n'a pas disparu dans les grandes villes.

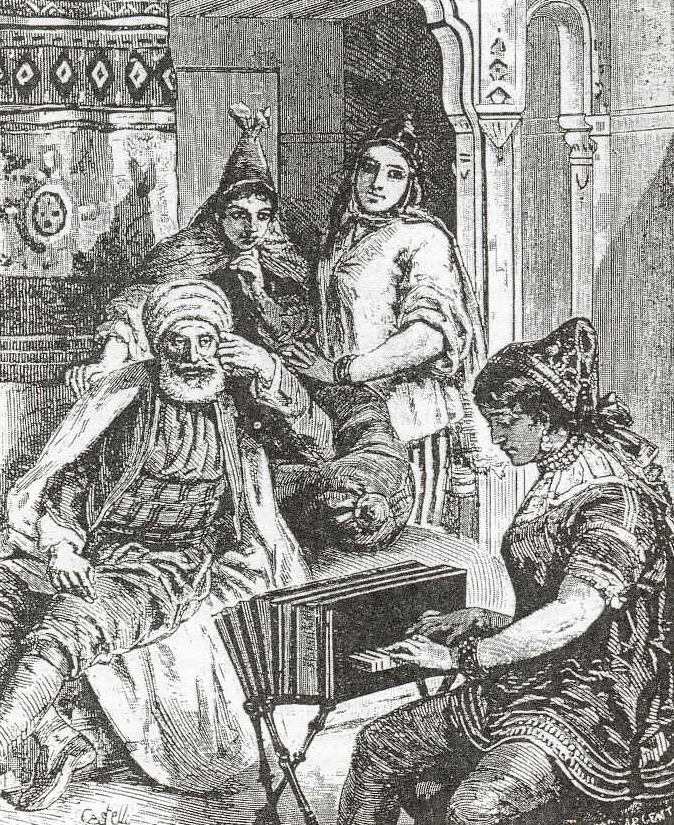
Famille juive de Tunis écoutant de la musique, le samedi soir.

Dès la fin du siècle, les familles disposant de ressources financières suffisantes font poursuivre des études secondaires voire supérieures à leurs enfants. Dans le même temps, la communauté prospère en profitant de l'économie coloniale. Même si les Juifs exercent toujours les métiers traditionnels du commerce, du négoce et de l'artisanat, les jeunes sortant des écoles et des centres d'apprentissage se font de plus en plus embaucher dans les ateliers, les magasins et les bureaux. Ils intègrent aussi le réseau de succursales de banques et d'assurances installées par des sociétés françaises, se lancent dans de nouveaux métiers, participent à la création des premières industries ou constituent des exploitations agricoles.
La part d'employés augmente considérablement car les jeunes qui ont acquis la connaissance du français maîtrisent suffisamment le dialecte arabe pour servir d'intermédiaires entre leurs patrons français et leurs clients tunisiens. Les enfants de la génération suivante sont poussés à aller au-delà de l'instruction primaire et accèdent aux professions libérales, après une formation en France ou en Italie, de médecins, de pharmaciens ou d'avocats,.
Les familles juives occidentalisées abandonnent leurs habitations traditionnelles (oukalas) de la Hara de Tunis pour s'installer dans des appartements individuels en bordure de celle-ci ou, pour les plus aisés, dans les nouveaux quartiers de Tunis. Ces transformations économiques conduisent à une restructuration de la société juive : une bourgeoisie commerciale, industrielle voire agricole, une autre libérale (avocats, médecins, pharmaciens et architectes), une classe moyenne (commerçants, artisans, employés et fonctionnaires), une classe ouvrière encore réduite et une masse de journaliers sans qualification, de malades et d'infirmes aux moyens modestes qui ne survivent que par les subsides de la communauté ; ces derniers se retrouvent notamment dans la Hara.

### Intégration culturelle

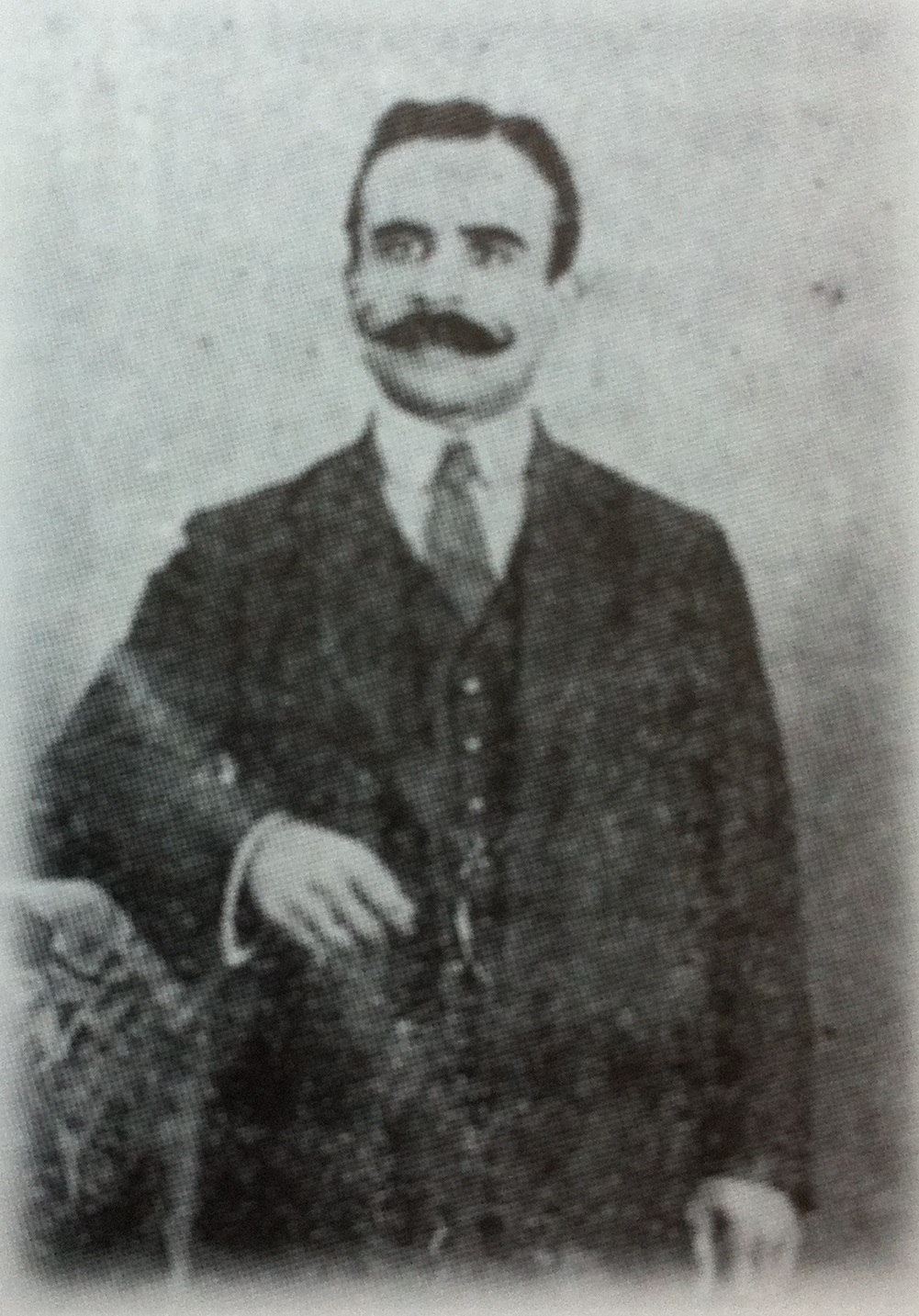
Makhlouf Nadjar (1888-1963), écrivain, journaliste et directeur de théâtre de Sousse.

La scolarisation participe aussi de l'acculturation des nouvelles générations. Ainsi, le français devient la langue maternelle au même titre que l'arabe, quand il ne le remplace pas, et permet au quotidien l'émancipation et la mobilité sociale des individus,. Dans le même temps, l'adoption de prénoms européens aux dépens des prénoms hébreux ou arabes, l'adoption du vêtement européen, l'acceptation des rythmes de travail hebdomadaires, la distanciation à l'égard des croyances et pratiques superstitieuses partagées avec les musulmans se répandent. Les femmes s'émancipent aussi par le changement de costume, mais à moins vive allure que les hommes et avec des décalages intergénérationnels et intrafamiliaux.
Simultanément, l'autorité maritale et paternelle se module du fait du développement de l'instruction féminine, de la diffusion croissante des valeurs modernistes et de la plus grande instruction des nouvelles générations. De plus, l'âge au mariage se relève, les unions consanguines se font plus rares et celles entre Twansa et Granas plus fréquentes, la famille nucléaire s'éloigne de la famille élargie, etc.

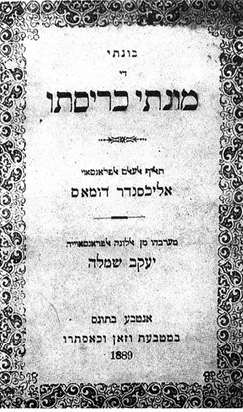
Première page du Comte de Monte-Cristo en sept volumes traduit en judéo-arabe par le céramiste et journaliste Jacob Chemla (1889).

Avec la diffusion de l'imprimerie hébraïque de Tunis, quelques années après l'établissement du protectorat, une ère nouvelle d'importante activité intellectuelle et sociale s'ouvre, que ce soit dans le domaine de la poésie, de l'essai en prose ou du journalisme. Certaines personnes y trouvent leur vocation en tant que rimailleur, chansonnier, conteur, essayiste ou journaliste. Plus de 25 publications périodiques en judéo-tunisien voient le jour même si ce phénomène s'éteint rapidement après la Première Guerre mondiale,. Des ouvrages religieux, de littérature arabe ou dérivés du folklore sont publiés, tout comme des traductions de la littérature européenne et des créations originales.

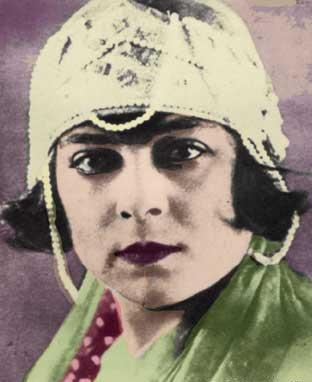
Habiba Msika.

D'autres écrits, souvent de longues ballades ou des récits rimés, décrivent des événements liés à la communauté, qu'ils soient du domaine de la vie sociale, culturelle ou domestique, mais aussi et surtout les changements des mœurs et des comportements d'une communauté plus moderne. Diffusés soit sous forme de feuilles volantes soit en petites brochures, ces textes sont parfois écrits avec une transcription très approximative en caractères latins, mais toujours construit sur un air populaire. Rapidement, des genres poétiques locaux traditionnels sont apparus,. Dans une bibliographie commentée établie entre 1904 et 1907 par Eusèbe Vassel, ce dernier recense des pièces poétiques comme celles du pionnier et prolifique Simah Levy. Vassel cite également Haï Vita Sitruk et Malzouma sur les déceptions de ce monde rédigé par un auteur resté anonyme. Ainsi, des centaines de poésies populaires, d'abord composées à Tunis, puis dans d'autres communautés telles que celles de Djerba et de Sousse, racontent les traditions juives, d'une manière nouvelle, que certains auteurs traditionalistes considéreront comme « menaçante ». Un théâtre Cohen ouvre ses portes en 1888 à Tunis.
Mais ces créations ont aussi, pour la première fois sous forme imprimée, permis la diffusion de textes lyriques ou romantiques, fortement influencés aussi bien par la production locale que par celle arabo-musulmane venant d'Égypte, qui est très populaire à cette époque en Tunisie. Dans la même période, des artistes juifs comme Leïla Sfez, Habiba Msika ou Cheikh El Afrit accèdent à une large notoriété et contribuent au renouveau de la musique tunisienne,. Un changement culturel a aussi lieu avec l'apparition d'artistes-peintres comme Moses Levy, Maurice Bismouth, David Junès et Jules Lellouche. Albert Samama-Chikli réalise quant à lui le premier court métrage de l'histoire du cinéma tunisien, Zohra, en 1922.

### Assimilation difficile

#### Première Guerre mondiale

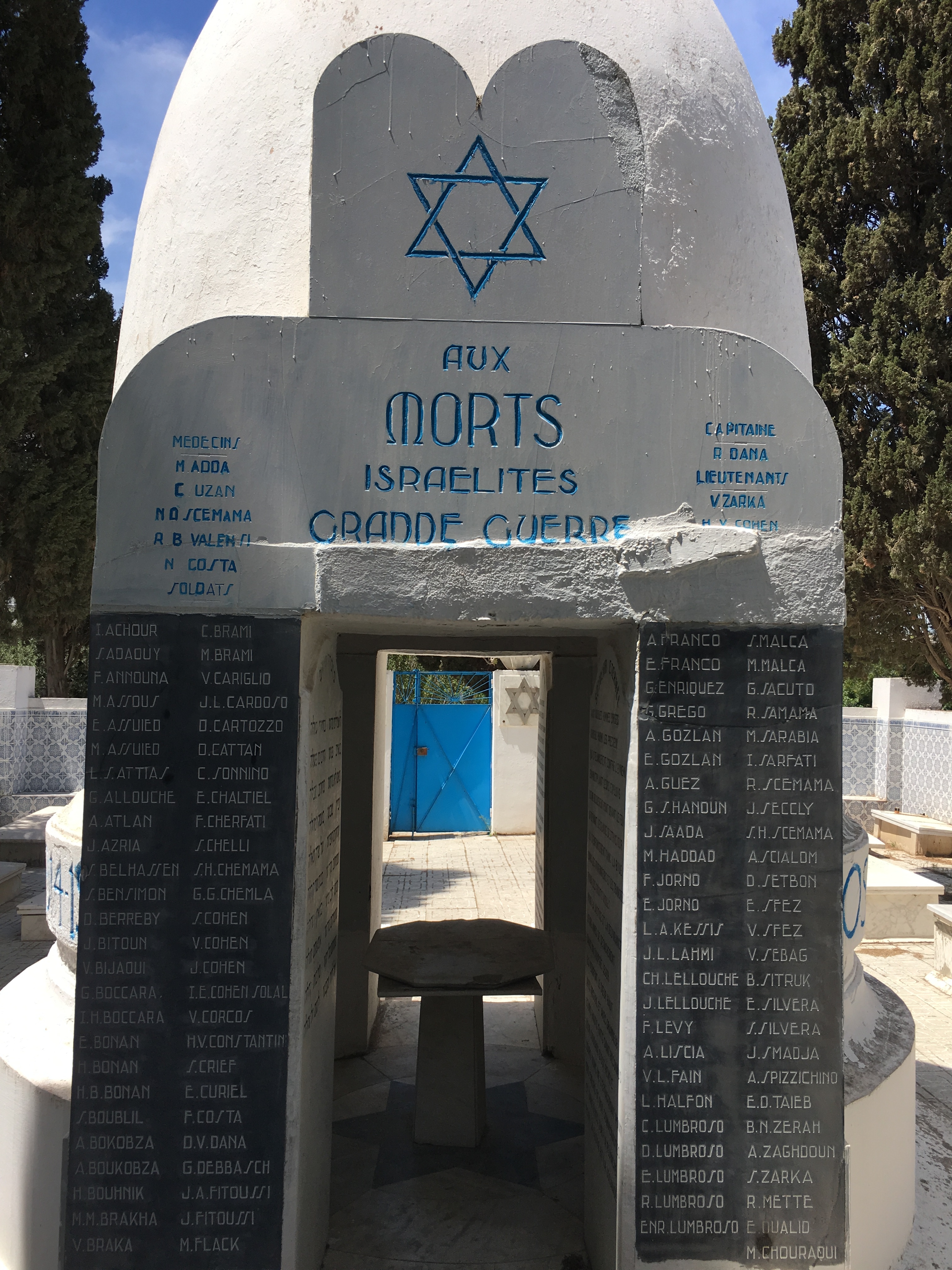
Monument aux morts du cimetière du Borgel à Tunis.

Durant la Première Guerre mondiale, les Juifs tunisiens ne sont pas mobilisables en raison de la législation en vigueur, contrairement aux musulmans. Dès lors, ils paraissent épargnés par un conflit touchant les autres éléments de la population et voient même leurs affaires prospérer en raison de l'élévation des prix due à la rareté des marchandises, ce que dénonce la presse locale. Entre le 21 et le 26 août 1917, des soldats tunisiens se livrent, simultanément à Tunis, Bizerte, Sousse, Sfax et Kairouan, à des expéditions punitives contre les Juifs. Les autorités du protectorat imputent aussitôt la responsabilité des troubles aux « traditions » et font adopter par décret beylical du 29 août le délit de « provocation à la haine ou au mépris de l'une des races vivant dans la Régence ». De nouvelles échauffourées se produisent à la fin de la guerre, notamment le 13 novembre 1918 à Tunis. Mis à part de nouvelles émeutes antijuives liées à la question palestinienne, principal sujet de friction à partir de la tenue du Congrès de Jérusalem en 1931, ou nées de conflits personnels comme à Sfax en août 1932, la communauté connaît une période de paix sociale et d'essor exceptionnelle. L'adoption des mœurs et de la culture françaises s'intensifie et l'occidentalisation se traduit par l'adoption de nouveaux modèles familiaux et la sécularisation.

#### Entre-deux-guerres

Boulangers et Juifs à Kairouan (1923).

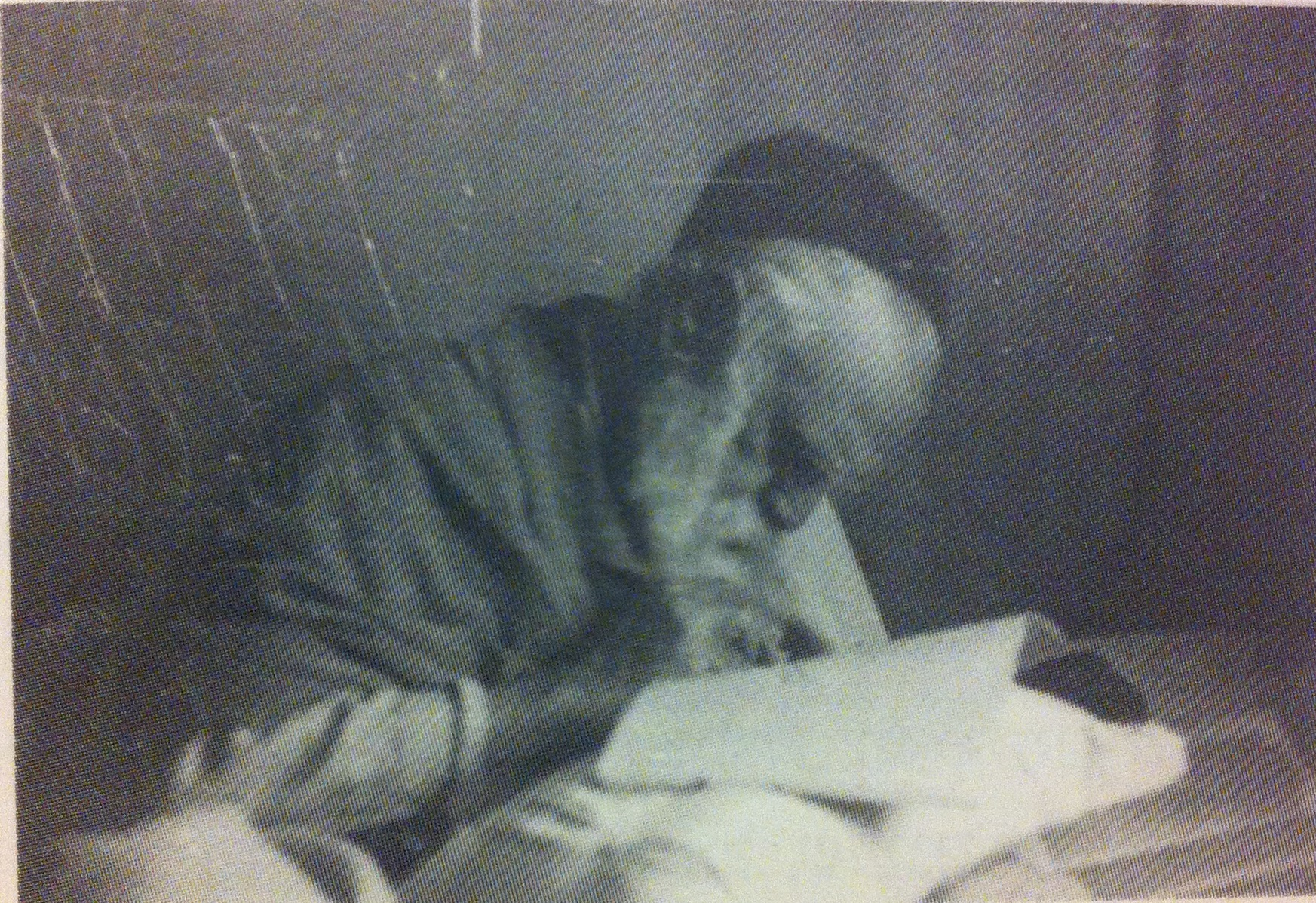
Messaod Maarek, écrivain juif en judéo-tunisien et journaliste (années 1930).

Après la guerre, le comité d'administration de la Caisse de secours et de bienfaisance de Tunis est remplacé par un Conseil de la communauté israélite désigné en vertu du décret beylical du 30 août 1921. Un collège de soixante délégués, élu tous les quatre ans par la population juive de Tunis sans distinction de nationalité, est chargé de nommer ses membres en assurant une représentation proportionnelle des Granas et des Twansa. Chargé des questions du culte et de l'assistance, il propose aussi un candidat pour le poste de grand-rabbin, dont l'autorité s'étend aux deux rites. Toutefois, il reste placé sous le contrôle du secrétaire général du gouvernement et les Granas continuent de former une communauté distincte en gardant leur conseil communautaire. De plus, ces changements n'affectent pas l'organisation des autres communautés du pays.
La communauté est dans le même temps représentée progressivement dans toutes les instances consultatives du territoire : sièges réservés dans les chambres économiques, les conseils municipaux et le Grand Conseil (quatre sièges sur 41 dans la section tunisienne). Ainsi, si la communauté ne constitue qu'une faible minorité de la population tunisienne — moins de 2,5 % en 1936 dont près de 60 % habitent la capitale — elle possède néanmoins tous les droits d'une minorité.
La loi Morinaud du 20 décembre 1923 — dont le vote résulte de considérations tactiques visant à inverser le ratio démographique entre ressortissants français et italiens ayant afflué après la Première Guerre mondiale — facilite encore les conditions d'accès à la nationalité française. Désormais, les Tunisiens peuvent être naturalisés s'ils remplissent l'une des conditions suivantes : avoir accompli un engagement volontaire dans l'armée française, avoir obtenu un diplôme de l'enseignement secondaire, avoir conclu un mariage avec une Française ou une étrangère dont sont issus des enfants ou avoir rendu des « services importants » à la France.
Des Juifs demandent et obtiennent leur naturalisation mais le rythme annuel des naturalisations, élevé entre 1924 et 1929 (culminant à 1 222 en 1926), commence à diminuer entre 1930 et 1933 en passant sous la barre des 500, pour s'effondrer à moins de 100 à partir de 1934,.

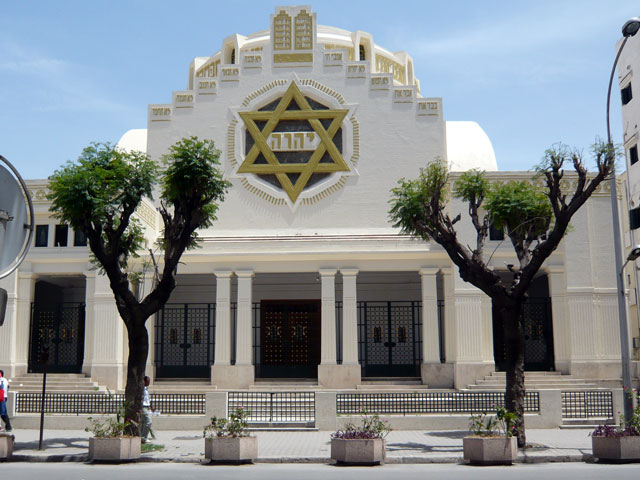
Façade de la Grande synagogue de Tunis.

Encouragée par les assimilationnistes, cette évolution est freinée par différents courants : les traditionalistes pour qui elle accélère la déjudaïsation, les sionistes qui militent en faveur d'une solution nationale de la question juive, les marxistes qui souhaitent que les Juifs lient leur destin à celui de leurs compatriotes musulmans, les nationalistes tunisiens qui les considèrent comme des traîtres mais aussi les autorités françaises, notamment les services de la résidence générale, conscientes que le ratio démographique s'équilibre peu à peu ; on peut aussi penser que les Juifs tunisiens s'accommodaient de leur condition juridique. Au début de la Seconde Guerre mondiale, 6 667 naturalisations ont donc été enregistrées à partir de 1924. La nouvelle Grande synagogue de Tunis, située au cœur de la ville moderne, est terminée en décembre 1938 sur l'initiative du groupe du journal La Justice, qui y voit « l'affirmation de la fin des discriminations et de l'égalité avec les autres habitants de la cité ».

### Courants politiques et d'opinion

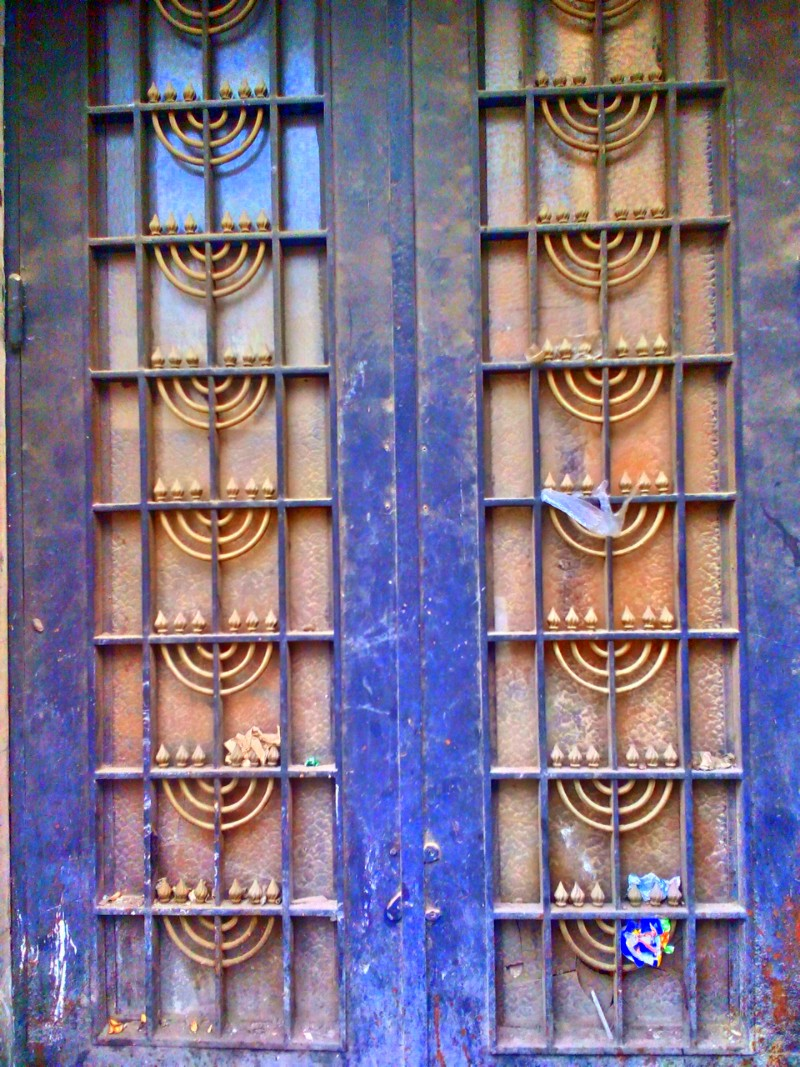
Porte du quartier de Lafayette à Tunis (2017).

De par sa formation intellectuelle, l'élite juive parvient difficilement à s'identifier aux masses arabes. Avec l'arrivée au pouvoir en France du Front populaire et la montée de l'antisémitisme au cours des années 1930, un nombre croissant de jeunes décident de s'engager dans les syndicats et les partis de gauche, dans un contexte favorable au « socialisme colonial ». Ce dernier vise l'égalité de tous, dans le respect de l'existence de chaque communauté garantie par la France, et la disparition des classes sociales existant au sein de chaque communauté mais qui hiérarchisent surtout celles-ci entre elles. C'est pourquoi une proportion importante de Juifs d'origine bourgeoise figure parmi les dirigeants du Parti communiste tunisien dès sa formation.
Or, cet idéalisme méconnaît les identités religieuse et linguistique des musulmans sur lesquelles s'appuient le Destour puis le Néo-Destour pour forger une identité nationale qui ne peut qu'exclure les Juifs, même si le mouvement nationaliste ne peut nier le droit à la détermination nationale des Juifs sans affecter sa propre revendication nationale. Il reste donc apprécié « du dehors, tantôt avec suspicion, tantôt avec respect » même si une infime minorité se rallie au mouvement national, comme Guy Sitbon.
Les éléments traditionalistes, hostiles au « modèle français » et à l'assimilation, se tournent plutôt vers le sionisme qui émerge alors en Europe. En 1910, la première organisation sioniste, Agoudat Tsion (Union sioniste), est fondée à Tunis. Cette idéologie pénètre dans toutes les couches de la communauté via l'implantation pendant l'entre-deux-guerres de plusieurs courants luttant notamment contre les institutions communautaires : les nationalistes socialistes (Tzéïré-Tzion et Hashomer Hatzaïr), les nationalistes (Parti sioniste révisionniste et son organisation de jeunesse Betar), les religieux (Agoudat Israel, Torah Va'Avodah et son organisation de jeunesse Bnei Akivah, Daber Ivrit à Djerba), les sionistes généraux (Organisation sioniste de Tunisie) et les indépendants (Tseirey o'avey Tsion à Sfax). À l'opposé des autres tendances, le sionisme est reconnu officiellement et organisé en associations et en partis. Malgré les importantes difficultés dans les relations entre ces divers courants, douze organisations s'unifient en 1920 dans une Fédération sioniste de Tunisie, reconnue par les autorités du protectorat, et largement dominée par son aile révisionniste. Associant parfois les notables communautaires à son action, elle développe notamment des mouvements de jeunesse et l'enseignement de l'hébreu, permettant ainsi le développement d'une identité politique et sociale moderne, mais ne cherche pas à promouvoir l'émigration des Juifs vers la Palestine qui reste inexistante.

### Presse

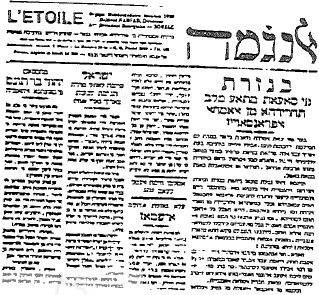
Al-Nejma (L'Étoile), journal en judéo-tunisien publié à Sousse par Makhlouf Nadjar en 1920-1961.

Une presse variée, publiée en judéo-tunisien, en hébreu ou en français, permet l'expression des différents courants traversant la population juive de Tunisie, la période la plus florissante courant des années 1880 à la Première Guerre mondiale. L'absence d'imprimerie hébraïque a conduit à publier les premières feuilles à Livourne en 1878 ou à Paris en 1885, avant de passer le relais à Tunis et Sousse à partir de 1886. Les divers titres, ne paraissant souvent que quelques années, couvrent l'actualité politique mais aussi culturelle, sans compter les revues humoristiques. On peut citer les journaux Al-Shams (Le Soleil, 1885), Al-Sadr (1886) imprimé en caractères hébreux et arabes, Al-Bustan (Le Verger, 1888-1906), Al-Nahala (L'Abeille, 1891), Al-Haqika (1895-1896), Al-Astawa (1909-1911), Al-Watan (La Patrie, 1920-1921) ou Al-Fajr (La Joie, 1912-1915), considéré comme le meilleur journal juif de Tunis à l'époque,,.
Dans l'entre-deux-guerres, si les publications en judéo-tunisien continuent de voir le jour, à Tunis ou Sousse, les journaux sont moins nombreux. Le journal Al-Nejma (L'Étoile) qui est imprimé à Sousse par Makhlouf Nadjar reste largement diffusé dans tout le Maghreb jusqu'en 1961, et figure le dernier hebdomadaire judéo-arabe d'Afrique du Nord,.
Dans ce contexte, la presse francophone gagne en importance : parmi les titres phares figurent La Province tunisienne (imprimée à Livourne), Le Phonographe, L'Égalité (1911-1934) de tendance traditionaliste, La Justice (1907-1935), plus moderniste, mais aussi La Voix des Juifs ou L'Écho juif.
Le mouvement sioniste bénéficie également de ses propres parutions, comme La Voix de Sion (à partir de 1913), La Voix juive (1920-1921), La Voix d'Israël (1920-1930) et Le Réveil juif qui est proche du révisionnisme,. Haïm Saadoun juge ces dernières particulièrement puissantes en raison de la concurrence faite à l'ensemble de la presse, notamment juive. Les quotidiens d'informations générales, comme Le Petit Matin et La Presse de Tunisie, s'ils appartiennent à des Juifs, tendent à s'adresser plus largement à l'ensemble du lectorat francophone.

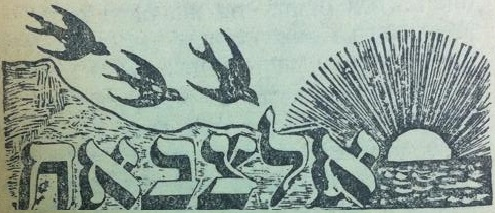
Quotidien Al-Sabah publié en judéo-tunisien entre 1904 et 1940.
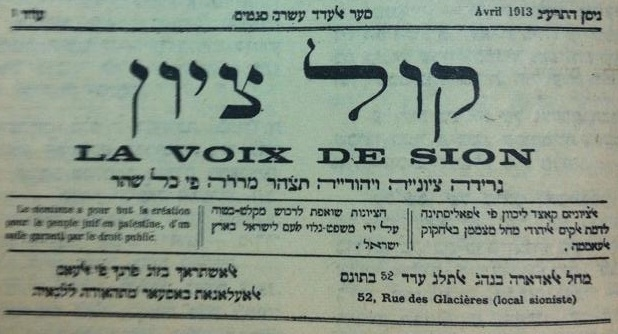
La Voix de Sion (קול ציון), journal sioniste juif-tunisien en judéo-arabe (avril 1913).
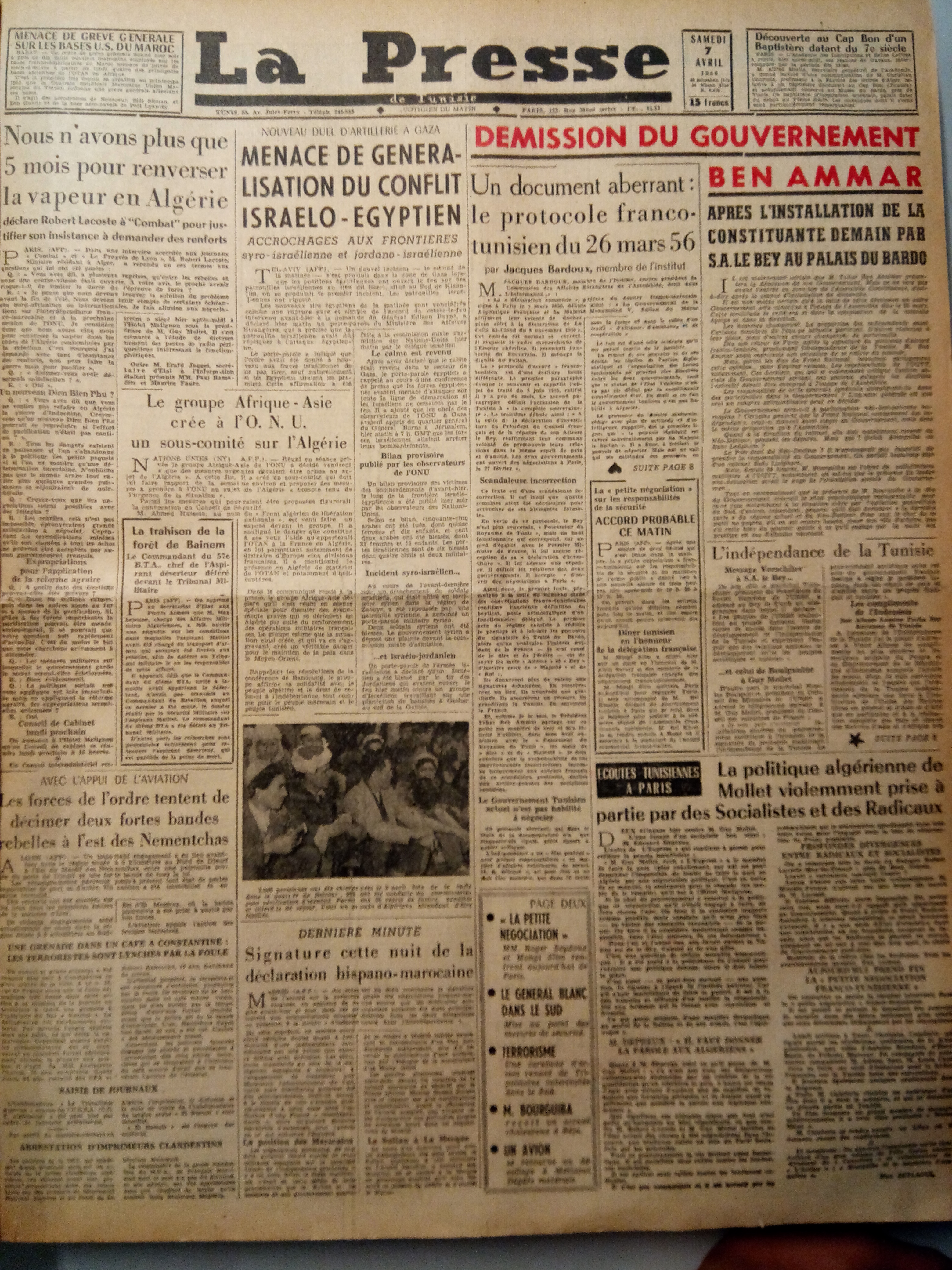
Quotidien La Presse de Tunisie publié en français (1956).

### Seconde Guerre mondiale

#### Discrimination sous le régime de Vichy

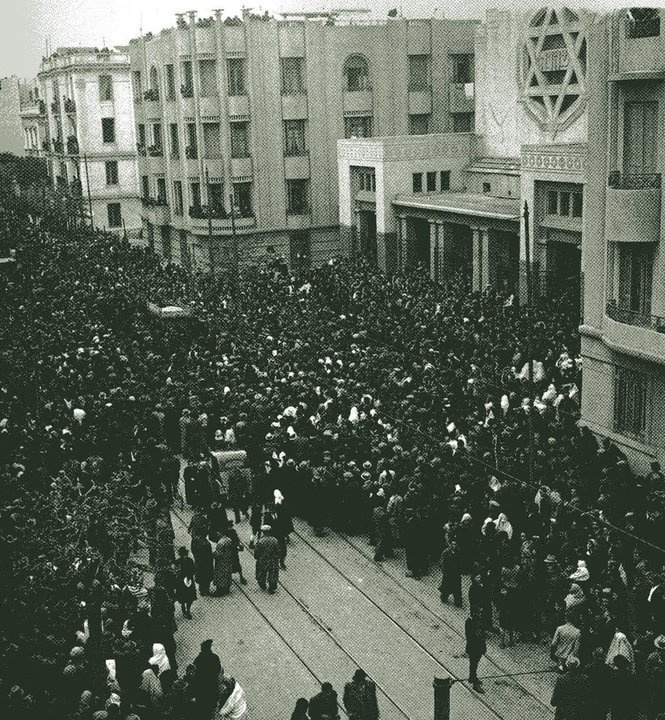
Obsèques du rabbin Yacob Boccara (1843-1941) devant la Grande synagogue de Tunis (1941).

Après l'établissement du régime de Vichy, les Juifs font l'objet des mesures discriminatoires édictées en France : l'article 9 du Statut des Juifs du 3 octobre 1940 indique que les lois antisémites sont applicables aux « pays de protectorat », et donc en Tunisie où elles s'appliquent « à tout israélite tunisien comme à toute personne non tunisienne issue de trois grands-parents de race juive ou à deux grands-parents de même race si le conjoint est lui-même juif ».
Ahmed II Bey, après avoir mollement résisté, signe le premier décret beylical le 30 novembre : il les exclut de la fonction publique et des professions touchant à la presse, à la radio, au théâtre et au cinéma, en permettant toutefois la publication d'un « Journal israélite de Tunisie », rôle endossé par Le Petit Matin à partir du 15 décembre. Il impose aussi un numerus clausus pour l'exercice des professions libérales mais il n'est jamais appliqué en ce qui concerne les médecins, qui ne peuvent exercer qu'auprès des Juifs, les dentistes, les pharmaciens et les architectes.
Le 19 mai 1941, lors du pogrom de Gabès, plusieurs membres de la communauté juive locale sont assassinés,. Le décret du 5 juin 1941 dissout les associations de jeunesse et celui du 29 septembre dissout le Conseil de la communauté israélite de Tunis et le remplace par un Comité d'administration nommé. Le recensement des Juifs et de leurs biens est décrété le 26 juin 1941. Par ailleurs, la loi du 22 juillet 1941, concrétisée par le décret du 12 mars 1942, permet au secrétaire général du gouvernement de nommer des administrateurs provisoires pour toute entreprise, biens ou valeurs, appartenant à des Juifs « en vue d'éliminer toute influence juive dans l'économie nationale ». Enfin, l'accès à l'enseignement secondaire leur est limité.

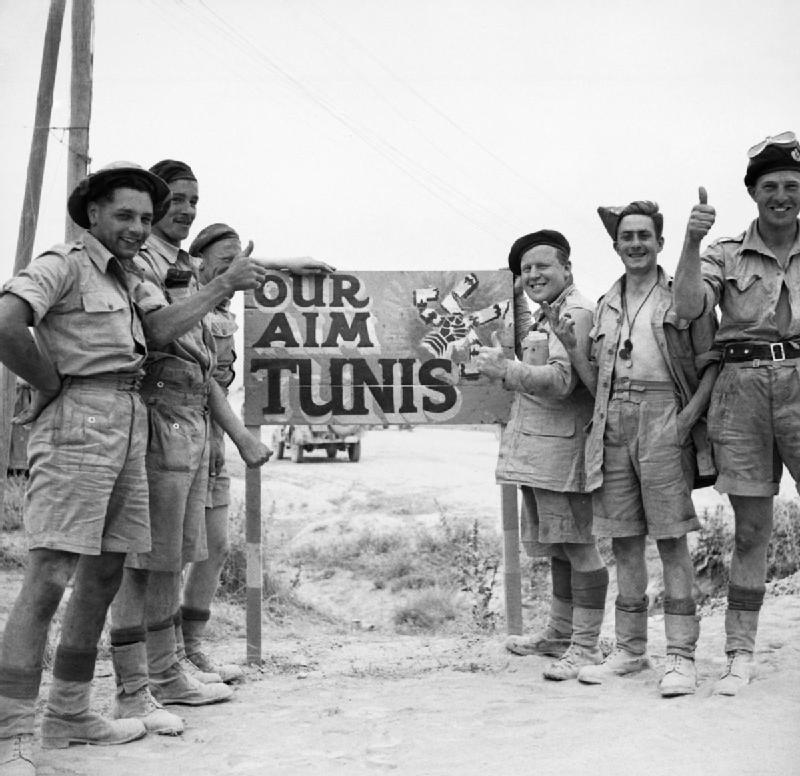
Sixième division blindée voulant atteindre Tunis (mai 1943).

C'est alors que la Tunisie est occupée par les armées de l'Axe à la suite de l'opération Torch lancée par les alliés le 8 novembre 1942. Toutefois, les Juifs de Tunisie ne sont pas contraints de porter l'étoile jaune, malgré la demande des forces d'occupation, car le texte préparé par la résidence générale et signé en février 1943 n'est jamais entré en vigueur, ce qui est notamment le fait des pressions de Moncef Bey qui désapprouve publiquement les mesures antisémites dès son intronisation le 19 juin 1942 ; le Parti populaire français (PPF) pétainiste, l'impose toutefois brièvement à Sousse.
Les Juifs italiens, frappés dès la fin 1938 par les lois raciales de l'Italie fasciste et soumis à la pression des autorités consulaires, adhèrent aux organisations fascistes sous peine d'être considérés comme des ennemis. En retour, nombre d'entre eux exercent des fonctions dirigeantes dans les institutions des Italiens de Tunisie. Pourtant, certains soutiennent un quotidien d'information antifasciste, faisant de Tunis « l'un des centres les plus vivants de l'antifascisme italien hors d'Italie ». Sous l'occupation allemande, ils sont en revanche épargnés à la demande des autorités mussoliniennes « comme si leur italianité était plus importante que leur judéité », selon les termes de Paul Sebag. Ces dernières craignent aussi que ces mesures ne renforcent la présence française en Tunisie : le nombre de Juifs italiens en Tunisie n'est évalué qu'à 3 000 personnes installées surtout à Tunis et rattachées à la bourgeoisie aisée et cultivée.

#### Occupation allemande

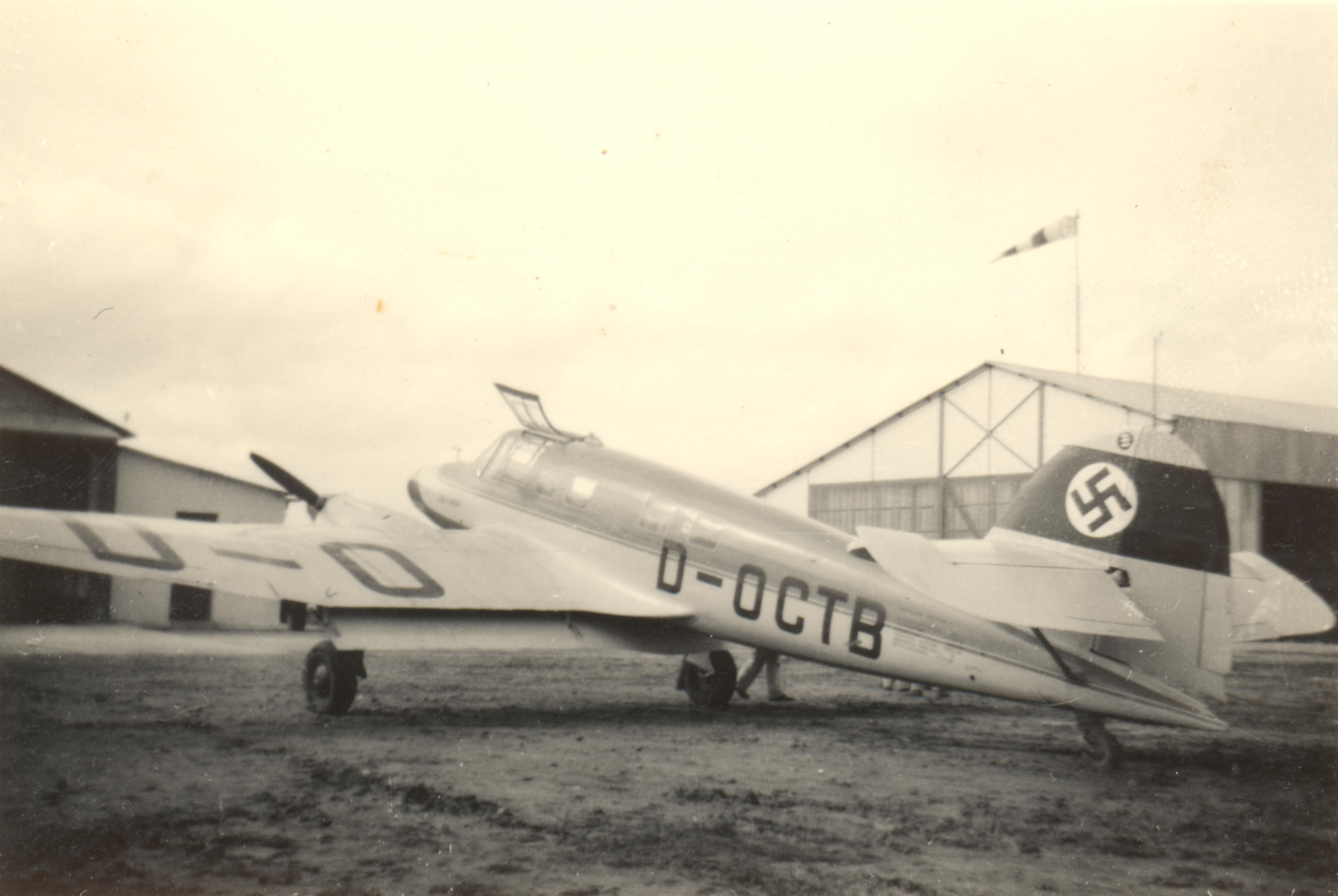
Avion allemand en Tunisie (1939).

Durant les six mois d'occupation, outre les pénuries alimentaires et les bombardements subis par toute la population tunisienne, la population juive doit supporter le poids des réquisitions militaires et se voit frappée d'exorbitantes amendes collectives. Les communautés du Sud, à Djerba et Gabès en particulier, doivent verser près de 70 kilos d'or composés notamment des bijoux des femmes qui étaient pour beaucoup leur seule fortune, en raison de leurs ressources en espèces limitées.
Des logements à Tunis, particulièrement ceux occupés par des Juifs, sont réquisitionnés par les Allemands et leurs habitants expulsés manu militari. Le mobilier de ces habitations est envoyé en Allemagne par bateau.

##### Travail obligatoire

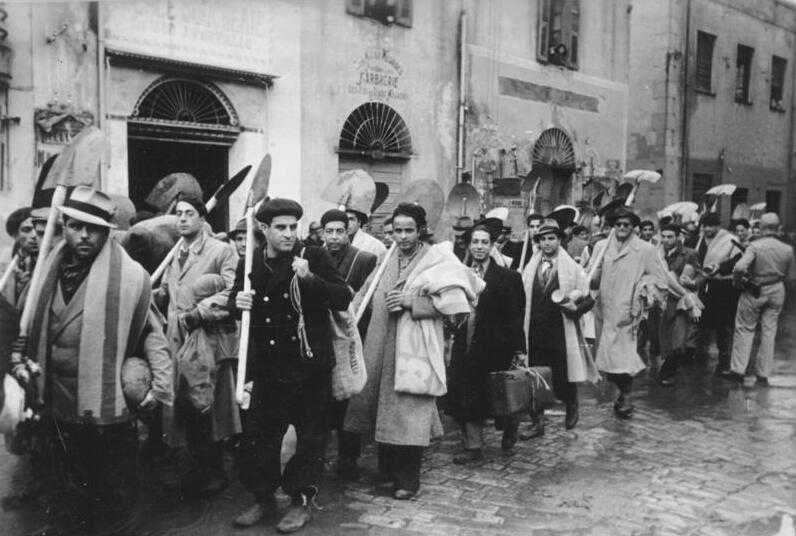
Colonne de Juifs conduits au travail obligatoire (décembre 1942).

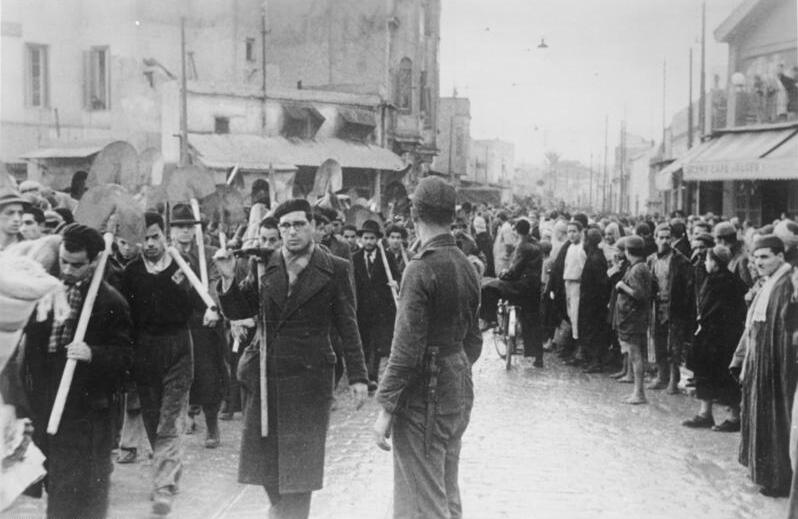
Colonne de Juifs réquisitionnés sous les yeux de la population locale (1942).

Le 23 novembre, un certain nombre de personnalités juives sont arrêtées. Devant la protestation du résident général Jean-Pierre Esteva, le ministre plénipotentiaire allemand Rudolf Rahn lui signifie « que les questions juives ne relèveraient plus de l'administration française » ; ces personnalités sont finalement libérées le 29 novembre.
La population juive se voit aussi imposer le travail obligatoire comme en témoigne Albert Memmi : le haut commandement allemand convoque le 6 décembre le président du Comité d'administration Moïse Borgel et le grand-rabbin Haïm Bellaïche à la Kommandantur. Le colonel SS Walter Rauff leur indique que le Comité d'administration est dissous et remplacé sans délai par un nouveau comité présidé par le grand-rabbin, qu'il doit fournir le lendemain matin une liste de 2 000 Juifs âgés de plus de 18 ans pour travailler au service des forces occupantes et qu'il prendra en charge le ravitaillement, l'habillement et l'outillage des travailleurs, ainsi que les allocations pour les familles.
À la suite d'une prorogation du délai fixé, le nombre de travailleurs à fournir passe à 3 000 mais, le 9 décembre au matin, seuls 125 hommes se présentent. Rauff se rend alors à la Grande synagogue de Tunis, y fait irruption et arrête tous ceux qui s'y trouvent, ainsi que tous les Juifs qui passent à proximité. Les rafles continuent durant la journée, comme aux abords de l'école de l'Alliance israélite universelle. Le Comité d'administration décide donc d'appeler au travail les Juifs âgés de 18 à 27 ans, ce qui apaise Rauff qui ne donne pas suite à ses menaces contre les volontaires et les raflés, mais fait arrêter cent notables juifs pour servir d'otages et être fusillés en cas de désobéissance,. Dans l'après-midi, un millier de Juifs se présentent avant d'être répartis par groupe de cinquante et embarqués vers leurs lieux de destination. Le soir même, la première victime juive, Gilbert Mazouz (19 ans), ne pouvant avancer assez vite en raison d'un léger handicap, est abattue par un officier allemand sur la route du camp de Cheylus.
Au fur et à mesure de l'arrivée des travailleurs, les otages sont libérés, entre le 14 décembre et le 17 janvier. Les communautés de Sousse et de Sfax fournissent aussi des travailleurs qui ne sont cependant pas internés dans des camps. La communauté fournit donc la totalité du financement des camps et subvient aux besoins des plus de 5 000 hommes — âgés entre quinze et 45 ans et capables de travailler — transférés dans des camps de travail à Bizerte, Mateur, Zaghouan, Enfida, Kondar ou dans la région de Tunis. Les conditions de vie y sont très difficiles, dans des zones pilonnées par l'aviation alliée, et une soixantaine de personnes y meurent au cours de leur détention, parfois à la suite d'exécutions sommaires. Les camps sont finalement abandonnés pendant la débâcle allemande face aux alliés en avril 1943.

##### Application de la Solution finale

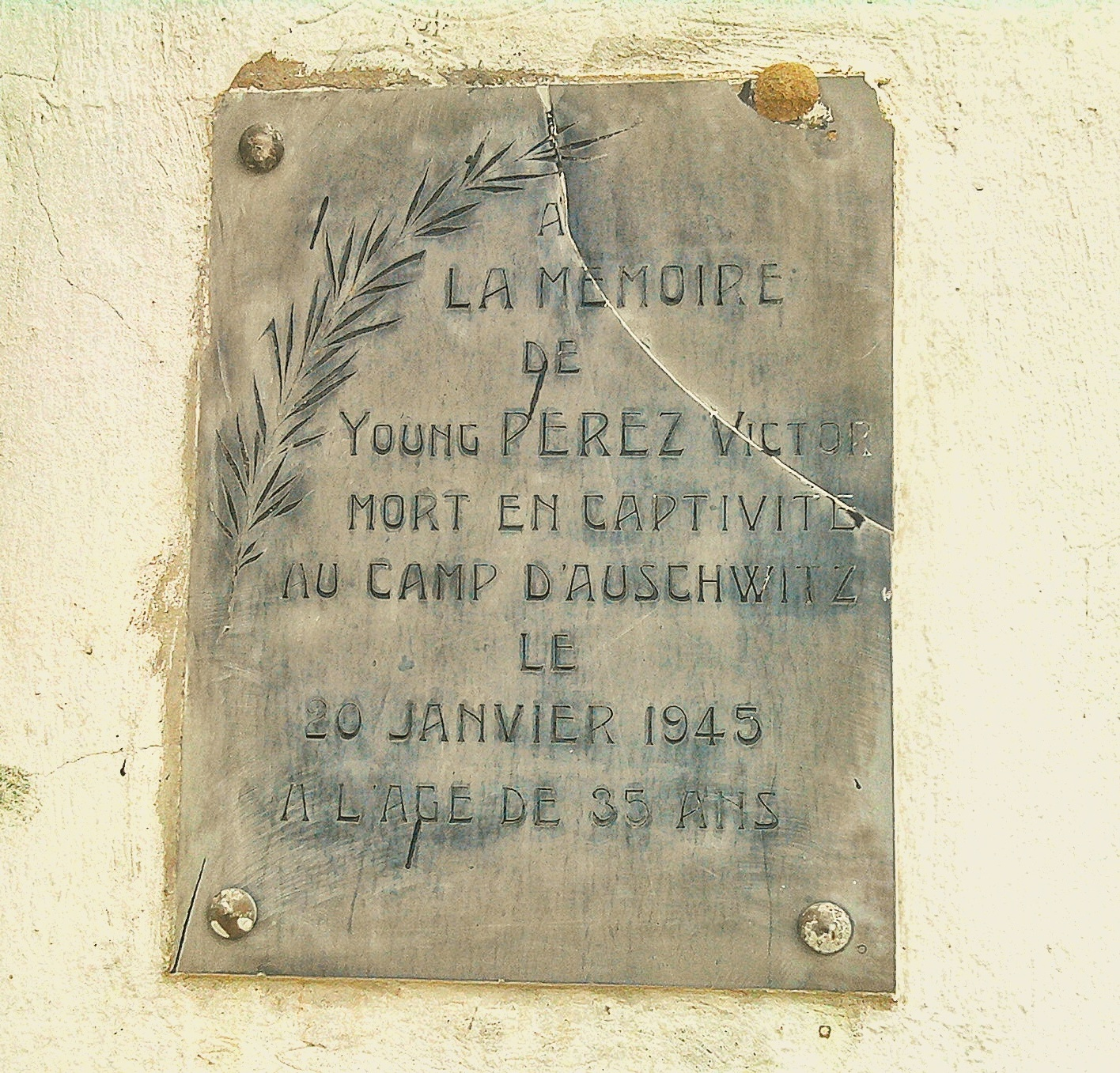
Plaque au cimetière du Borgel à Tunis, en mémoire de Young Perez, champion du monde de boxe en 1931.

Durant cette période, la Tunisie ne connaît qu'un seul cas de déportation, vers les camps de concentration d'Allemagne, d'Autriche ou de Pologne, organisé par voie aérienne en avril 1943 et ce en raison du manque de navires et d'avions mobilisés pour des besoins militaires plus pressants. 17 déportés n'en sont pas revenus selon la liste du monument aux morts du cimetière du Borgel, où figure aussi le boxeur Young Perez, champion du monde poids mouches, arrêté en France, déporté et abattu au cours des marches de la mort le 22 janvier 1945.
C'est pourquoi les forces allemandes veulent exterminer les Juifs en les fusillant, objectif empêché par le faible nombre de SS à disposition. Quant aux tentatives de pousser la population musulmane au pogrom, elles échouent grâce à l'action de dignitaires, comme Aziz Djellouli, le grand vizir M'hamed Chenik et Mahmoud El Materi, à la désapprobation du résident général Esteva qui fait part aux Juifs de sa « compréhension » ou de sa « sympathie », à la sollicitude de Moncef Bey et à la répugnance du Néo-Destour à attiser les haines raciales. Les manifestations d'hostilité et de collaboration restent au total assez rares, la majorité de la population faisant preuve de réserve.
Par ailleurs, Rudolf Rahn, qui publie ses mémoires après la guerre, justifie alors dans une note du 24 décembre 1942 « l'inopportunité des pillages de boutiques et des pogroms tant que les troupes allemandes n'auront pas atteint la frontière algérienne », ce qui n'empêche pas des soldats allemands de pénétrer en janvier dans la Hara de Tunis pour violer des femmes et saisir leur argent et leurs bijoux.
Il semble donc que ce sont les combats incessants puis la victoire finale des Alliés qui ont empêché les forces allemandes de continuer d'appliquer la solution finale aux Juifs de Tunisie. Les noms des victimes juives tunisiennes de la Shoah sont listés dans l'exposition Shoah au musée national Auschwitz-Birkenau (46 sont morts dans les camps de travail forcé en Tunisie et 160 Juifs de Tunisie vivant en France ont été déportés vers les camps de la mort). Toutefois, selon Victor Hayoun, ce sont plus de 700 Juifs d'origine tunisienne qui auraient été tués durant la Shoah : 50 dans les camps tunisiens de travail forcé, 390 d'une autre manière en Tunisie et 365 dans les camps de la mort, principalement à Auschwitz.
Certains Juifs se sont engagés dans les réseaux de résistance, comme Georges Attal, Maurice Nisard ou Paul Sebag, ou comme l'aviateur français libre Max Guedj (mort en mission) et certains sont déportés comme Lise Hannon ou le père de Serge Moati. Des personnalités musulmanes, comme Mohamed Tlatli à Nabeul, Ali Sakkat à Zaghouan et Khaled Abdul-Wahab à Mahdia, aident ou protègent eux aussi des Juifs au péril de leur vie. Moncef Bey lui-même aide et cache des Juifs dans ses propriétés, tout comme le font des membres de sa famille et des dignitaires dont Chenik, Bahri Guiga et El Materi, le bey ayant appelé son gouvernement à veiller à la protection des Juifs dès l'été 1942.

### Après-guerre: intégration ou départ?

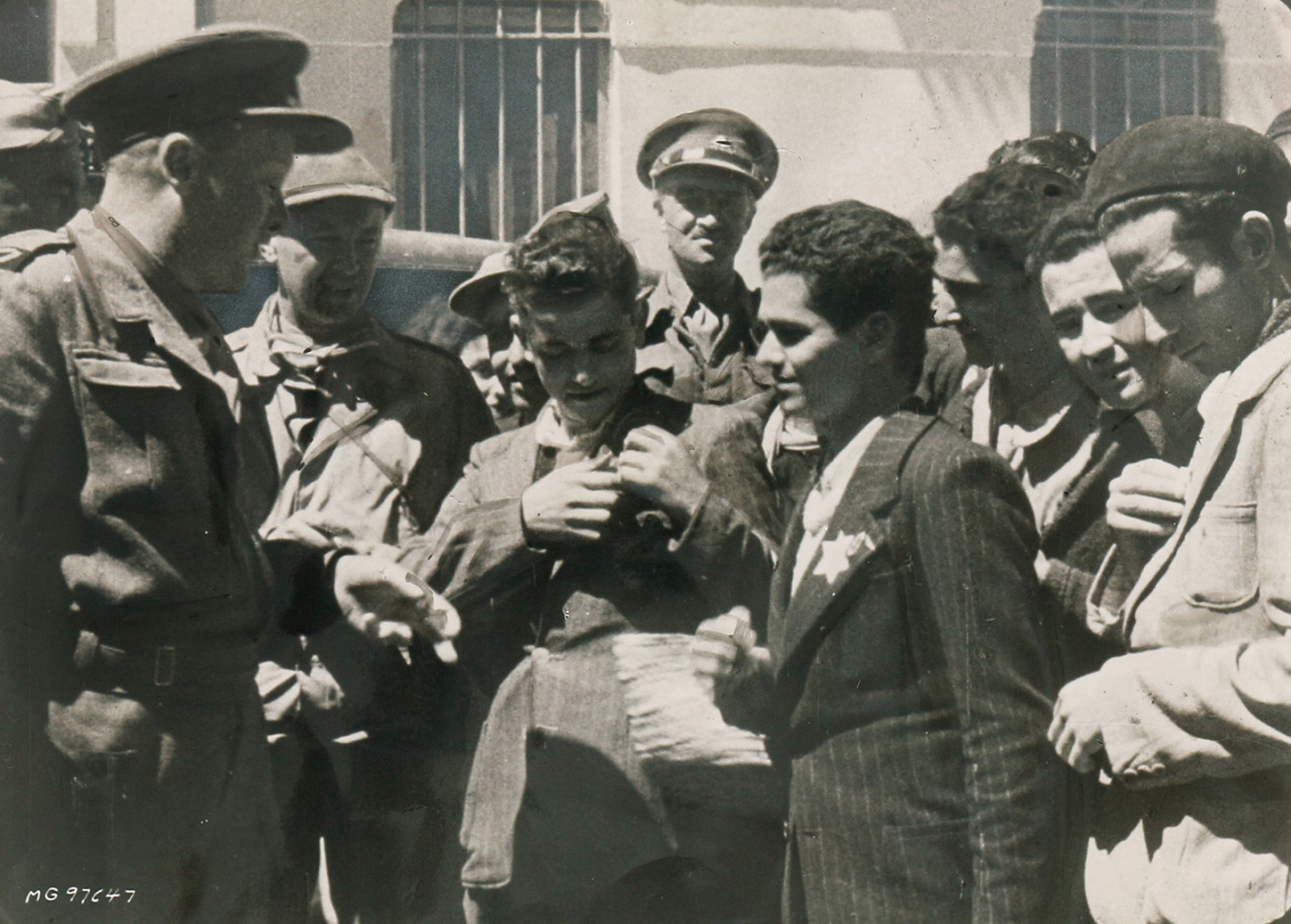
Jeunes juifs retirant l'étoile jaune de leur revers, face à des soldats alliés, dans un village tunisien (1943).

Peu de temps après la libération du pays par les armées alliées, le 7 mai 1943, les dispositions édictées contre les Juifs sont abrogées dans les mois qui suivent. Le 11 mai, le Comité d'administration est dissous et le Conseil de la communauté israélite élu en 1938 restauré. Enfin, un emprunt sous garantie du gouvernement tunisien permet le remboursement des sommes extorquées par les Allemands. Des associations sont créées pour apporter aide et soutien aux victimes de l'occupation et un monument aux morts est inauguré au cimetière du Borgel, en mémoire des Juifs déportés et morts pour la France, le 16 avril 1948. Un décret du 17 février 1944 met fin aux derniers aspects de la scission entre Twansa et Granas. Un autre en date du 13 mars 1947 étend le système d'organisation communautaire de Tunis aux populations de Sfax et Sousse, les autres continuant de bénéficier d'une organisation coutumière et de jouir d'une large autonomie.
La communauté bénéficie dès lors de conditions favorables à son essor et connaît une période de plénitude dans tous les domaines. Deux écrivains francophones, Raoul Darmon en 1945 et Albert Memmi en 1953, remportent ainsi le Prix de Carthage, comme Ryvel l'avait fait en 1931. Les évolutions sociales entamées avant la guerre se poursuivent également. La pratique religieuse tend à se cristalliser autour du Yom Kippour qui est proclamé jour férié par le souverain Lamine Bey le 16 septembre 1954. L'acculturation se poursuit aussi avec le délaissement de la cuisine juive traditionnelle qui est réservée pour les repas de fête.

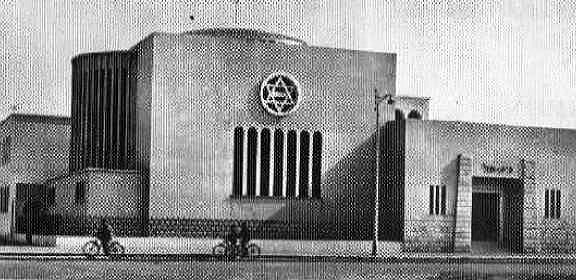
Synagogue Beth-El de Sfax (avant 1950).

Mais, désormais, l'émancipation passe davantage par le sionisme, défendu par des journaux comme La Gazette d'Israël (1938-1951) et La Voix d'Israël (1943-1946). Alors que des cours d'hébreu sont organisés par la communauté de Tunis, des jeunes émigrent dès 1945 pour aller grossir les effectifs des pionniers d'Israël.
Après l'indépendance d'Israël, et surtout à partir du milieu des années 1950, l'émigration vers Israël ou la France devient massive au sein de la communauté, l'alya des Juifs tunisiens étant d'abord organisée par le Mossad Le'aliyah Bet qui mène ses activités avec l'accord des autorités du protectorat. En dépit de l'absence de statut légal, il permet à près de 6 200 personnes d'émigrer vers Israël en 1948 et 1949.

#### Enfants d'Oslo

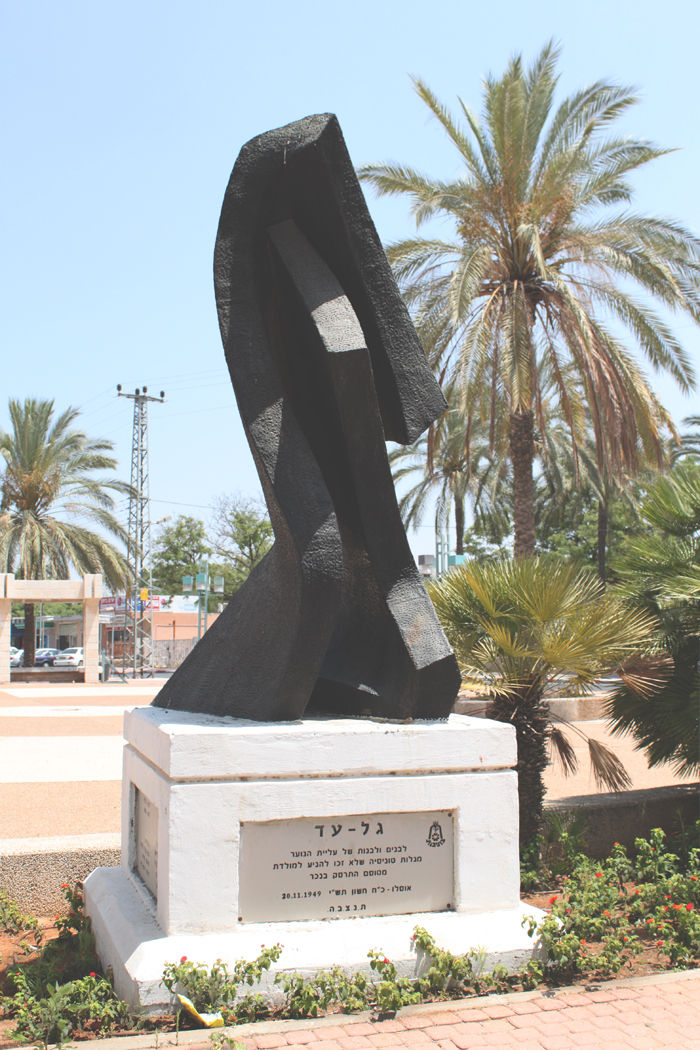
Mémorial pour les enfants à Netivot.

Le 20 novembre 1949, deux avions décollent de Tunis avec soixante enfants juifs à bord, invités par le gouvernement norvégien pour un séjour de convalescence à Oslo, avant d'effectuer leur alya en Israël. Si le premier avion atterrit en sécurité à Oslo, le second gêné par le brouillard s'écrase sur le flanc d'une montagne à Hurum. Dans cette catastrophe aérienne, périssent 27 enfants, trois accompagnatrices et quatre membres du personnel de bord. Un seul enfant survit : Yitzhak Allal. Les obsèques des enfants sont organisées le 1er décembre à Nabeul, Sousse, Moknine et Tunis d'où ils étaient originaires. Leurs parents (environ 80 personnes) émigrent ensuite en Israël et s'installent sous des tentes dans un champ sur l'actuel moshav de Yanuv près de Netanya, où une souscription norvégienne leur offre une cinquantaine de maisons en bois. Des mémoriaux sont érigés en souvenir des victimes à Oslo, à Yanuv, à Netanya ou au cimetière du Borgel de Tunis.

#### Poursuite de l'émigration

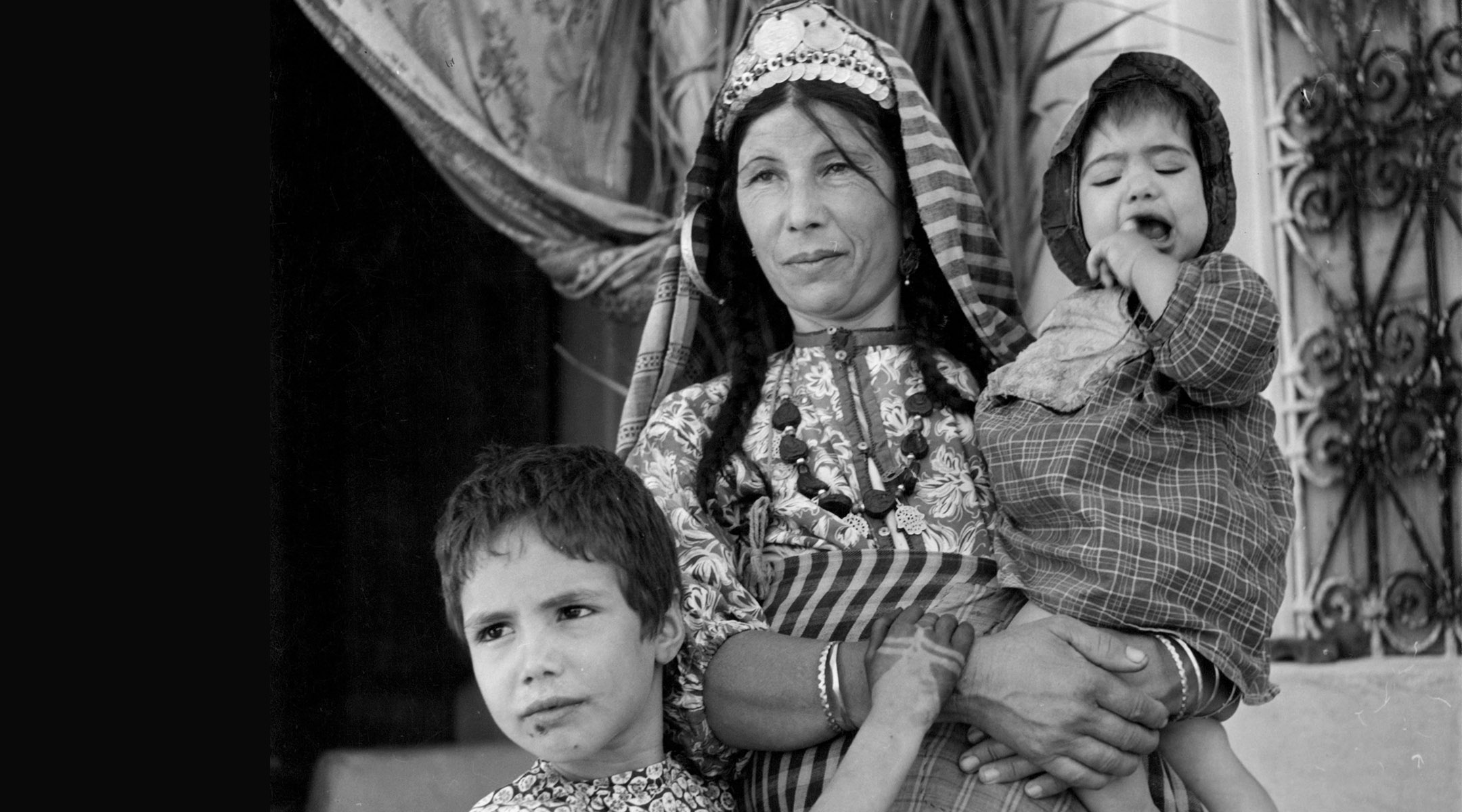
Femme juive et enfants sur le seuil d'une synagogue de Djerba (1950).

En juin 1950, les services de l'AIU dénombrent une population juive s'élevant à 5 500 personnes à Sousse, 500 à Moknine, 300 à Mahdia, 150 à Kairouan, 70 à Monastir et 60 à Enfidaville.
Cette même année, le département de l'émigration de l'Agence juive remplace le Mossad Le'aliyah Bet et reçoit un statut légal. D'autres départements de l'agence, engagés dans l'éducation au sionisme, l'émigration des jeunes et le mouvement scout, sont aussi actifs. Un autre est chargé de mettre en place des formations d'autodéfense afin que les futurs émigrés juifs puissent protéger leurs communautés contre les violences dont elles pourraient être la cible.

Après l'émigration en Israël de leurs principaux responsables en 1952, ils sont démantelés mais reconstitués en 1955 par le Mossad et son bras armé, connu sous le nom de Misgeret. Shlomo Havillio, commandant en chef du Misgeret à Paris entre 1955 et 1960 et responsable des opérations au Maghreb, admet plus tard que « les craintes initiales à propos d'éventuelles réactions des nationalistes tunisiens à l'égard des Juifs étaient beaucoup plus imaginaires que réelles […] La seule crainte pouvait venir de la présence de révolutionnaires dans la société tunisienne après l'indépendance ». Dans ce contexte, les dirigeants du Néo-Destour, s'ils ne sont pas favorables au sionisme, disent ne rien faire pour empêcher le départ des Juifs de Tunisie à destination d'Israël. Ainsi Habib Bourguiba déclare en août 1954 :
« Les Néo-Destouriens s'opposent entièrement à l'antisémitisme et à la discrimination envers les Juifs de Tunisie. Ils sont pour l'égalité totale des droits […] Le gouvernement tunisien et les Néo-Destouriens feront tout pour assurer le bien-être des Juifs, mais si certains Juifs préfèrent émigrer pour telle ou telle raison en Israël, nous ne leur ferons aucune difficulté. »
Dès sa légalisation en Tunisie, l'Agence juive ouvre un bureau spécial à Tunis puis des annexes dans d'autres villes. Ces bureaux, animés par des Israéliens et des activistes juifs locaux, organisent l'émigration d'une majeure partie des populations juives des villes de Sousse, de Sfax et Tunis ainsi que des régions du sud du pays comme Ben Gardane, Médenine, Gafsa, Gabès et Djerba. Ce phénomène touche surtout les communautés plus traditionalistes et les plus pauvres qui n'ont rien à perdre. En tout, plus de 25 000 individus quittent le pays entre 1948 et 1955. Par conséquent, leur nombre enregistre une diminution de 18,6 % en dix ans, dont 7,7 % dans la région de Tunis, 33,5 % dans le Nord, 26,9 % dans le centre, 38,9 % dans le Sud et 44,4 % dans l'extrême-Sud. Si les couches les plus populaires et les moins francisées partent pour Israël, l'élite intellectuelle se divise elle entre la France et Israël. Quant à la communauté livournaise cultivée et désormais francisée, peu finissent par rejoindre l'Italie.

## Tunisie indépendante

### Réformes et démantèlements
Après l'indépendance proclamée le 20 mars 1956, les autorités du pays, le président Habib Bourguiba en tête, s'attachent à intégrer les Juifs en abrogeant ce qui les sépare de leurs compatriotes musulmans : la Constitution de 1959 leur assure de pouvoir exercer librement leur religion et de ne subir aucune discrimination grâce à l'égalité proclamée de tous les citoyens sans distinction de race ou de confession. Le Code du statut personnel s'applique aux Juifs avec la loi du 27 septembre 1957 et réglemente dès le 1er octobre leur statut personnel en remplacement du droit mosaïque.

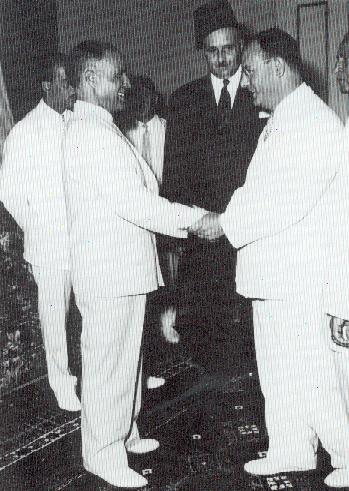
Charles Haddad de Paz (droite) accueilli par le président Bourguiba.

En tant qu'électeurs, ils votent pour désigner l'assemblée constituante où un candidat de confession juive, inscrit sur la liste d'union nationale, est élu ; il est aussi élu dans la première Assemblée nationale en 1959 et réélu en 1964. Deux ministres de confession juive, Albert Bessis et André Barouch, sont aussi nommés dans les gouvernements de Tahar Ben Ammar et Habib Bourguiba. Néanmoins, l'exode de la population juive conduit les dirigeants à estimer que leur représentation cesse de se justifier : il n'y a donc plus de ministre juif dès 1959 et de député dès 1969. Même si l'émigration est autorisée, elle n'est pas encouragée par le gouvernement qui tente de décourager les artisans juifs, particulièrement les orfèvres, de quitter le pays.
La loi du 27 septembre 1957 abolit le tribunal rabbinique de Tunis dans le cadre du démantèlement des juridictions religieuses, une mesure qui surprend les dirigeants des communautés israélites du pays plutôt enclins à la réforme de l'institution ; onze magistrats de confession juive sont alors nommés. Le Conseil de la communauté israélite de Tunis, présidé par Charles Haddad de Paz, et les Caisses de bienfaisance et de secours sont dissous mais la loi du 11 juillet 1958 prévoit la création dans chaque gouvernorat d'une « association cultuelle israélite » regroupant tous les Israélites tunisiens des deux sexes âgés de vingt ans accomplis. Chacune doit être gérée par un conseil d'administration issu d'une élection à deux degrés s'inspirant du système mis en place en 1921 en l'étendant à toutes les communautés du pays et en y faisant participer les femmes. Des comités provisoires de gestion du culte sont désignés pour trois mois par arrêté ministériel mais les associations ne sont jamais mises en place.
Pour des motifs officiels de salubrité publique, le quartier juif de la Hara où se situe l'ancienne Grande synagogue est rasé ainsi que le cimetière israélite de Tunis vieux de plusieurs siècles,,, et dans lequel se trouvent encore les tombes de rabbins vénérés.

### Crises et incidents
Dans l'ensemble, la politique républicaine est libérale mais la situation économique et politique conduit au départ de la plupart des Juifs qui avaient choisi de rester dans leur pays après l'indépendance. Ainsi, la plupart des avocats affectés par l'arabisation du système judiciaire décident de s'établir en France où part leur clientèle, tout comme le font médecins et chirurgiens-dentistes. Quant aux fonctionnaires publics, ils sont tenus à l'écart de certains ministères — comme les Affaires étrangères, la Défense nationale et la Sûreté de l'État — et ne bénéficient pas toujours de la promotion qui découle de leur ancienneté et de leurs compétences. Par ailleurs, l'administration favorise systématiquement les entreprises détenues par des Tunisiens musulmans alors que le fisc contrôle et taxe davantage celles détenues par des Tunisiens juifs. Le virage socialiste pris par la politique économique du gouvernement finit d'étouffer ces dernières qui ont disparu pour la plupart au début des années 1970.
C'est dans ce contexte que la crise de Bizerte, survenue à l'été 1961, entraîne la crainte de représailles et d'une brutale flambée d'antisémitisme à la suite de rumeurs indiquant que des Juifs avaient aidé les troupes françaises. Elle conduit en tout cas 4 500 personnes à quitter le pays en 1962,. Elle est suivie par une nouvelle vague encore plus importante dont fait partie le chanteur Acher Mizrahi lors de la guerre des Six Jours : des milliers de manifestants se répandent à Tunis, le 5 juin 1967, détruisent les magasins appartenant à des Juifs et mettent le feu à des lieux de culte, notamment la Grande synagogue dont les livres et les rouleaux de Torah sont la proie des flammes, sans toutefois qu'il n'y ait de violences contre les personnes. Malgré la condamnation des événements, les excuses et les promesses du président Bourguiba le soir même de préserver les droits et la sécurité de la communauté,, 7 000 Juifs supplémentaires émigrent vers la France et 2 362 vers Israël.
En général, la population juive qui reste, environ 12 000 personnes (dont 10 000 de nationalité tunisienne) dont les trois quarts sont concentrés dans la région de Tunis au début des années 1970, est composée de bourgeois qui possèdent un patrimoine si important qu'il légitime leur présence en Tunisie, de membres de la classe moyenne persuadés de pouvoir continuer à exercer leur profession dans les mêmes conditions, de membres de l'intelligentsia voulant prendre part à la construction du pays et de personnes incapables de trouver une meilleure situation à l'étranger faute de moyens,.
En 1971, l'assassinat d'un rabbin en plein cœur de la capitale déclenche une nouvelle vague d'émigration. La guerre du Kippour en octobre 1973, l'Opération Paix en Galilée le 6 juin 1982, l'installation du quartier-général de l'Organisation de libération de la Palestine (OLP) à Hammam Chott et son bombardement par l'armée de l'air israélienne le 1er octobre 1985 sont autant d'événements favorisant de nouvelles vagues d'émigration. Des incidents ont lieu à plusieurs occasions, comme durant le Yom Kippour 1982 où des Juifs sont la cible d'attaques à Zarzis, Ben Gardane et Djerba, ou en octobre 1983 lorsque la synagogue de Zarzis est ravagée par un incendie attribué par la communauté juive à des groupes extrémistes arabes. En 1985, un soldat gardant la Ghriba de Djerba ouvre le feu sur des croyants et tue cinq personnes, dont quatre Juifs ; Frédéric Lasserre et Aline Lechaume évoquent quant à eux un policier en faction devant une synagogue de l'île qui, officiellement « en proie à un accès de folie », tue deux fidèles et en blesse six. Un autre incident a lieu à la fin de la présidence de Bourguiba : le Club Med de Korba est saccagé, après qu'un GO eut fait chanter aux vacanciers l'hymne national israélien. À la suite de ces incidents, le gouvernement prend des mesures afin d'assurer la protection de la communauté juive,.

### Entre ouverture et violences

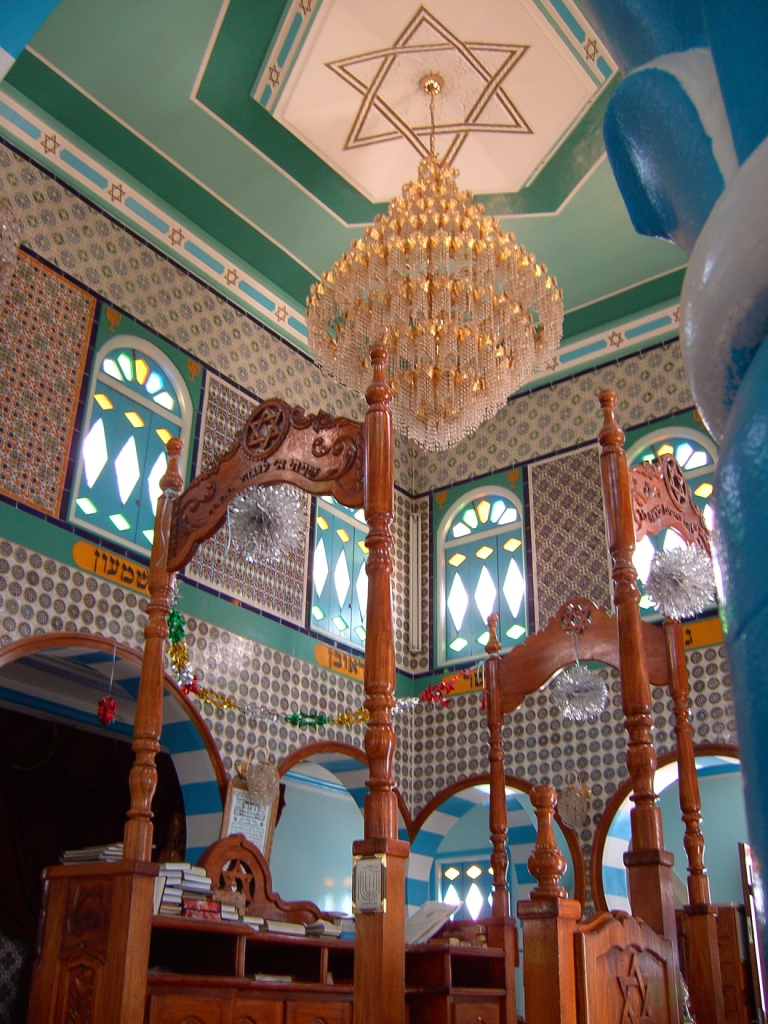
Salle de la synagogue de Zarzis.

Le président Zine el-Abidine Ben Ali, qui succède à Bourguiba le 7 novembre 1987, semble bien disposé à l'égard des Juifs originaires de Tunisie. En 1992, en plein après-guerre du Golfe, lors d'une réception donnée en l'honneur de la communauté juive à Carthage, il déclare que « les Juifs tunisiens sont des citoyens à part entière et ceux qui sont partis peuvent revenir dans leur pays librement pour s'y installer ou pour y passer des vacances ».
Ceux-ci tendent à revenir plus souvent même si, à cette époque, on remarque que de nombreux jeunes partent faire leurs études supérieures à l'étranger et ne retournent pas dans leur pays d'origine. De plus, il est difficile pour la génération née en France de s'installer en Tunisie, puisque les cultures sont différentes et la culture tunisienne résonne comme « la résurgence d'un folklore désuet ». Par ailleurs, certains ont pu critiquer le président Ben Ali de vouloir ainsi attirer des investisseurs étrangers et donc ne favoriser le retour des Juifs que par intérêt financier. Cependant, il existe aussi une volonté de réduire ainsi l'importance de l'identité arabo-musulmane en Tunisie pour revaloriser l'identité tunisienne, et définir une nouvelle nationalité qui dépasse les clivages religieux.
Des cimetières et des synagogues sont restaurés et le premier vol direct, Djerba-Israël, est inauguré à l'occasion de la fête de Lag Ba'omer. En 1995, les autorités permettent à deux élèves de passer le baccalauréat en dehors de la période fixée qui correspondait à une fête juive. À cette époque, même les dénonciations des islamistes, comme un violent communiqué de Rached Ghannouchi du 8 novembre 1994 ne trouvent aucun écho dans la majeure partie de la population.
En 1996, la Tunisie et Israël nouent des relations diplomatiques avec l'ouverture de bureaux de liaison respectifs à Tunis en avril et à Tel Aviv en mai ; celles-ci sont rompues à l'automne 2000 à la suite du déclenchement de la seconde intifada. Le 11 avril 2002, un camion bourré d'explosifs explose à proximité de la Ghriba de Djerba tuant 21 personnes dont quatorze touristes allemands et en blessant trente. Al-Qaïda revendique la responsabilité de l'attentat.

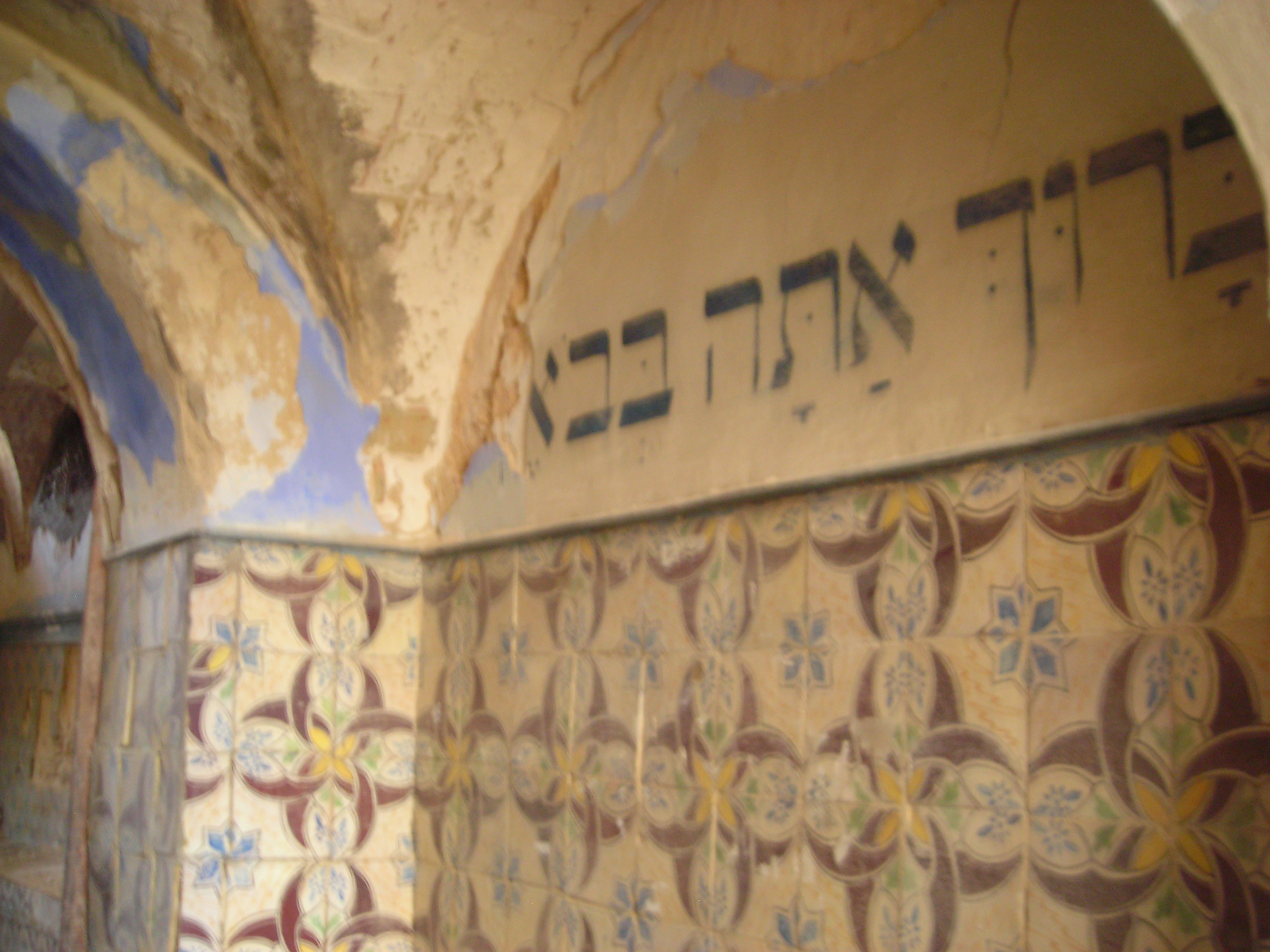
Mur intérieur de la synagogue de Moknine (2012).

Peu après, d'autres actes antisémites sont signalés : des livres de prières ainsi qu'un Sefer Torah sont lacérés et endommagés, des tags haineux et des slogans hostiles aux Juifs peinturlurés et des drapeaux palestiniens comme des portraits de Yasser Arafat accrochés aux murs de la synagogue Keren Yéchoua de La Marsa. Dans le Sud, la synagogue et le cimetière juif de Sfax sont aussi vandalisés. En 2005, pour la première fois depuis l'indépendance d'Israël, le président Ben Ali invite le Premier ministre Ariel Sharon à venir en Tunisie à l'occasion de la tenue du Sommet mondial sur la société de l'information. Toutefois, face aux réactions négatives, c'est finalement son ministre des Affaires étrangères, Silvan Shalom, originaire de Tunisie, qui le représente.
À la suite de la révolution tunisienne, des incidents antisémites ont lieu devant la Grande synagogue de Tunis le 11 février 2011 ; ceux-ci sont condamnés par le gouvernement de transition. Par ailleurs, en raison du manque de visiteurs étrangers, le pèlerinage de la Ghriba de Djerba est annulé en mai pour la première fois depuis plus de vingt ans.

### Communauté réduite

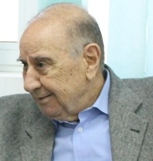
Roger Bismuth, représentant de la communauté juive de Tunisie (2012).

La communauté juive est longtemps menée par l'industriel et parlementaire Roger Bismuth. En octobre 1999, elle élit une nouvelle direction pour la première fois depuis l'indépendance et lui donne le nom de « Comité juif de Tunisie ». Sa direction spirituelle est assurée par le grand-rabbin et cinq rabbins dont un à Djerba. En 2004, elle possède six écoles primaires (Tunis, Djerba et Zarzis), quatre écoles secondaires et deux yechivas (Tunis et Djerba) ainsi qu'un jardin d'enfants, deux maisons de retraite et plusieurs restaurants cachers. La plupart de ses fidèles observeraient les lois de la cacherout.
Quant au gouvernement, il accorde aux Juifs la liberté de culte et paie le salaire du grand-rabbin. Il subventionne partiellement la restauration et l'entretien de quelques synagogues et autorise les enfants juifs de l'île de Djerba à partager leur journée d'étude entre les écoles publiques laïques et les écoles religieuses privées. La présidence rénove le cimetière juif du Borgel et la Grande synagogue de Tunis à ses frais. Une trentaine de synagogues, dont sept à Tunis, sont toujours en service.

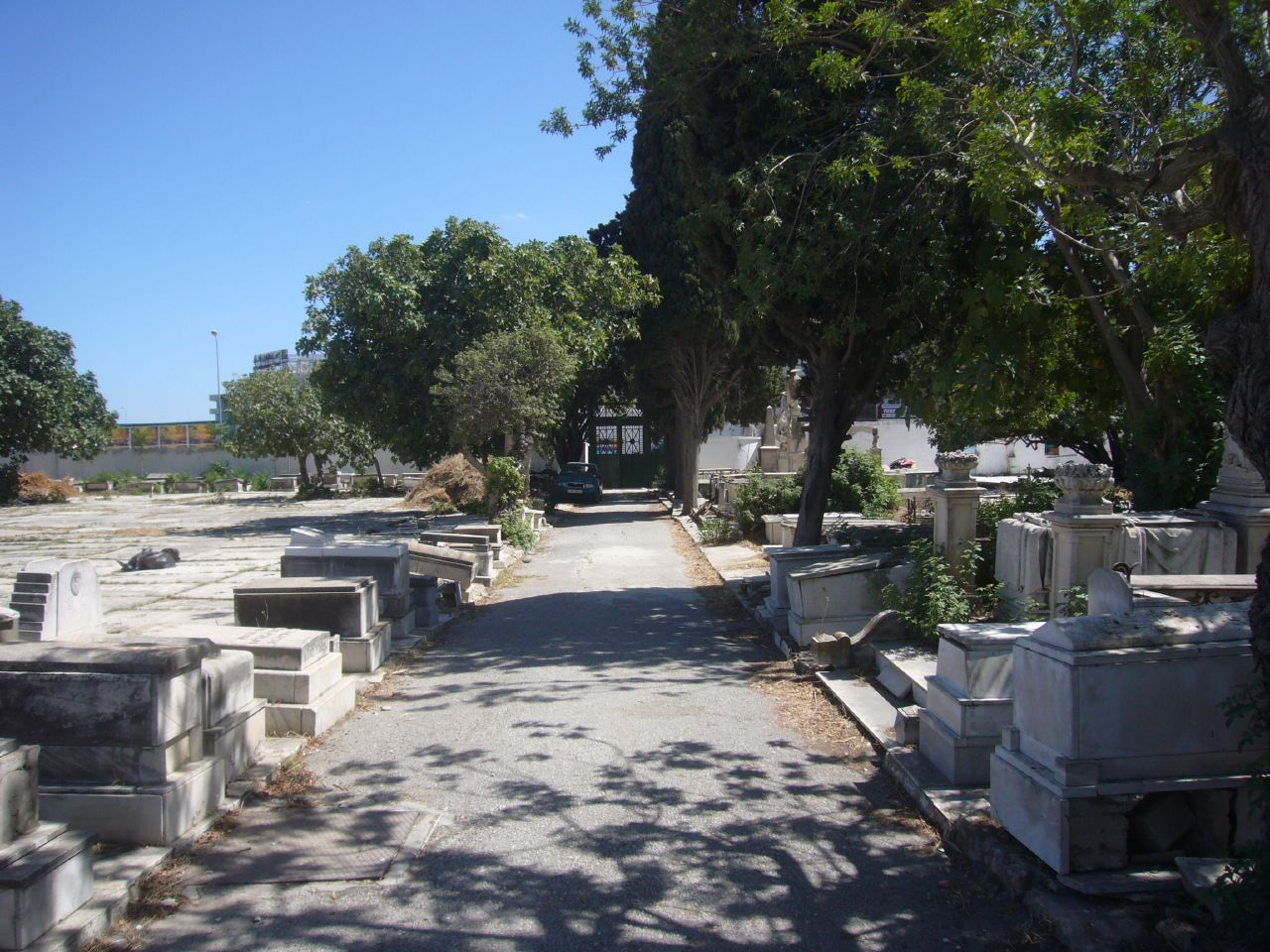
Cimetière du Borgel longtemps délaissé après le départ de la communauté.

Mais ce qu'il reste de la communauté juive, c'est surtout une mémoire qui transparaît dans la diaspora par la musique, le chant, le folklore, les rites, les célébrations et les pèlerinages collectifs à Djerba. Raoul Journo, musicien et chanteur, a été le dernier à perpétuer la longue tradition médiévale de collaboration judéo-musulmane en Tunisie, surtout dans le domaine de la musique, qui se faisait surtout par la transmission orale ou par les manuscrits ; les professionnels juifs conservaient ainsi dans leurs carnets les créations musulmanes. De nos jours, dans tous les mariages, on chante encore les anciennes chansons juives. Les écrivains Marco Koskas, Michèle Madar et Nine Moati installés en France continuent également de célébrer la vie traditionnelle juive dans leurs diverses fictions.
Le 5 novembre 2018, un voyagiste juif, René Trabelsi, est désigné ministre du Tourisme et de l'Artisanat dans le gouvernement de Youssef Chahed. Trabelsi est le fils du président de la Ghriba de Djerba et y supervise l'organisation du pèlerinage. C'est le premier Juif nommé au gouvernement depuis 1956,.
En 2023, la synagogue de la Ghriba est à nouveau touchée le 9 mai : un membre de la garde nationale ouvre le feu au moment du pèlerinage annuel, et fait cinq morts (deux fidèles et trois membres des forces de sécurité) avant d'être abattu par un autre membre de la garde nationale. Dans le contexte de la guerre entre Israël et le Hamas, la synagogue d'El Hamma, associée à la tombe de Rabbi Yossef El Maarabi, est incendiée le 17 octobre.

## Décomptes
Au XIXe siècle, Tunis est de loin le principal lieu de concentration de la population juive, avec des évaluations allant de 15 000 personnes en 1829 à 20 000 personnes en 1867, loin devant Sousse, Sfax ou Djerba. Elle y est essentiellement regroupée dans le quartier de la Hara, surpeuplé en raison de l'accroissement de la population contenue dans un espace défini, limité et particulièrement touché par les épidémies de choléra de 1849-1850, 1856 et 1867. L'auteur d'une description du pays évoque aussi en 1853 la présence de Juifs nomades : 
« Dans la région du Sers, on rencontre un nombre assez considérable d'Israélites vivant exactement de la même vie que les Arabes, armés et vêtus comme eux, montant à cheval comme eux et faisant, au besoin, la guerre comme eux. Ces Juifs sont tellement fondus avec le reste de la population qu'il est impossible de les en distinguer. »

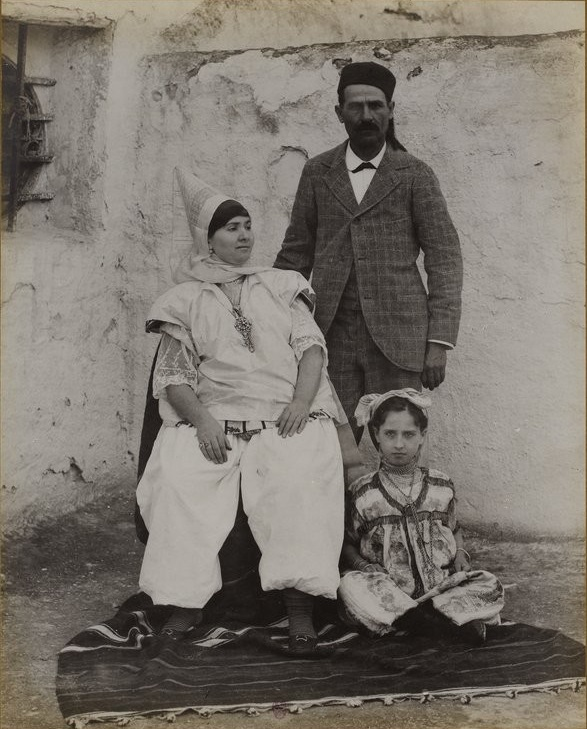
Famille juive de Tunis (1897).

Malgré les difficultés à évaluer les effectifs totaux de la population juive de Tunisie, Paul Sebag avance tout de même le chiffre de 25 000 à 30 000 personnes au cours du siècle. François Arnoulet estime que sur une population totale estimée à 100 000 habitants vers 1860, Tunis compte alors plus de 20 000 Juifs dont 1 500 Granas. À la fin du siècle, les Juifs sont au nombre de 30 000, soit moins de 3 % de la population totale. Ils sont principalement installés dans les villes côtières — Tunis, Sousse, Bizerte, Monastir et Sfax — alors que d'autres villes, dont Kairouan, leur sont interdites ; certains Juifs vivent aussi dans les régions rurales ou à l'intérieur du pays pour quelques nomades.
| Année                                      | Tunisiens israélites | Total     | Pourcentage | Répartition |
| ------------------------------------------ | -------------------- | --------- | ----------- | ----------- |
| 1921                                       | 48 436               | 2 093 939 | 2,3 %       | Carte       |
| 1926                                       | 53 022               | 2 159 708 | 2,5 %       | Carte       |
| 1931                                       | 55 340               | 2 410 692 | 2,3 %       | Carte       |
| 1936                                       | 59 222               | 2 608 313 | 2,3 %       | Carte       |
| 1946                                       | 70 971               | 3 230 952 | 2,2 %       | Carte       |
| 1956                                       | 57 792               | 3 783 169 | 1,5 %       | Carte       |
| Sources : Regards sur les Juifs de Tunisie |                      |           |             |             |

Répartition de la population à son apogée en 1946.

Après des estimations surévaluées de la population indigène de Tunisie, comme celle fournie en 1906 qui donne les chiffres de 64 170 Tunisiens juifs et 1 703 142 Tunisiens musulmans, c'est en 1921 qu'a lieu le premier véritable recensement : celui-ci donne un chiffre total de 48 436 Tunisiens juifs dont 22 680 vivent à Tunis et 4 801 à Sousse. Au niveau de la répartition géographique, il permet de voir réapparaître une communauté à Kairouan, ville dont les Juifs avaient été chassés et qui leur était restée interdite jusqu'en 1881, ainsi que dans le sud du pays avec les Juifs troglodytes. On constate par ailleurs la migration des Djerbiens formant ou développant d'autres communautés, comme à Gafsa, Gabès, Médenine, Zarzis, Tataouine et en Libye, ce qui permet la diffusion de leurs coutumes et de leurs formes d'organisation communautaire tout en accroissant la notoriété de leurs rabbins.
À la veille de la Seconde Guerre mondiale, en 1936, on recense 59 222 Juifs tunisiens. La mortalité et le taux de natalité ont diminué grâce à une élévation du niveau de vie, à une meilleure organisation sanitaire, à un large accès à l'instruction et au changement des mentalités ; cela a permis une croissance démographique de la population de l'ordre de 36 %, soit un accroissement annuel moyen de 2 %. Cette population reste essentiellement urbaine et fortement groupée à Tunis et sa banlieue (54,3 % des effectifs totaux en 1936 contre 46,7 % en 1921) ; les autres centres comptant une population tunisienne israélite de plus de cent personnes sont Bizerte, Nabeul, Sousse, Sfax, Gabès, Djerba, Béja, Le Kef, Moknine, Gafsa, Tataouine, Médenine, Mateur, Souk El Arba, Kairouan, Mahdia, El Hamma, Zarzis, Ben Gardane, Ferryville, Ebba Ksour, Menzel Bouzelfa, Soliman, Monastir, Sbeïtla, Hajeb El Ayoun, Nefta et Tozeur.
En 1946, on dénombre près de 70 000 Juifs tunisiens, dont 44,2 % ont moins de vingt ans, sans compter les 20 000 à 25 000 Juifs d'autres nationalités (française et italienne en particulier) ; le taux de natalité relativement élevé témoigne encore de l'importance que conservent les éléments pauvres et traditionalistes aux attitudes natalistes. D'autres sources donnent une population juive totale de 105 000 à 150 000 individus en 1948 ; elle est estimée en 1951 à 105 000 individus répartis dans 26 centres dont près de 65 000 à Tunis, 4 438 à Djerba et 3 875 à Gabès. À partir de l'indépendance en 1956, la distinction entre Tunisiens musulmans et juifs disparaît des statistiques officielles, ce qui oblige à faire des estimations. Début 1970, la population tunisienne israélite est estimée à 10 000 personnes contre 34 400 en 1960 et 21 700 en 1965.
On estime cette population à 2 000 individus au début des années 1990 et à 1 500 en 2003 ; la moitié vit à Tunis ou dans sa banlieue, environ 700 à Djerba et les autres à Gabès, Zarzis, Sousse, Sfax et Nabeul. En 2018, le grand-rabbin Haïm Bitan estime la communauté juive tunisienne à 1 500 personnes dont 1 100 à Djerba et les autres très majoritairement à Tunis.

## Diaspora
Pour expliquer le départ des Juifs de Tunisie, Lucette Valensi rappelle que l'intégration à la société et à la culture dominantes n'était pas possible dans un État se proclamant arabe et musulman, une sécularisation ayant signifié la disparition de la communauté devenue une simple minorité. Même si, pour Claude Tapia, « attribuer des causes ponctuelles à ce vaste mouvement de population […] ne rend pas compte du phénomène dans la totalité de ses dimensions ou de sa signification », Catherine Nicault estime que c'est probablement « parce qu'ils n'ont pas cru possible d'échapper au courant d'une histoire partout défavorable aux minoritaires dans les nouvelles nations arabes en formation, plus que pour toute autre raison conjoncturelle, que les Juifs de Tunisie ont décidé finalement » de quitter le pays. Pour Haïm Saadoun, la situation au Proche-Orient a eu une influence marginale même si certains événements ont pu constituer un élément déclencheur du départ des Juifs.
En réaction à ce départ émergent l'incompréhension et la perplexité des Tunisiens musulmans, d'où le chef d'accusation traditionnel de l'« ingratitude juive ».

### France

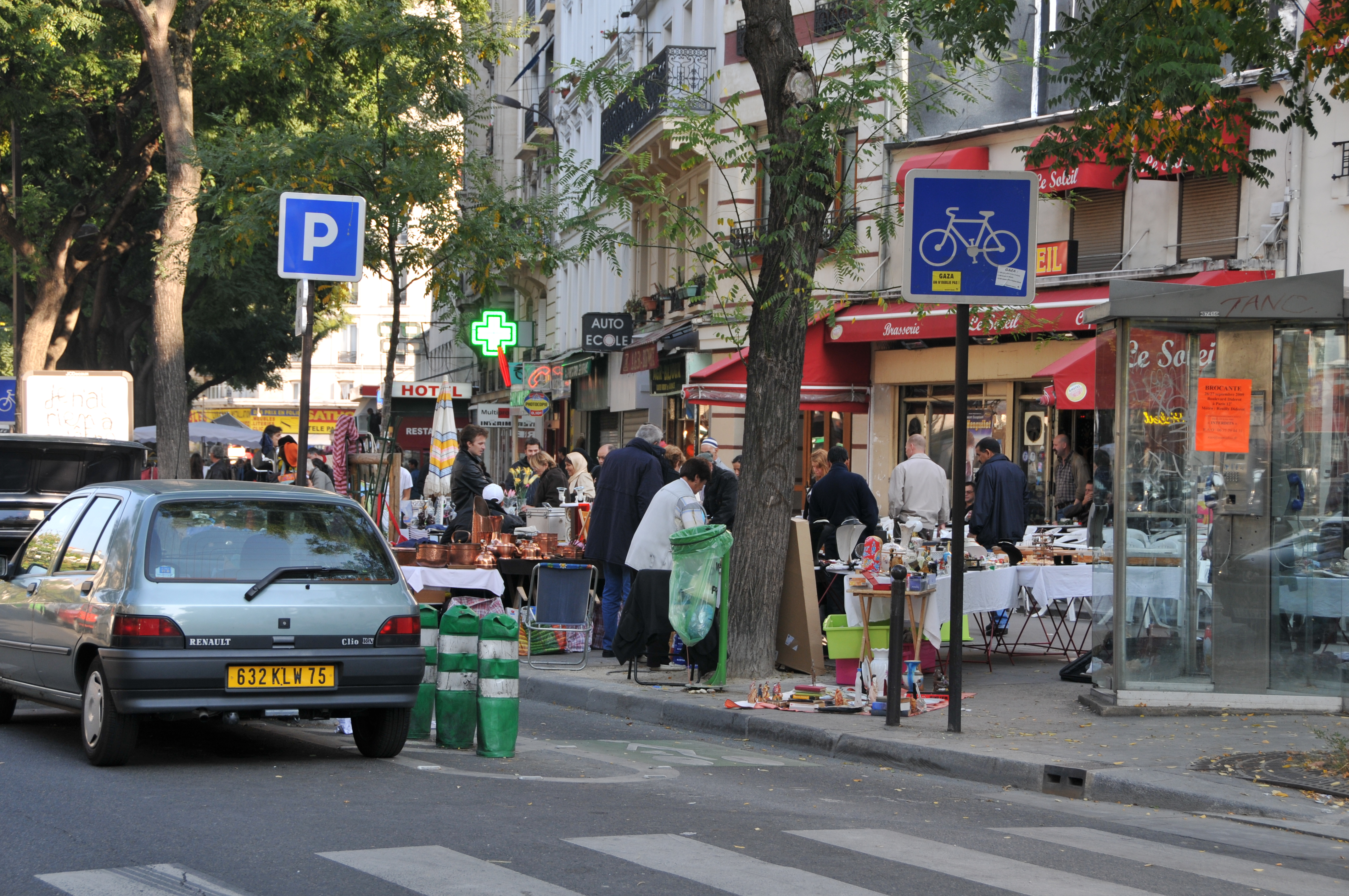
Boulevard de Belleville à Paris.

En France, les arrivants se divisent entre une bourgeoisie francisée et une population plus modeste et moins occidentalisée. Ils connaissent des trajectoires différentes de celles de leurs coreligionnaires d'Algérie, devenus citoyens français depuis le décret Crémieux, puisqu'une partie d'entre eux sont des citoyens tunisiens, ce qui en fait des réfugiés et non des rapatriés. Néanmoins, ils reçoivent largement permis de séjour et cartes de travail, ce qui leur permet de retrouver une activité professionnelle, avant d'envisager une naturalisation. Installés à Paris (quartiers de Belleville et Montmartre), ils entament pour certains une migration vers les banlieues, au milieu des années 1960, comme à Sarcelles où ils représentent 56 % de la population juive en 1970, mais aussi à Massy, Antony, La Courneuve ou Créteil. Ils sont également nombreux dans le sud du pays (Marseille, Nice, Cannes, Montpellier, Toulouse) et la région Rhône-Alpes (Lyon, Grenoble).
Yoav Hattab, étudiant de nationalité tunisienne âgé de 22 ans, fils du grand rabbin de Tunis et directeur de l'école juive Benyamin Hattab, est assassiné lors de l'attentat du magasin Hyper Cacher, le 9 janvier 2015.

### Israël

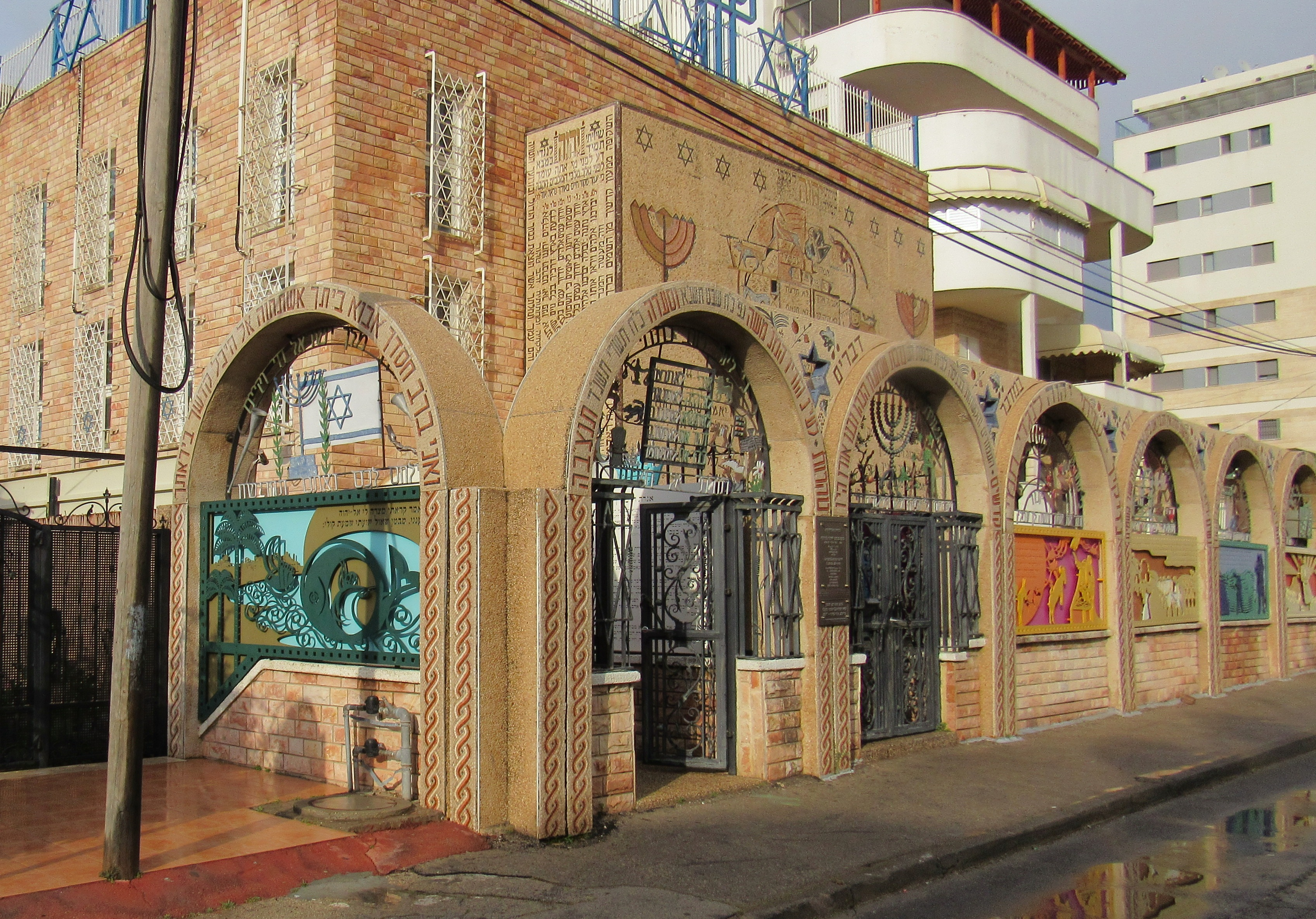
Synagogue tunisienne à Acre.

Comme les autres Juifs orientaux, ceux qui émigrent en Israël travaillent comme main d'œuvre dans l'agriculture, l'industrie et les services. Installés d'abord en Galilée et dans le Néguev, ils se retrouvent de nos jours à Jérusalem, Haïfa, Tel Aviv, Kiryat Shmona, Beït Shéan, Netivot, Ramla, Beer-Sheva, Dimona et également à Netanya.

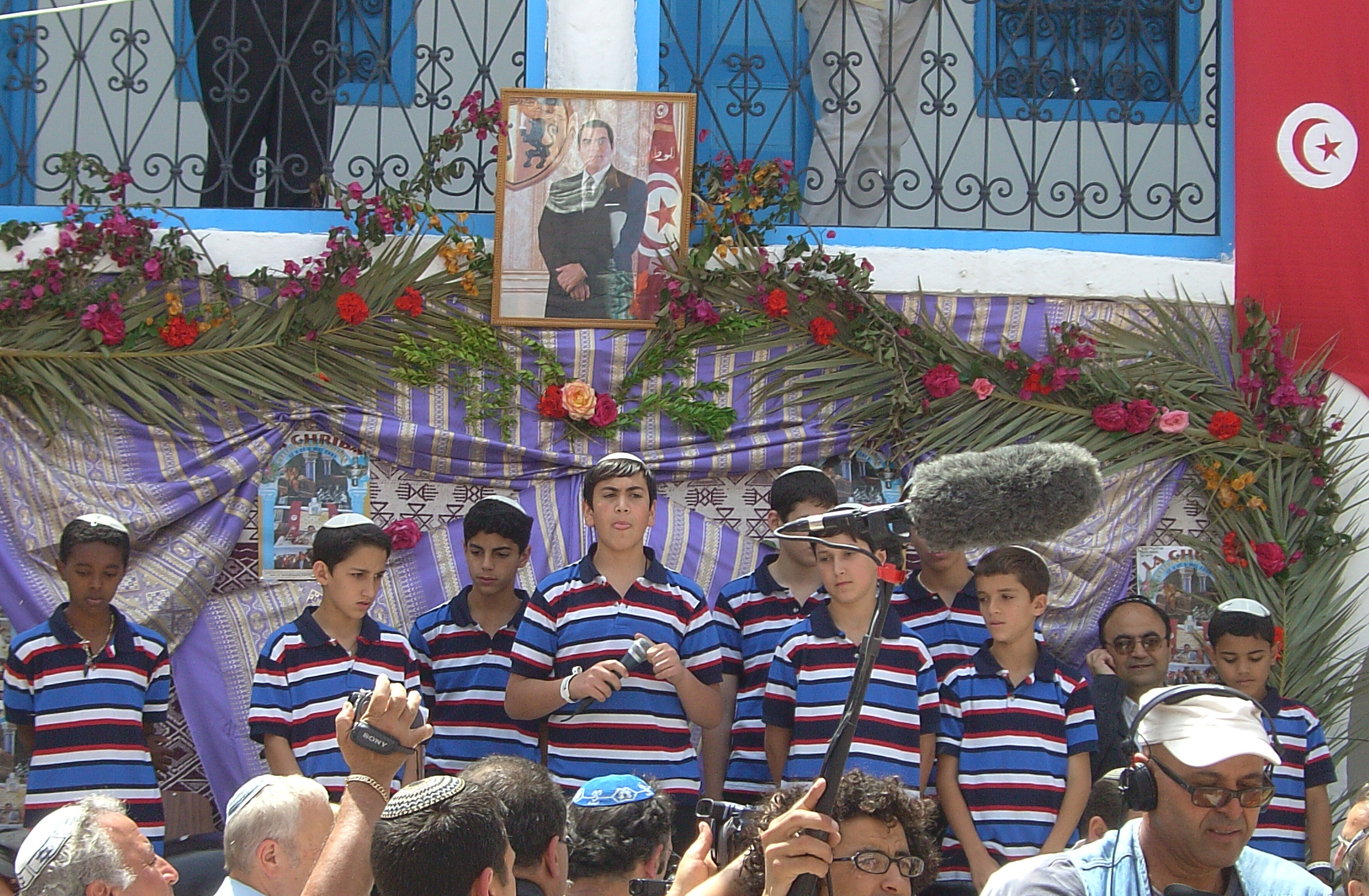
Chœur des Fleurs de Jérusalem en concert à Djerba (2007).

Il existe en Israël plusieurs moshavim majoritairement peuplés de Tunisiens : Guilat (le plus ancien), Sharsheret, Yanouv, Berakhia, Azrikam Zelahim, Petahia, kfar Evron, Nir Yaffé, Eytan, Bet Hagdi, Zimrat, Zohar, Kelahim, Sdi Tsir et Tserafa.
Gardant des aspects de leur culture d'origine, certains continuent de célébrer les anniversaires de Rabbi Shimon bar Yohaï ou Rabbi Meïr auxquels sont associés les rabbins tunisiens ; un pèlerinage connu sous le nom de Hiloula du Néguev est aussi organisé sur la tombe d'un ancien rabbin de Gabès, Haïm Houri, inhumé à Beer-Sheva.

### Pèlerinages

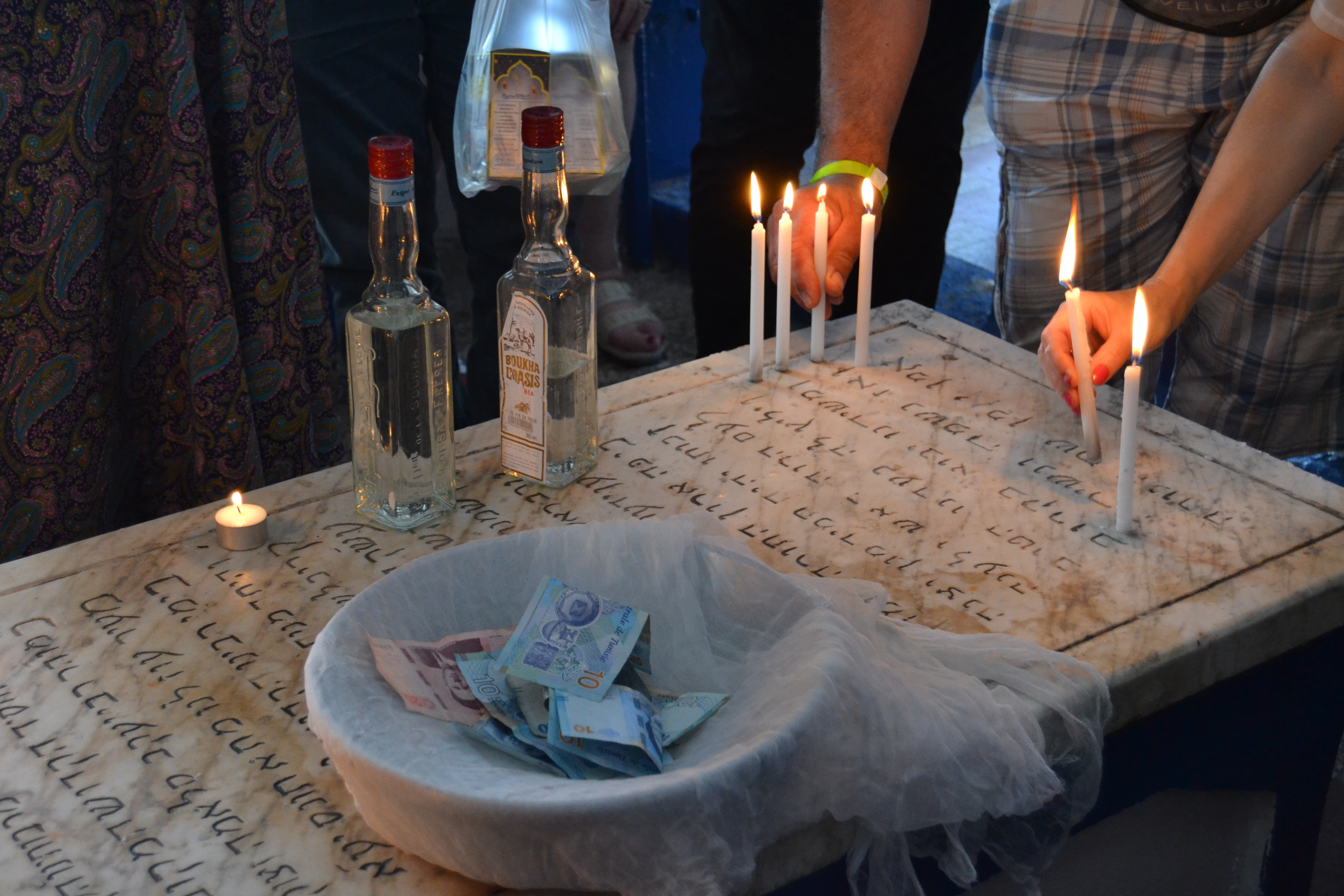
Pèlerinage sur la tombe de Rabbi Yaakov Slama.

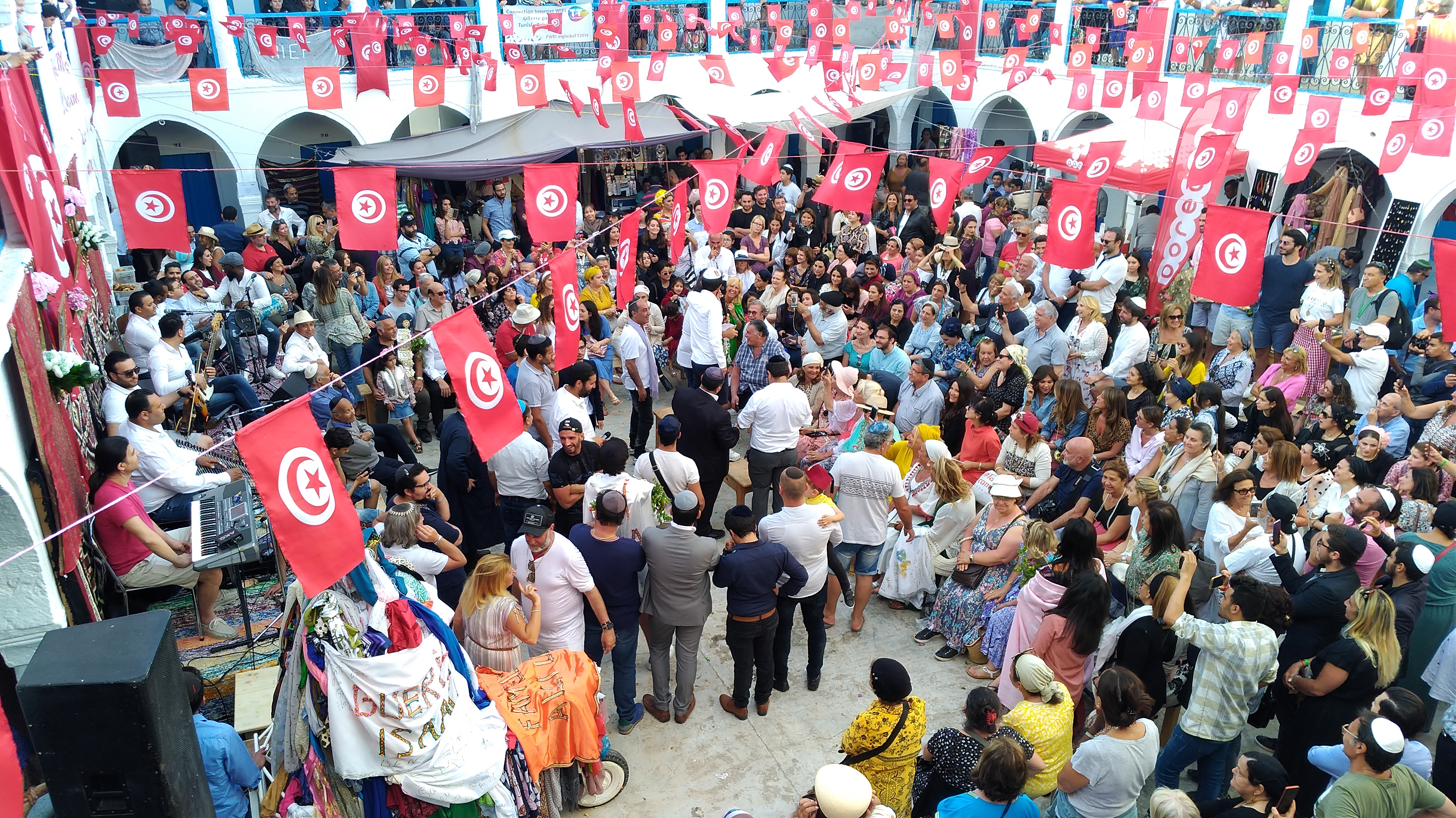
Pèlerinage à la Ghriba de Djerba.

Nombreux sont ceux qui participent au Fonds de solidarité nationale ou qui se regroupent, notamment via Internet. Les traditions de pèlerinages, ceux sur les tombes de Rabbi Fraji Chaouat à Testour, Rabbi Yaakov Slama à Nabeul, Rabbi Haï Taïeb Lo Met à Tunis, Rabbi Yossef El Maarabi à El Hamma (également transposé à Sarcelles et Ramla), la fête des jeunes filles le sixième jour de Hanoucca et celle des garçons à Yitro, s'ils ne sont pas inscrits dans le calendrier juif, permettent la perpétuation des coutumes et constituent des éléments de l'identité des Juifs tunisiens en France.
Il en est de même pour l'important pèlerinage de la Ghriba de Djerba, « une sorte d'assemblée générale pendant laquelle, le temps d'une procession, on remembre la communauté dispersée ». En effet, autrefois qualifiée d'« arriérée », l'île de Djerba est désormais perçue comme plus fidèle à la tradition, tant du point de vue identitaire que religieux, car elle est restée hors de la sphère d'influence des courants modernistes. Enraciné par la pratique religieuse, une riche production littéraire et le système éducatif local, le judaïsme a toutefois été acclimaté en permanence. Le rabbin Moshe Hacohen a notamment publié une collection des règles, coutumes et pratiques locales (minhag), le Brit Kehuna (Pacte de la prêtrise) paru à Djerba de 1941 à 1962 puis en Israël, l'élevant au rang de loi (halakha) et fondant ainsi l'autorité des rabbins locaux.

#### Juifs de Tunisie
- Jean-Pierre Allali, Juifs de Tunisie, Courbevoie, Soline, 2003, 160 p. (ISBN 978-2-87677-472-8).
- Jean-Pierre Allali, Les Juifs de Tunisie sous la botte allemande : chronique d'un drame méconnu, Paris, Glyphe, 2014, 330 p. (ISBN 978-2-35815-119-1).
- Robert Attal et Claude Sitbon, Regards sur les Juifs de Tunisie, Paris, Albin Michel, 1979, 315 p. (ISBN 978-2-226-00789-6).
- Colette Bismuth-Jarrassé et Dominique Jarrassé, Synagogues de Tunisie : monuments d'une histoire et d'une identité, Le Kremlin-Bicêtre, Esthétiques du divers, 2010, 320 p. (ISBN 978-2-9533041-2-1, lire en ligne).
- David Cazès, Essai sur l'histoire des Israélites de Tunisie : depuis les temps les plus reculés jusqu'à l'établissement du protectorat de la France en Tunisie, Paris, Armand Durlacher, 1887, 211 p. (lire en ligne), dont le chapitre « Noms des Israélites tunisiens », p. 169.
- David Cazès, Notes bibliographiques sur la littérature juive-tunisienne, Tunis, Imprimerie internationale, 1893, 370 p. (lire en ligne).
- David Cohen, Le parler arabe des Juifs de Tunis : textes et documents linguistiques et ethnographiques, Paris/La Haye, Mouton & Co, 1995, 177 p. (ISBN 978-2-7132-0313-8).
- Denis Cohen-Tannoudji, Entre Orient et Occident : Juifs et musulmans en Tunisie, Paris, Éditions de l'éclat, 2007, 379 p. (ISBN 978-2-84162-144-6).
- Georges Cohen, De l'Ariana à Galata : itinéraire d'un Juif de Tunisie, Vincennes, Racines, 1993, 187 p. (ISBN 978-2-9507375-0-2).
- Sonia Fellous, Juifs et musulmans de Tunisie : fraternité et déchirements, Paris, Somogy, 2003, 493 p. (ISBN 978-2-85056-632-5).
- Jacob André Guez, Au camp de Bizerte : journal d'un Juif tunisien interné sous l'occupation allemande, 1942-1943, Paris, L'Harmattan, 2001, 151 p. (ISBN 978-2-296-16515-1, lire en ligne).
- Charles Haddad de Paz, Juifs et Arabes au pays de Bourguiba, Aix-en-Provence, Imprimerie Paul Roubaud, 1977, 287 p.
- Albert-Armand Maarek, Les Juifs de Tunisie entre 1857 et 1958 : histoire d'une émancipation, Paris, Glyphe, 2010, 290 p. (ISBN 978-2-35815-033-0).
- Serge Moati, Villa Jasmin, Paris, Fayard, 2003, 396 p. (ISBN 978-2-253-10851-1).
- Claire Rubinstein-Cohen, Portrait de la communauté juive de Sousse, Tunisie : de l'orientalité à l'occidentalisation, un siècle d'histoire (1857-1957), Paris, Éditions Édilivre, 2011, 444 p. (ISBN 978-2-812-13818-8).
- Paul Sebag, Histoire des Juifs de Tunisie : des origines à nos jours, Paris, L'Harmattan, 1991, 335 p. (ISBN 978-2-296-24036-0, lire en ligne).
- Paul Sebag et Robert Attal, La hara de Tunis : l'évolution d'un ghetto nord-africain, Paris, Presses universitaires de France, coll. « Publications de l'Institut des hautes études de Tunis. Mémoires du Centre d'études de sciences humaines », 1959, 92 p. (lire en ligne).
- Patrick Simon et Claude Tapia, Le Belleville des Juifs tunisiens, Paris, Autrement, 1998, 189 p. (ISBN 978-2-86260-781-8).
- Hmida Toukabri, Les Juifs dans la Tunisie médiévale, 909-1057 : d'après les documents de la Geniza du Caire, Paris, Romillat, 2002, 143 p. (ISBN 978-2-87894-076-3).
- Lucette Valensi et Abraham Udovitch, Juifs en terre d'islam : les communautés de Djerba, Paris, Archives contemporaines, 1991.
- Nava Sarah Yardéni, Les Tunisraéliens : l'intégration des Juifs de Tunisie en Israël, Jérusalem, Elkana, 2010, 346 p. (ISBN 978-965-7417-07-2).
- Bernard Zarca, Une enfance juive tunisoise, Paris, L'Harmattan, 2005, 288 p. (ISBN 978-2-7475-8406-7, lire en ligne).
- Collectif, Les Juifs en Tunisie : images et textes, Paris, Éditions du Scribe, 1989, 263 p. (ISBN 978-2-86765-011-6).

#### Juifs du Maghreb
- Michel Abitbol, Les Juifs d'Afrique du Nord sous Vichy, Paris, CNRS éditions, coll. « Biblis » (no 34), 2012, 385 p. (ISBN 978-2-271-07541-3).
- André Chouraqui, Histoire des Juifs en Afrique du Nord, t. I : En exil au Maghreb, Paris, Éditions du Rocher, 1998, 293 p. (ISBN 978-2-268-03105-7).
- André Chouraqui, Histoire des Juifs en Afrique du Nord, t. II : Retour en Orient, Paris, Éditions du Rocher, 1998, 340 p. (ISBN 978-2-268-03106-4).
- Mark R. Cohen (trad. de l'anglais par Jean-Pierre Ricard), Sous le croissant et sous la croix : les Juifs au Moyen Âge, Paris, Éditions du Seuil, 2008, 464 p. (ISBN 978-2-02-081579-6).
- Paul B. Fenton et David G. Littman, L'Exil au Maghreb : la condition juive sous l'islam, 1148-1912, Paris, Presses de l'Université Paris-Sorbonne, coll. « Religions dans l'histoire », 2010, 800 p. (ISBN 978-2-84050-725-3).
- Paul Monceaux, « Les colonies juives dans l'Afrique romaine », Revue des études juives, vol. 44, no 87,‎ 1902, p. 1-28 (ISSN 0484-8616, lire en ligne, consulté le 8 décembre 2024).
- Effy Tselikas et Lina Hayoun, Les lycées français du soleil : creusets cosmopolites de la Tunisie, de l'Algérie et du Maroc, Paris, Autrement, coll. « Mémoires », 2004, 272 p. (ISBN 978-2-7467-0435-0).
- Jacques Taïeb, Sociétés juives du Maghreb moderne (1500-1900), Paris, Maisonneuve et Larose, 2000, 223 p. (ISBN 978-2-7068-1467-9).
- Jacques Taïeb, Être juif au Maghreb à la veille de la colonisation, Paris, Albin Michel, 1994, 144 p. (ISBN 978-2-226-06802-6).
- Shmuel Trigano, Le Monde sépharade, t. I : Histoire, Paris, Éditions du Seuil, 2006, 1008 p. (ISBN 978-2-02-086992-8).
- Shmuel Trigano, Le Monde sépharade, t. II : Civilisation, Paris, Éditions du Seuil, 2006, 816 p. (ISBN 978-2-02-086993-5).
- Colette Zytnicki, Les Juifs du Maghreb : naissance d'une historiographie coloniale, Paris, Presses de l'université Paris-Sorbonne, coll. « Cahiers Alberto Benveniste », 2011, 391 p. (ISBN 978-2-84050-782-6).

### Filmographie
- La Ghriba, documentaire de Mounir Baaziz, Cinétéléfilms, Ariana, 1993.
- Mon Pays m'a quitté, documentaire de Karin Albou, Michkan World Productions, Paris, 1995.
- Bons baisers… de la Goulette, film de Lucie Cariès, Image & Compagnie, Paris, 2007.
- Le Chant des mariées, film de Karin Albou, Gloria Films, Paris, 2008.
- Villa Jasmin, film de Férid Boughedir, Image & Compagnie, Paris, 2008.
- Tunisie, une mémoire juive, film de Fatma Cherif, SK Médias, Paris, 2016.